# Mustafa Kemal Atatürk
Kemal Atatürk (geboren als Mustafa, tot 1934 Mustafa Kemal Pasja, van 1935 tot 1937 Kamâl Atatürk; Thessaloniki, 1881 – Istanbul, 10 november 1938) was een Turks militair, politicus, schrijver en de grondlegger van de Republiek Turkije, waarvan hij de eerste president was. Tijdens zijn leiderschap ondernam hij zeer ingrijpende progressieve hervormingen, die Turkije moderniseerden tot een seculiere, industrialiserende natie. Idealiter een secularist en een nationalist, werden zijn beleid en theorieën bekend als kemalisme. Vanwege zijn militaire en politieke prestaties wordt Atatürk beschouwd als een van de grootste leiders van de 20e eeuw. De Turkse leider was een van de dragers van de Turkse Onafhankelijkheidsmedaille.

## Naamgeving
Atatürk is in de loop van de historie bekend geworden onder verschillende namen. Om verwarring te voorkomen, is de in dit artikel gehanteerde naamgeving als volgt. In de kop "#Eerste jaren" wordt de naam Mustafa gebruikt in dit artikel, daarna Mustafa Kemal. Vanaf de kop "#Vestiging van de republiek Turkije" wordt de naam Atatürk gebruikt.

## Eerste jaren
Mustafa werd geboren in de winter of voorjaar van 1881 in een Turks Yörük gezin in Thessaloniki (destijds bekend als Saloniki, Turkse uitspraak: Selanik) in de Macedonische regio van het Ottomaanse Rijk. Rondom zijn precieze geboortedatum bestaat onduidelijkheid, daar er in die tijd geen strikte burgerlijke stand bestond. De stad Thessaloniki, waar Mustafa in opgroeide, was een belangrijke handels- en havenstad, die in die tijd tot het Ottomaanse rijk behoorde. Het was een zeer kosmopolitische stad, waar vele talen werden gesproken en religies werden beleden. De belangrijkste inwoners van de stad waren respectievelijk Sefardische Joden, Turken, Grieken en Bulgaren. Als buitenlanders waren Britten, Fransen en Duitsers talrijk en hadden hun eigen lounges in de stad. Dit alles zou een blijvende indruk maken op Mustafa en zijn wereldbeeld vormen.

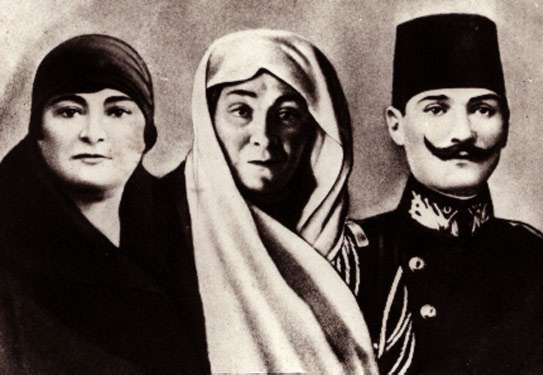
Zuster Makbule, moeder Zübeyde en Mustafa Kemal, 1905

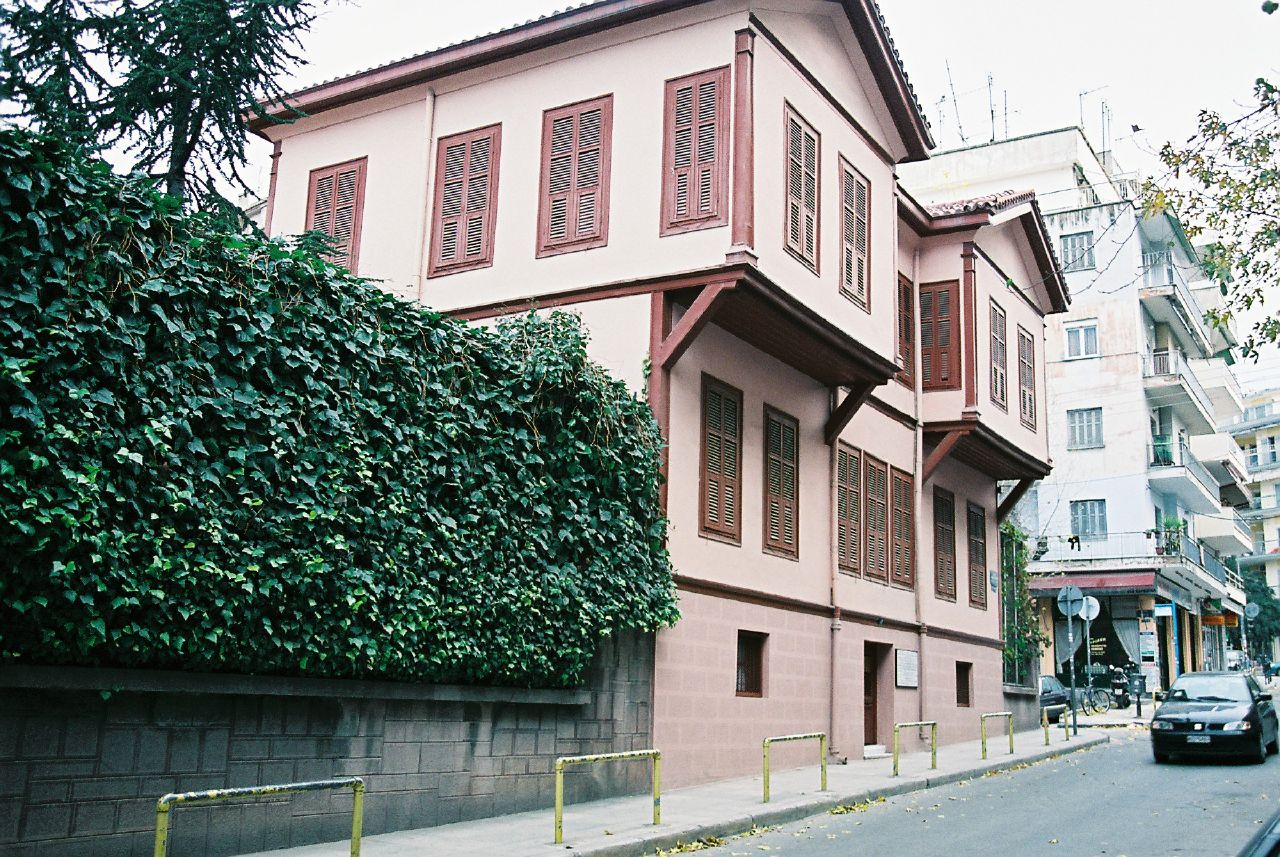
Geboortehuis van Atatürk in Griekenland, 23 mei 2007, Thessaloniki

Mustafa was de zoon van vader Ali Rıza effendi en moeder Zübeyde. Mustafa had meerdere broers en zussen, die behalve zijn zus Makbule allemaal in hun kindertijd zijn overleden. Zijn vader was eerst douanebeambte van beroep en daarna een handelaar in hout. Toen Mustafa zeven jaar oud was overleed zijn vader aan een darminfectie. Zijn moeder moest haar kinderen toen alleen opvoeden. Zijn moeder verbleef toen enige tijd met haar kinderen bij de boerderij van haar broer Hüseyin bey in Langaza (Lagkadas), niet ver van Thessaloniki. Op de boerderij kreeg de jonge Mustafa samen met zijn zuster de taak om de kraaien in het veld weg te jagen. Om haar broer niet langer tot last te zijn, trouwde zijn moeder later met Ragıp bey. Ragıp was ook een weduwnaar en had vier kinderen. Mustafa nam dit echter zijn moeder kwalijk. Omdat hij zich ongemakkelijk voelde met de nieuwe situatie, verliet hij het huis en ging hij bij een familielid wonen. Van kinds af aan was Mustafa bevriend met Nuri Conker, Fuat Bulca en Salih Bozok. Zijn vrienden woonden die in dezelfde buurt als hij en waren verwant aan hem. Zij zouden later zijn vertrouwde luitenanten worden in de Turkse Onafhankelijkheidsoorlog.
In zijn jeugd was het de wens van zijn vader Ali Rıza geweest om Mustafa naar de pas geopende openbare Şemsi Efendischool te sturen, die een eigentijds onderwijsprogramma had. Zijn moeder Zübeyde stond er echter op dat hij naar een traditionele religieuze school ging. Uiteindelijk kreeg zijn moeder haar zin en ging Mustafa naar een religieuze school. Maar al gauw verwisselde Mustafa die op eigen verzoek voor de seculiere Şemsi Efendischool. Toen hij klaar was met deze school, werd hij naar de Selanik Mülkiyeschool gestuurd. Op deze school werd de elfjarige Mustafa op een dag tot bloedens toe in elkaar geslagen door zijn koranleraar, Kaymak Hafız hoca. Mustafa verklaarde daarna aan zijn moeder, dat hij niet meer naar die school zou gaan en dat hij naar een militaire school wilde. Zijn moeder probeerde dat te voorkomen, maar tegen haar wens schreef Mustafa zich uiteindelijk in aan de Selanik Askeri Rüştiyesi, een militaire cadettenschool.
In 1893 begon hij op de militaire cadettenschool, waar hij uitblonk in wiskunde. Van zijn wiskundeleraar kreeg hij de bijnaam Kemal ("de perfecte"). Van 1896 tot 1899 volgde hij de militaire academie in de voormalige Ottomaanse stad Manastir (het tegenwoordige Bitola in Noord-Macedonië). Hier leerde hij studiegenoot Ali Fethi Okyar kennen, met wie hij jarenlang bevriend zou blijven. Na afronding van zijn studie in Manastir studeerde hij aan de Ottomaanse Militaire Academie in Istanbul en voltooide deze in 1902. Aansluitend ging hij naar het Ottomaanse Militaire College. Hier leerde hij studiegenoten als Ali Fuat Cebesoy, Kâzım Özalp en Kâzım Karabekir kennen, die een belangrijke rol in zijn leven zouden spelen.
In zijn tijd moesten Ottomaanse officieren Duits en Frans leren, waardoor hij beter inzicht kreeg in de Franse geschiedenis, alsmede in westerse denkbeelden over de Verlichting. In zijn vrije tijd las hij de boeken van Franse verlichtingsfilosofen als Voltaire, Jean-Jacques Rousseau, Montesquieu, Victor Hugo, Auguste Comte, Émile Durkheim en de Ottomaanse intellectueel Namık Kemal. Hij las ook de biografieën van Napoleon Bonaparte en zijn generaals van de Franse Revolutie. Dit soort revolutionaire lectuur was destijds door het sultanaat officieel verboden, omdat ze een potentieel risico kon vormen voor het gezag van de sultan. Juist om die reden was deze lectuur populair onder officiersstudenten en werd het in het geheim gelezen.
Net als zijn studiegenoten zag hij met lede ogen aan hoe het Ottomaanse Rijk steeds verder in verval raakte. Het eens zo machtige rijk brokkelde af als gevolg van interne spanningen en buitenlandse bemoeienissen. Het begon economisch steeds afhankelijker te worden van westerse landen en het kon deze landen ook militair niet meer bijbenen. In die tijd werd het door westerse landen spottend de zieke man van Europa genoemd. Mustafa Kemal begon cafés en geheime genootschappen te bezoeken, waar nagedacht werd over manieren om het autoritair bestuurde rijk te redden. Samen met Ali Fuat Cebesoy hielp hij mee bij de productie van een clandestien politiek blad. Door de politie werd ontdekt dat hij en zijn vrienden bijeenkomsten hielden over antimonarchistische onderwerpen. Een overheidsspion infiltreerde in hun groep om inlichtingen in te winnen over hen. Op 11 januari 1905 behaalde Mustafa Kemal zijn diploma aan het Ottomaanse Militaire College. Kort hierna werd hij door de politie gearresteerd om zijn antimonarchistische activiteiten, waarbij ook Ali Fuat Cebesoy werd gearresteerd. Na enkele maanden opsluiting werd hij alleen vrijgelaten met de steun van Rıza Pasja, zijn voormalige schooldirecteur.

## Officier in het Ottomaanse leger

### Eerste missies en de Jonge Turken

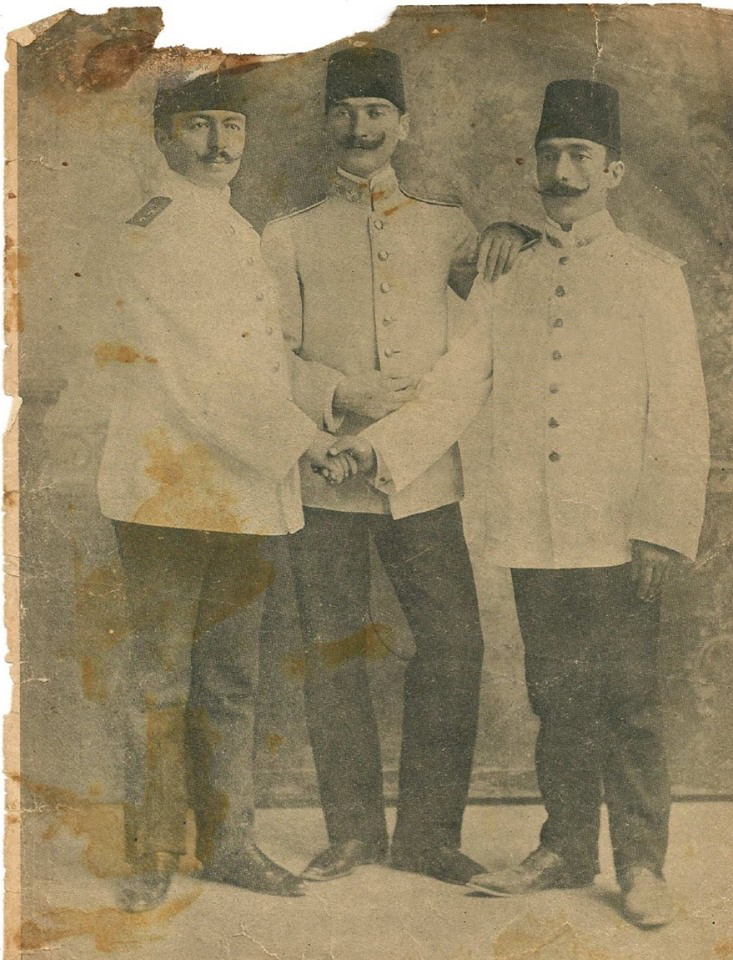
Leden van het geheim genootschap Vatan ve Hürriyet, 1906, Beiroet. Van links naar rechts: Halil, Mustafa Kemal, Lütfi Müfit

Na zijn vrijlating uit de gevangenis werd Mustafa Kemal voor straf toegewezen aan het Vijfde Leger in Damascus in gezelschap van Ali Fuat Cebesoy en Lütfi Müfit Özdeş. Aldaar kreeg hij de rang van kapitein. In Damascus sloot hij zich aan bij een klein geheim genootschap van revolutionaire hervormingsgezinde officieren, genaamd Vatan ve Hürriyet ("Moederland en Vrijheid"). Dit genootschap stond onder leiding van koopman Mustafa Elvan Cantekin, die een voormalig student was van de militaire medische school in Istanbul en verbannen was vanwege zijn politieke activiteiten. Mustafa Kemal werd sterk beïnvloed door diens politieke ideeën. Hij hielp het genootschap door ook afdelingen op te richten in Jaffa, Beiroet en Jeruzalem. Hij hoopte echter om naar Thessaloniki te gaan, want zo ver weg van de hoofdstad Istanbul konden ze als revolutionaire officieren weinig doen.
In oktober 1907 werd hij overgeplaatst naar zijn geboortestad Thessaloniki, waar hij in contact kwam met leden van de Jonge Turken, een in 1899 opgerichte organisatie die haar machtsbasis had in Thessaloniki. Hij sloot zich aan, omdat deze beweging hetzelfde doel nastreefde als zijn genootschap en bovendien een grotere organisatie was. In 1908 zette hij zich als sympathisant van de Jonge Turken af tegen sultan Abdülhamit II toen die conservatieve hervormingen wilde doorvoeren. Deze officieren van het seculiere en nationalistische "Comité voor Eenheid en Vooruitgang", bijgenaamd de Jonge Turken pleegden een staatsgreep en maakten van het Ottomaanse rijk een constitutionele monarchie, waarbij Abdülhamit als sultan geen enkele macht meer had. In 1909 vond er een tegencoup plaats, maar deze mislukte. Abdülhamit werd hierna definitief vervangen door zijn jongere broer sultan Mehmet V Reşat, die niet meer dan een marionet was onder de Jonge Turken.
In het voorjaar van 1910 hield Duitsland een grote militaire oefening aan de Rijnkust om de wereld te laten zien hoe machtig hun leger was. Dit beviel Frankrijk niet en als tegenactie hielden de Fransen ook een grote militaire oefening, die in 12-18 september 1910 plaatsvond in de streek Picardië en werd georganiseerd door de Franse generaal Ferdinand Foch. Frankrijk had waarnemers uit neutrale landen uitgenodigd om de oefening bij te wonen, waaronder het Ottomaanse rijk. Mustafa Kemal was tezamen met Selahaddin Bey en Ali Fethi Okyar (toen nog Fethi bey) ingedeeld bij de Ottomaanse militaire delegatie, die naar Frankrijk afreisde. Bij zijn verblijf daar werd het Mustafa Kemal duidelijk dat er een grote oorlog op komst was in Europa en dat vliegtuigen voortaan een belangrijke rol zouden spelen in de oorlogsvoering.

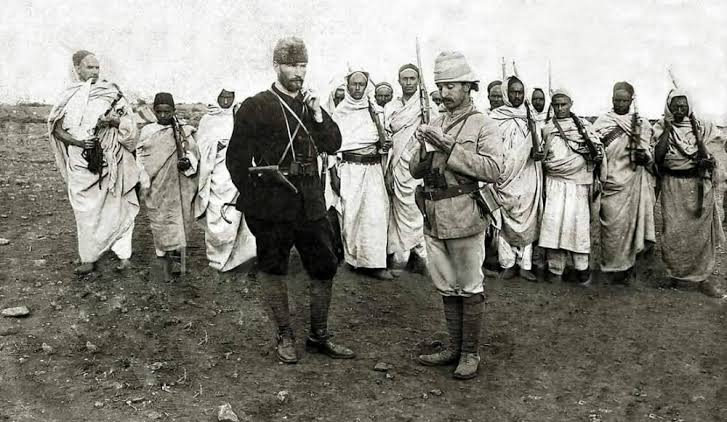
Staf-majoor Mustafa Kemal samen met Libische strijders in Libië, 1912, Tripoli

In 1911 begon Italië met een militaire invasie van Libië, dat toen onderdeel was van het Ottomaanse rijk. Direct hierna brak de Italiaans-Turkse Oorlog uit, waar Mustafa Kemal zich vrijwillig voor aanmeldde. Mustafa Kemal werd naar Ottomaans Libië uitgezonden, waar hij nabij de stad Tripoli als militair officier onder het commando van Enver bey (de latere Enver Pasja) tegen de Italiaanse invasie van Libië vocht. Enver en Mustafa Kemal wisten met hulp van lokale Libische stammen onverwacht veel weerstand te organiseren tegen het Italiaanse leger. Enver was even oud als Mustafa Kemal en de twee mannen zouden later uitgroeien tot ware rivalen van elkaar. Enver had een hekel aan Mustafa Kemals behoedzame houding t.o.v. de politieke agenda van het Comité voor Eenheid en Vooruitgang. Op zijn beurt had Mustafa Kemal veel kritiek op Enver en beschouwde hem als een gevaarlijke man, wiens acties het land naar de ondergang zouden kunnen brengen. Tijdens de oorlog in Libië raakte Mustafa Kemal gewond aan zijn oog door een granaatscherf.
Terwijl de oorlog in Libië nog in volle gang was, brak in 1912 de Balkanoorlog uit waarin Balkanlanden als Griekenland, Bulgarije, Montenegro en Servië het deel van het Balkangebied wilden veroveren, dat nog in handen was van het Ottomaanse rijk. Haastig ondertekende het Ottomaanse rijk toen een vredesverdrag (Vrede van Ouchy) met Italië en trok het zijn troepen terug uit Libië. Mustafa Kemal werd teruggehaald naar Istanbul, waar hij werd ingezet bij het heroveren van aan de Balkanlanden verloren gebied. Mustafa Kemal vocht tegen het Bulgaarse leger bij Gallipoli en Bulair (Bolayır). Hij speelde ook een cruciale rol bij de herovering van de steden Edirne en Didymoteicho. In 1913 vond er, als gevolg van het slechte verloop van de Balkanoorlog, een tweede staatsgreep in de Ottomaanse regering plaats. Ditmaal binnen het Comité voor Eenheid en Vooruitgang, waarna Enver Pasja, Talaat Pasja en Djemal Pasja aan de macht kwamen en het Ottomaanse rijk daarna als driemanschap begonnen te regeren. Het Ottomaanse rijk verloor uiteindelijk de Balkanoorlog en daarmee een groot deel van zijn Europees grondgebied. Toen Thessaloniki in handen van de Grieken kwam, vluchtte Mustafa Kemals familie naar Istanbul.
Na het einde van de Balkanoorlog werd Mustafa Kemal aangesteld als militair attaché op de Ottomaanse ambassade in de stad Sofia van het pas onafhankelijk geworden Bulgarije. Hij bleef hier tot aan het begin van de Eerste Wereldoorlog gestationeerd en werd op 1 maart 1914 gepromoveerd tot de rang van luitenant-kolonel. Zijn aanstelling in Sofia was bewerkstelligd door Enver Pasja, die Mustafa Kemal het liefst zo ver mogelijk wilde hebben van de politieke intriges in Istanbul, zodat Kemal hem niet in de weg zou kunnen staan. Mustafa Kemal kwam hierdoor buiten het machtscentrum van de Jonge Turken te liggen. Desondanks werd Mustafa Kemal vanuit Sofia een uitgesproken criticus van de deelname aan de naderende Eerste Wereldoorlog van het Ottomaanse rijk aan de kant van het Duitse Keizerrijk. Op 16 juli 1914 stuurde hij vanuit Sofia een officieel bericht naar het Ministerie van Oorlog in Istanbul, waarin hij aandrong op een beleid van neutraliteit in geval van oorlog. Enver Pasja was echter voorstander van een alliantie met Duitsland, wat leidde tot de ondertekening van een geheim alliantieverdrag met Duitsland op 2 augustus 1914.

### Eerste Wereldoorlog
Het Ottomaanse Rijk nam deel aan de Eerste Wereldoorlog aan de zijde van de centrale mogendheden tegen de landen van de Entente. Op 29 oktober 1914 liet Enver Pasja Duitse oorlogschepen onder Ottomaanse vlag Russische havens aan de Zwarte Zee bombarderen, waarmee het Ottomaanse rijk in de oorlog belandde. Vanwege de alliantie met Duitsland stonden verschillende Ottomaanse legereenheden onder leiding van Duitse commandanten. Mustafa Kemal had veel kritiek op deze situatie. Hij zei: "Onze staatslieden hebben onze natie en ons leger gereduceerd tot een onnatuurlijke staat door het Ottomaanse leger over te dragen aan een buitenlandse militaire missie".

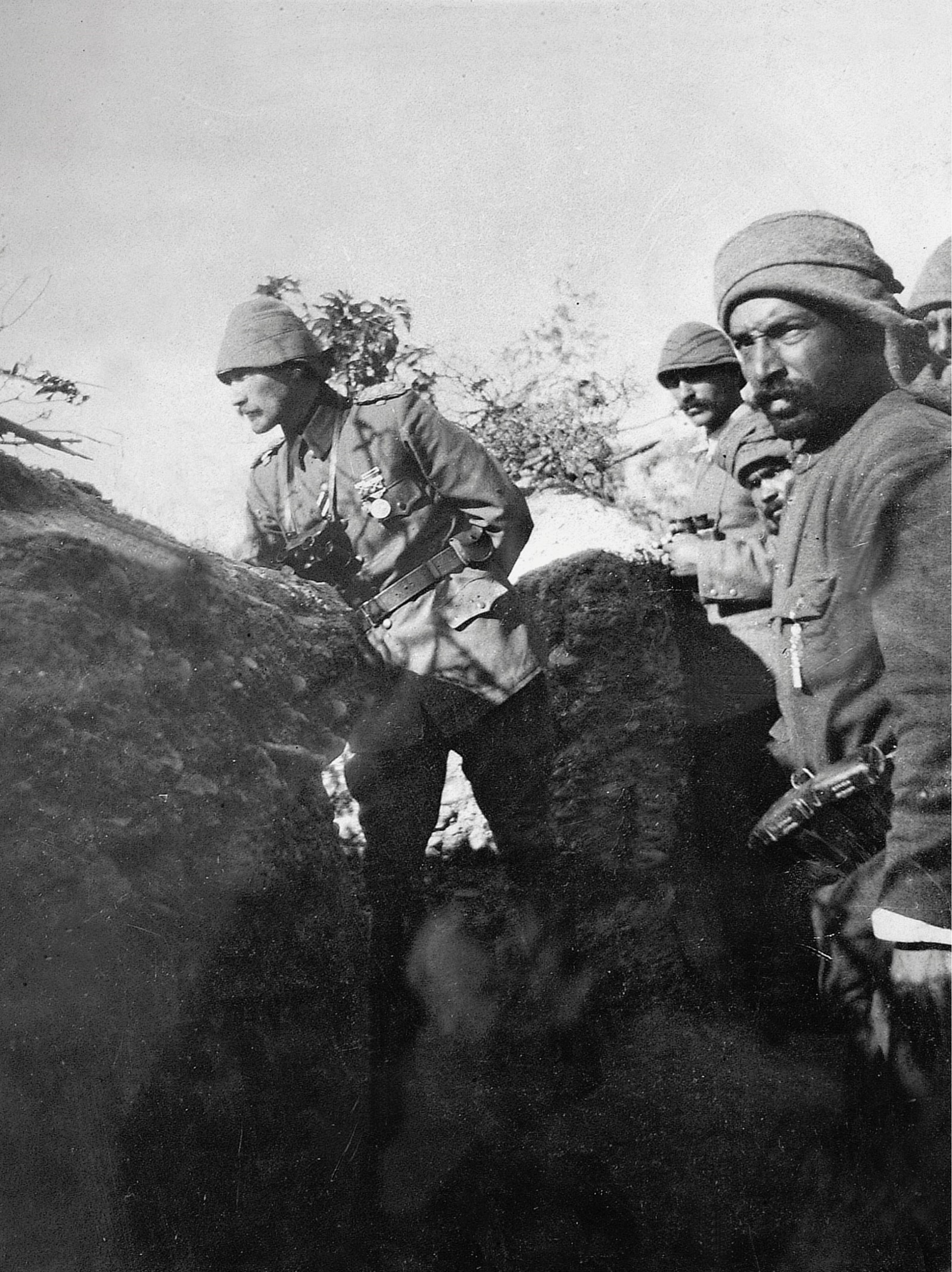
Mustafa Kemal in de loopgraven bij de Slag om Gallipoli, 17 juni 1915, Çanakkale

Tijdens de Eerste Wereldoorlog werd Mustafa Kemal eerst gestationeerd bij de Dardanellen in Çanakkale. Mustafa Kemal kreeg hierbij de leiding over de 19e divisie van het Vijfde Leger van het Ottomaanse Rijk en diende van 25 april 1915 tot 9 januari 1916 onder de Duitse officier Otto Liman von Sanders, die de leiding had over het Vijfde Leger. Mustafa Kemal speelde een belangrijke rol in het afslaan van de geallieerde invasie in de Slag om Gallipoli. Omwille van zijn militaire successen werd hij tot kolonel gepromoveerd en steeg zijn reputatie en aanzien binnen het Ottomaans leger. Het verhaal gaat, dat voor de geallieerde aanval op de Dardanellen begon, Mustafa Kemal zijn soldaten het volgende bevel gaf:

Ik beveel je niet om te vechten, ik beveel je om te sterven. In de tijd die het ons kost om te sterven, kunnen andere troepen en commandanten onze plaatsen komen innemen.

Naarmate de gevechten voortduurden bleek de Gallipoliveldtocht desastreus te zijn voor de geallieerden, omdat ze er maar niet in slaagden om voorbij de stranden van Gallipoli te komen, terwijl veel van hun soldaten omkwamen. De geallieerden besloten uiteindelijk het offensief af te breken en evacueerden hun troepen. De laatste troepen vertrokken op 8 januari 1916. Het Ottomaanse leger won hiermee de Gallipoliveldtocht. Voor de geallieerden was deze veldtocht een rampzalige nederlaag.
Na het einde van de Gallipoliveldtocht werd Mustafa Kemal, na een kleine uitstap naar Edirne, op 14 januari 1916 overgeplaatst naar het oostfront, waar op dat moment de oorlog in de Kaukasus aan de gang was. Hier kreeg hij de leiding over de 16e divisie van het Tweede Leger, die het moest opnemen tegen het Russische leger, dat werd bijgestaan door Armeense vrijwilligerseenheden. Op 1 april 1916 werd hij gepromoveerd tot brigadegeneraal. In de zomer van 1916 slaagde zijn leger erin de steden Muş en Bitlis terug te veroveren op de Russen. Wederom vielen de militaire bekwaamheden van Mustafa Kemal op binnen het Ottomaanse leger. Maar toen de Russen in de herfst opnieuw aanvielen, was zijn leger genoodzaakt zich weer uit de veroverde steden terug te trekken. Op 7 maart 1917 kreeg hij de gehele leiding over het Tweede Leger toegewezen.

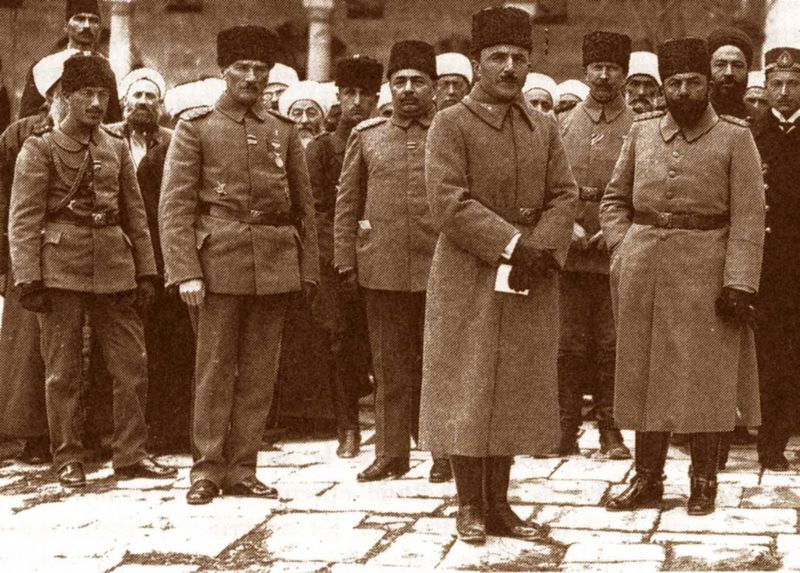
Mustafa Kemal toen hij nog een brigadegeneraal was met Enver Pasja en Djemal Pasja op de voorgrond, 1917, Damascus

In juli 1917 werd hij aangesteld als commandant van het Zevende Leger van de legergroep Bliksemschicht bij het zuidfront in Palestina, maar hij kon niet opschieten met maarschalk Erich von Falkenhayn onder wiens commando hij stond. Samen met zijn mede-officier İsmet İnönü rapporteerde hij daarover aan minister Talaat Pasja en verzocht om een sterkere verdedigingslinie in het noorden van Syrië, geleid door Turken in plaats van Duitsers. Talaat Pasja weigerde echter aan het verzoek van Mustafa Kemal te voldoen. Ontevreden over de weigering nam Mustafa Kemal begin oktober 1917 ontslag van zijn functie en keerde hij terug naar Istanbul.
In Istanbul kreeg hij de taak prins (en latere sultan) Mehmet VI 'Vahideddin' te vergezellen bij een treinreis naar Oostenrijk-Hongarije en dan verder naar Duitsland. Destijds had de Duitse regering sultan Mehmet V Reşat namelijk uitgenodigd voor een bezoek aan Duitsland. Mehmet V Reşat kampte echter met een slechte gezondheid. Om die reden stuurde de sultan zijn broer Mehmet VI Vahideddin in zijn plaats. Deze reis vond plaats in de winter van 1917-1918 en van 25 december tot 4 januari verbleef Mustafa Kemal in het Hotel Adlon van Berlijn samen met Mehmet VI en zijn gevolg. In Duitsland bezocht Mustafa Kemal de Duitse linies van het westfront en concludeerde na een analyse dat de centrale mogendheden de oorlog spoedig zouden verliezen. Hij aarzelde niet om zijn mening kenbaar te maken aan keizer Wilhelm II en zijn generaals. Tijdens de reis had Mustafa Kemal ook meerdere gesprekken met Mehmet VI, waarin hij hem probeerde te overtuigen om een nieuw leger te vormen en hem daarbij als zijn adviseur aan te stellen.
Tijdens de terugreis naar Istanbul werd Mustafa Kemal ziek en moest hij zijn reis afbreken, terwijl de sultan en zijn gevolg doorreisden. Voor een medische behandeling verbleef hij twee maanden in het ziekenhuis van de stad Karlsbad in Oostenrijk-Hongarije. Daar bleek dat hij een nierinfectie had opgelopen. Zijn medische behandeling bestond uit het dagelijks nemen van kuurbaden. Hij hield nauwkeurig een dagboek bij van zijn tijd in Karlsbad. Vanuit het ziekenhuis kwam Mustafa Kemal te horen, dat Mehmet V Reşat overleden was en opgevolgd was door zijn broer Mehmet VI. Bij zijn terugkomst in Istanbul kwam hij tot de ontdekking, dat Mehmet VI zijn plan had opgegeven onder de invloed van Enver Pasja.

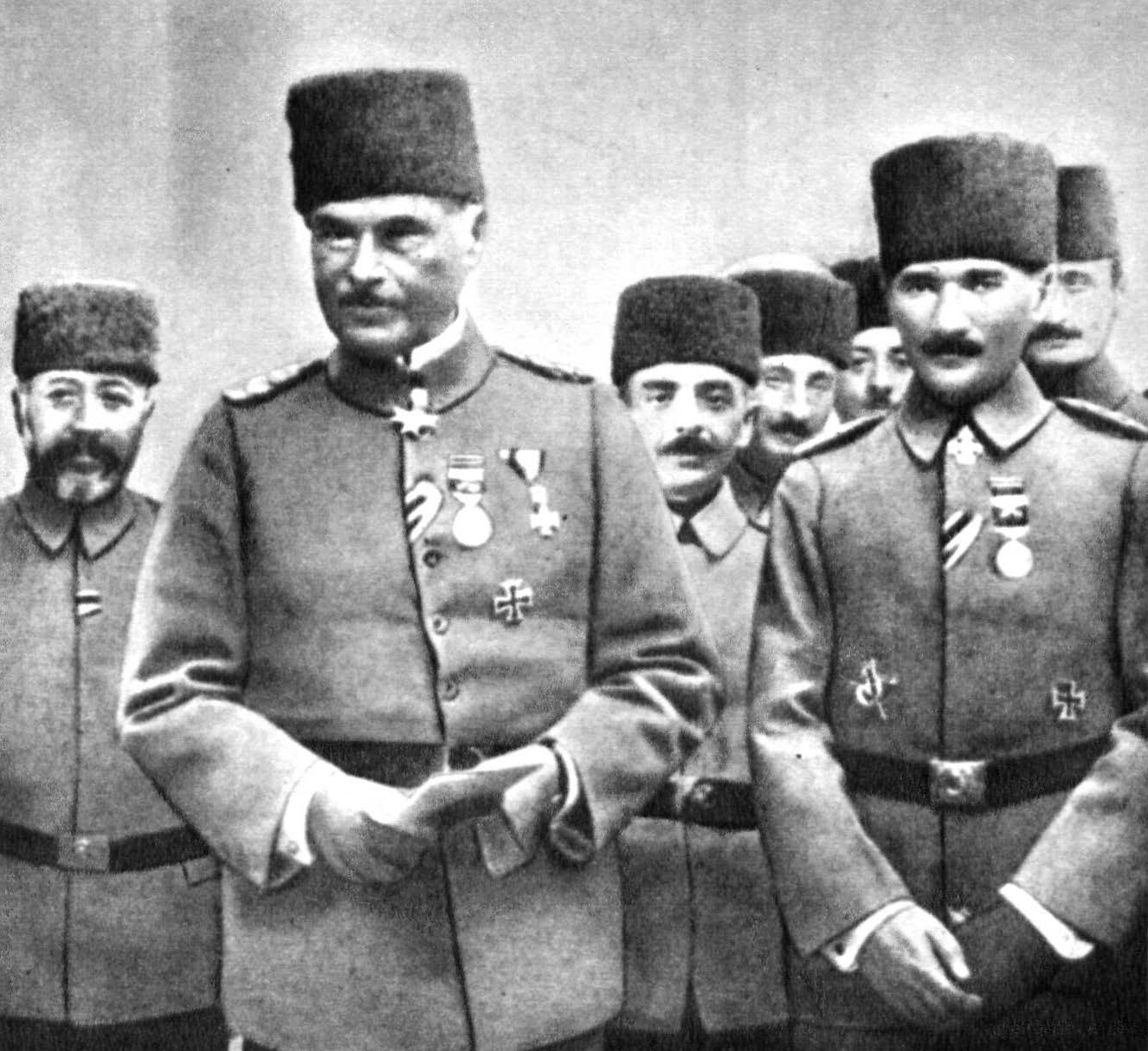
Duitse generaal Otto Liman von Sanders en Mustafa Kemal, 1918

Op 7 augustus 1918 werd Mustafa Kemal door Mehmet VI voor een tweede keer aangesteld als bevelhebber van het Zevende Leger in Palestina, dat zich nabij Nablus bevond. Inmiddels had Otto Liman von Sanders begin 1918 het commando van het Ottomaanse leger in de Sinaï en de Palestina Campagne overgenomen van Erich von Falkenhayn. Net als in de Gallipoliveldtocht stond Mustafa Kemal weer onder bevel van generaal Liman von Sanders. Mustafa Kemal bestudeerde de situatie in Palestina grondig en concludeerde dat de Britse vijand, qua manschappen en uitrusting, sterker was dan zijn eigen strijdkrachten. In Palestina kreeg Mustafa Kemal ook te maken met de Arabische Opstand. Deze opstand was georganiseerd door Groot-Brittannië, dat de lokale Arabieren tot een opstand had aangemoedigd tegen de Ottomaanse overheersing.
Toen het leger van Liman von Sanders de strijd verloor bij Megiddo, stond het Britse leger niets meer in de weg om Mustafa Kemals leger aan te vallen. Vanwege een gebrek aan mankracht om het Britse leger aan te kunnen, was Mustafa Kemal genoodzaakt zich helemaal terug te trekken naar Jordanië en dan nog verder naar Aleppo. Zijn intentie was om een sterkere gevechtslinie te vormen, maar ondertussen begonnen steeds meer van zijn soldaten te deserteren. In een paar dagen tijd bereikte het totale aantal deserteurs 300.000 man. De oorlog van Mustafa Kemal werd drastisch veranderd van vechten tegen het Britse leger in vechten tegen het uiteenvallen van zijn eigen troepen. Hij stuurde een woedend telegram naar de Turkse sultan, waarin hij zijn superieuren als Enver Pasja, Cevat Pasja en Djemal Pasja beschuldigde door hun incompetentie verantwoordelijk te zijn voor de ontstane desastreuze situatie.
Mustafa Kemal verving Liman von Sanders als commandant van de legergroep Bliksemschicht. Samen met ongeveer vijftig andere officieren vormde hij ten zuiden bij Aleppo nu de ruggengraat van de militaire vleugel van het Comité voor Eenheid en Vooruitgang (İttihat ve Terakki Cemiyeti) (ook wel: Unionisten). Hij slaagde ondanks de slechte situatie erin, de opmars van het Britse leger tot een halt te brengen. Opnieuw was Mustafa Kemal de Turkse held van de oorlog. Zijn leger was nog steeds ongeslagen toen er nieuws werd ontvangen over de ondertekening van een wapenstilstand tussen Groot-Brittannië en het Ottomaanse rijk. Opmerkelijk genoeg was Mustafa Kemal de enige Ottomaanse commandant die bij deze oorlog geen nederlaag op zijn naam had staan.

### Bezettingsperiode
Op 30 oktober 1918 werd de Wapenstilstand van Mudros ondertekend, waarmee de Ottomaanse capitulatie werd bevestigd. Als een van de verliezende landen van de Eerste Wereldoorlog kon de Ottomaanse regering niet veel meer doen dan zich naar de wil van de geallieerde landen te schikken. Landen als het Verenigd Koninkrijk, Frankrijk, Italië, Griekenland en Armenië maakten aanspraak op delen van het Ottomaanse rijk. De vredesbesprekingen, die het Ottomaanse rijk zou verdelen onder de overwinnaars, zouden in mei 1919 in de gemeente Sèvres van Frankrijk starten.

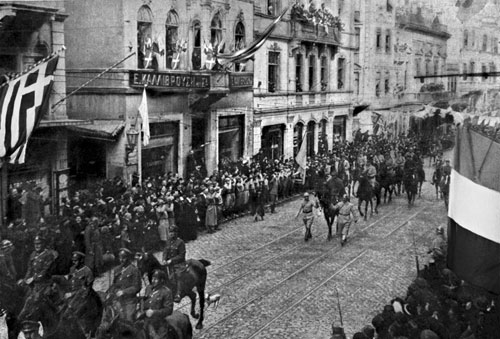
Bezetting van Istanbul door geallieerde troepen, november 1918, İstiklal Caddesi, Istanbul

Ondertussen was de regering van grootvizier Talaat Pasja al voor de Ottomaanse capitulatie gedwongen om af te treden op 8 oktober 1918. Vervolgens werd er een nieuwe pro-Britse regering gevormd, die samengesteld werd vanuit de leden van de oppositiepartij, de Vrijheid en Akkoordpartij (Hürriyet ve İtilaf Fırkası). De nieuwe regering kwam eerst onder waarneming van İzzet Pasja te staan en daarna Tevfik Pasja en later Damat Ferit Pasja. Sultan Mehmet VI koos uit angst voor zijn positie de zijde van de geallieerden en probeerde op die manier te redden wat er te redden viel van het Ottomaanse rijk. Nog voordat de geallieerde troepen op 13 november 1918 Istanbul binnentrokken, vluchten Talaat Pasja, Enver Pasja en Djemal Pasja al het land uit naar Duitsland aan boord van een Duitse U-boot. Ze weigerden zich aan de geallieerden over te geven. Ook waren ze bang om door de nieuwe regering verantwoordelijk te worden voor hun falen tijdens de Eerste Wereldoorlog, wat onherroepelijk de doodstraf voor hun zou betekenen. Deze gebeurtenis zou leiden tot de opheffing van het Comité voor Eenheid en Vooruitgang, waarvan ze de partijleiders waren.

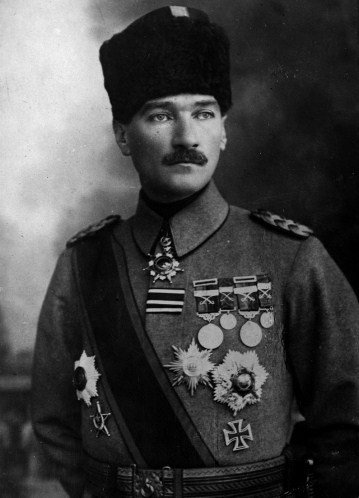
Mustafa Kemal Pasja, november 1918, Istanbul

Ondanks verzet van Mustafa Kemal werd in de lijn van het Mudrosverdrag op 7 november 1918 zijn legergroep Bliksemschicht ontbonden door waarnemend grootvizier İzzet Pasja en kreeg hij zijn orders om terug te keren naar Istanbul. Mustafa Kemal reisde daarna samen met zijn mede-officieren met de trein via Adana naar Istanbul. Wanneer zij op 13 november 1918 aankomen in Istanbul, waren ze getuige van de geallieerde bezetting van Istanbul. Ze moesten 3,5 uur wachten op Station Haydarpaşa vanwege 56 oorlogschepen van het bezettingsleger van de geallieerden, die door de Bosporus heen voeren. Daarna werd Mustafa Kemal met zijn mede-officieren met de Kartal stoomboot naar de overzijde, het Europees gedeelte van Istanbul, gebracht. Kijkend naar de geallieerde oorlogsschepen vroeg zijn adjudant Mehmet Cevat Abbas Gürer toen wat er nu ging gebeuren, waarop Mustafa Kemal antwoordde:

Ze zullen gaan zoals ze gekomen zijn. 
Geldikleri gibi giderler.

Even dacht Mustafa Kemal erover na om ontslag te nemen uit het leger, maar werd daarvan weerhouden door İzzet Pasja, die hem een administratieve functie toewees bij het ministerie van Oorlog. Mustafa Kemal nam zijn intrek in het Pera Palace hotel, waar vele bevelhebbers van de Geallieerden ook hun intrek hadden. Een paar weken later verhuisde hij naar het huis van zijn vriend Salih Fansa in Beyoğlu om vervolgens te verhuizen naar het triplex appartement van Madame Kasabyan in het district Şişli. Zijn moeder Zübeyde Hanım en zijn zus Makbule kwamen over van het huis in Akaratlar te Beşiktaş en namen de bovenste verdieping in. Mustafa Kemal nam de middelste verdieping in en in de onderste verdieping sliep zijn adjudant Mehmet Cevat Abbas Gürer. In dit huis vonden vele vergaderingen met vrienden en gelijkgezinden plaats.
Ergens tussen december 1918 en mei 1919 werd Mustafa Kemal gecontacteerd door leden van de Karakol organisatie, te weten Ali Fethi Bey, Kara Kemal, İsmail Canbulat en een onbekende vierde persoon. De Karakol was een in het geheim opgerichte organisatie op bevel van Talaat Pasja, vlak voordat hij naar Duitsland vluchtte. Het doel van Karakol was het organiseren van het verzet in het Anatolisch binnenland. Omdat veel van hun leden waren opgepakt om te worden berecht bij de krijgsraden van 1919-1920, zochten ze naar iemand die het verzet in het binnenland kon leiden. De Karakol-leden hadden eerder İzzet Pasja benaderd voor deze rol, maar met hem lukte het niet om tot een overeenkomst te komen, waarna de Karakol-leden Mustafa Kemal benaderden. De Karakol-leden vonden Mustafa Kemal een ideale kandidaat voor het leiderschap, wegens zijn goede en onbesmette reputatie binnen het Ottomaans leger. Toen Mustafa Kemal besloot deze taak op zich te nemen, was een gelegenheid om naar het Anatolisch binnenland te gaan voor hem snel gevonden.
Destijds maakte de nieuwe regering van Damat Ferit Pasja zich grote zorgen over het voortdurende geweld tussen de Turkse verzetsstrijders en de verschillende etnische groepen in Oost-Anatolië en het Zwarte Zeegebied. Damat Ferit Pasja wilde een militaire inspecteur instellen, die daar de orde moest herstellen en de Turkse verzetsstrijders moest ontwapenen. Via connecties met minister Mehmet Ali Bey zorgde men ervoor, dat Mustafa Kemal tot deze functie van militaire inspecteur benoemd werd. Op 16 mei 1919 vertrok Mustafa Kemal voor zijn missie per schip naar Samsun, een stad gelegen aan de Zwarte Zee. Hij was heel andere dingen van plan, dan wat Damat Ferit Pasja van hem verlangde.

### Turkse Onafhankelijkheidsoorlog

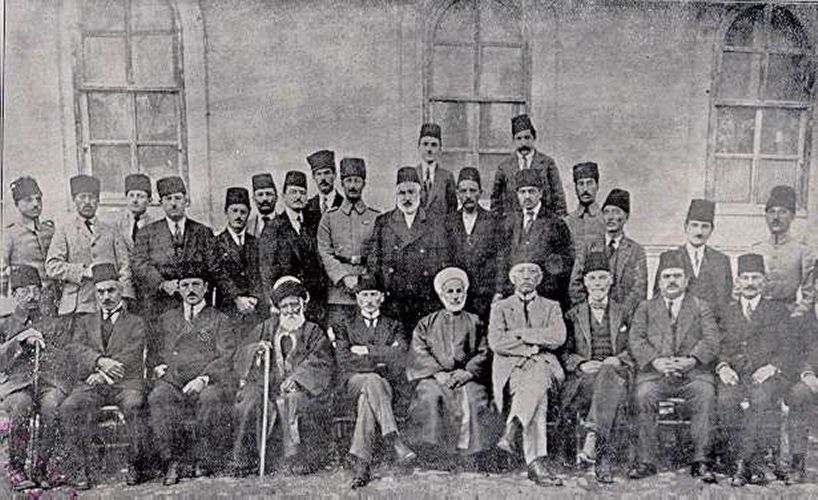
Het congres in de stad Sivas met Mustafa Kemal in het midden zittend, september 1919

Op 19 mei 1919 kwam Mustafa Kemal met de stoomboot SS Bandırma vanuit Istanbul aan in de stad Samsun. Hij verkeerde in gezelschap van nog 48 andere officieren, die om dezelfde reden als hij per boot naar Samsun waren afgereisd. In Samsun organiseerde hij zijn eerste congres, dat zo de eerste aanzet vormde voor de latere Turkse Onafhankelijkheidsoorlog. Hier maakte hij de bevolking attent op het gevaar van opdeling van het land door de geallieerden, de bezetting van İzmir door Griekse troepen in het westen en de landing van Italiaanse troepen in het zuiden. Op 22 juni 1919 had hij in de plaats Amasya een ontmoeting met de officieren Ali Fuat Cebesoy, Rauf Orbay en Refet Bele. Met hen stelde hij een circulaire op. In dit circulaire werd gesteld dat het land in gevaar was, dat de regering in Istanbul te onmachtig was om het land te beschermen en dat de gehele natie in actie zou moeten komen om dit tegen te gaan. De Amasya-circulaire werd per telegram verspreid over de verschillende verzetshaarden van het land. Om meer steun te verzamelen voor het verzet, hield Mustafa Kemal daarna congressen in achtereenvolgens de steden Balıkesir, Erzurum, Sivas en Alaşehir.
Ondertussen werd in Istanbul in de maanden maart en mei van 1919 verschillende protestdemonstraties gehouden door Turkse burgerorganisaties. Zij protesteerden tegen de bezetting van het Ottomaanse rijk en de Griekse bezetting van İzmir. Deze protestdemonstraties zijn bekend als de Sultanahmet demonstraties, omdat ze plaatsvonden in de wijk Sultanahmet. De feministische schrijfster Halide Edib Adıvar van de Turkse vrouwenvereniging hield hierbij een toespraak voor de Turkse demonstranten.

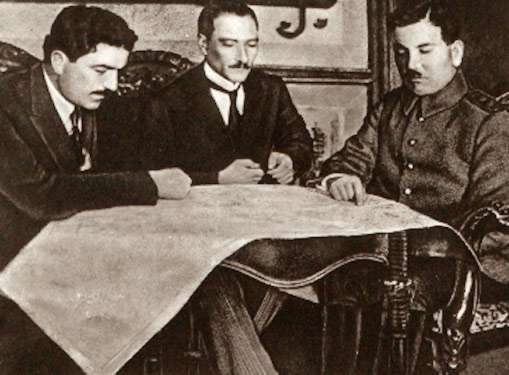
Mustafa Kemal Pasja overlegt met Ali Fuat Cebesoy en Rauf Orbay, 19 juni 1919, Amasya

De geallieerden begonnen Mustafa Kemals activiteiten verdacht te vinden. Nadat de geallieerden zijn huis in Istanbul binnenvielen en doorzochten, kwamen zij achter zijn plannen. De geallieerden maakten dit kenbaar aan de sultan Mehmet VI, waarna Mustafa Kemal eind 1919 per direct werd teruggeroepen door de sultan. Mustafa Kemal reageerde door officieel zijn ontslag in te dienen bij het ministerie van Oorlog. Kâzım Karabekir, bevelhebber van de resterende Ottomaanse legers die gestationeerd waren aan de oostgrens, liep samen met andere prominente figuren uit de Ottomaanse legers zoals Fevzi Çakmak en İsmet İnönü over naar de kant van Mustafa Kemal. Met dit leger, dat bestond uit de Anatolische bevolking en de restanten van het Ottomaanse leger, zou Mustafa Kemal oorlog voeren tegen zowel de geallieerde bezetters als tegen de Ottomaanse sultan. Deze oorlog zou duren van de lente van 1920 tot en met de herfst van 1922 en zou bekend worden als de Turkse Onafhankelijkheidsoorlog.
Volgens Sultan Mehmet VI vormden Mustafa Kemal en zijn nationalisten in Ankara een bedreiging voor zijn positie als leider van het Ottomaanse rijk. Hij gaf zijn minister Şevket Süleyman Pasja op 18 april 1920 de opdracht een leger te vormen om de Turkse nationalisten in het Anatolisch binnenland te bestrijden. Dit leger stond bekend als de Kuva-yi Inzibatiye of het Kalifaatleger. Gebruikmakend van zijn titel als kalief verklaarde hij de nationalisten tot vijanden van de islam. De Britten ondersteunden het Kalifaatleger, omdat ze af wilden van Mustafa Kemal en zijn nationalistisch verzetsleger.

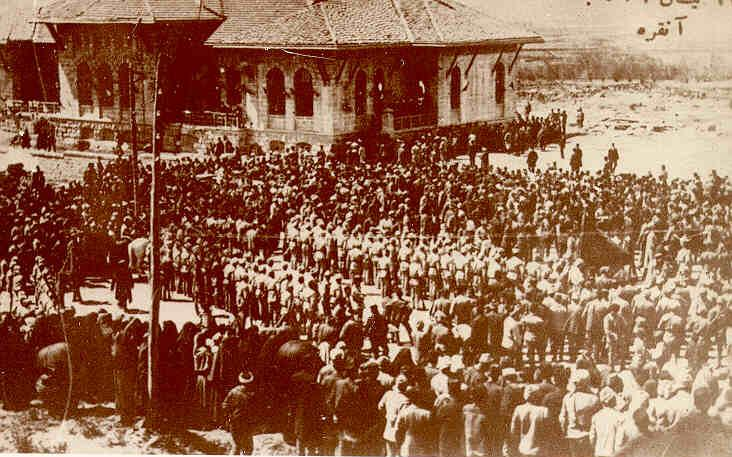
Opening van de Grote Nationale Assemblee van Turkije (TBMM), 23 april 1920, Ankara

Als reactie richten de Turkse nationalisten op 23 april 1920 in de stad Ankara de Grote Turkse Nationale Assemblee (TBMM) op, die zich uitriep als de officiële regering van Turkije en de regering in Istanbul van de sultan niet meer erkende. Bij zijn eerste vergadering verklaarde de TBMM dat de soevereiniteit onvoorwaardelijk toebehoorde aan het volk ("Egemenlik, kayıtsız, şartsız milletindir"). De TBMM zou een belangrijke rol spelen in het nemen van besluiten tijdens de Turkse Onafhankelijkheidsoorlog. In mei 1920 rukte het Kalifaatleger op vanuit Istanbul naar Adapazarı en dan verder naar Geyve. Bij Geyve ging het Kalifaatleger het gevecht aan met het leger der nationalisten. Dit eindigde in een verlies voor het Kalifaatleger. Daarop accepteerde de regering van Istanbul het falen van het Kalifaatleger en besloot het Kalifaatleger terug te trekken naar Istanbul. Op 25 juni 1920 werd aangekondigd dat het Kalifaatleger werd opgeheven en dat de soldaten van de eenheid werden ontslagen.
Op 10 augustus 1920 accepteerde de sultan het Verdrag van Sèvres, dat door de geallieerden aan hem was opgedrongen. Dit werd door veel Turken als vernederend gezien. Kemals beweging kreeg hierdoor veel meer steun onder de Turkse bevolking, hetgeen het regime van de sultan verder verzwakte. Veel parlementsleden uit het Ottomaanse kabinet liepen over naar de TBMM, nadat de sultan hen ontslagen had onder druk van de Britten. Ondertussen was het Griekse leger in de zomermaanden van 1920 begonnen om de Marmararegio te veroveren naar het idee van het Megali Idea. Nadat het Griekse leger daarin slaagde, begon het in oktober 1920 een offensief oostwaarts naar het Anatolische binnenland. De Grieken werden hierbij door de Britten gesteund. De Britten, die zelf niet deelnamen aan de strijd, hoopten dat het Griekse leger af zou rekenen met het Turkse verzetsleger.
In de herfst 1920 stuurde het TBMM generaal Kâzım Karabekir met zijn divisieleger naar Oost-Anatolië om die terug te veroveren van de Armeniërs (Turks-Armeense Oorlog). Na een snelle opmars van het Turkse leger werd het Armeense leger verslagen op 27 oktober 1921, waarna Kâzım Karabekir met de Russische bolsjewieken het Verdrag van Kars werd overeengekomen. In ruil voor grondgebied in het huidige Georgië beloofden de bolsjewieken militaire en financiële steun aan het Turkse leger. Tegelijkertijd ging Mustafa Kemal met zijn divisieleger naar het zuiden om de stad Maraş te bevrijden van het Franse leger, die bijgestaan werd door Armeense soldaten van het Frans Vreemdelingenlegioen. Op 20 januari 1921 begon een van de grootste slagen tussen het Franse en Turkse leger in de provincie Maraş. Op 10 februari waren de Fransen en de Armeniërs gedwongen om de stad te verlaten. Er vonden hierna nog verschillende gevechten plaats tussen de Turkse en Franse troepen in de provincies Antep en Urfa. Op 9 maart 1921 werd een vredesverdrag ondertekend tussen de Franse leger en Turkse leger. Naderhand zou op 20 oktober 1921 met de Fransen het Verdrag van Ankara worden gesloten, waarbij de Fransen vertegenwoordigd werden door Henry Franklin-Bouillon en de Turkse nationalisten door Yusuf Kemal Bey.

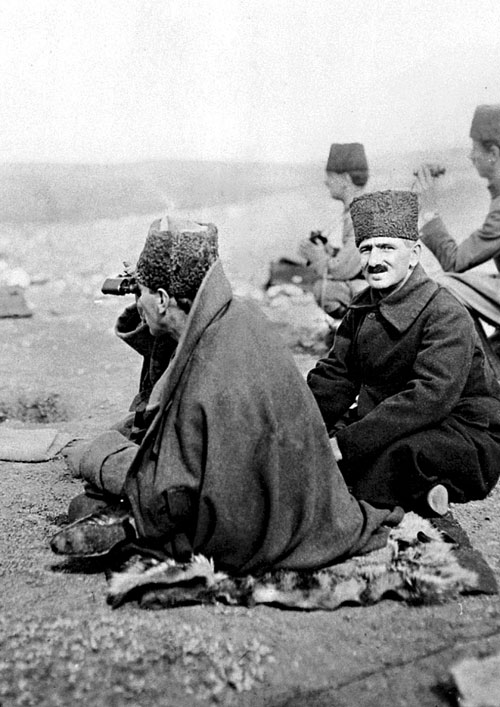
Mustafa Kemal en Salih Bozok observeren vanaf een heuvel de troepenbewegingen tijdens de Slag om Sakarya, 10 september 1921

Het einde met de oorlog met de Fransen gaf de Turkse nationalisten de gelegenheid troepen naar het westen te verplaatsen om het oprukkende Griekse leger te confronteren en hen terug te dringen uit West-Anatolië. Het Griekse leger was namelijk in maart 1921 begonnen met een invasie in het Anatolisch binnenland onder aanmoediging van de Britse premier David Lloyd George. Deze invasie ging gepaard met moordpartijen en plunderingen op de Turkse bevolking. Toen het Griekse leger nog slechts enkele kilometers verwijderd was van Ankara, besloot de TBMM tot een offensief tegen het Griekse leger.
Voor dit offensief kreeg İsmet İnönü van het TBMM het bevel over het Turkse leger. Het Turkse leger kreeg nu financiële steun en wapens niet alleen van de Russen, maar ook van de Fransen en de Italianen. De Fransen en de Italianen hadden allerlei onderhandse afspraken hadden gemaakt met de Turkse nationalisten in ruil voor de veilige aftocht van hun eigen legers. Op 10 januari 1921 volgde de eerste Turkse overwinning op de Grieken bij het İnönü district van Eskişehir, waarbij het Griekse leger tot een halt werd gebracht. Ook een tweede Griekse aanval in maart 1921 werd afgeslagen bij İnönü. Echter een Grieks tegenoffensief in juli 1921 (Slag om Kütahya-Eskişehir) werd verloren door het Turkse leger en dwong het Turkse leger om zich weer terug te trekken richting het oosten tot achter de rivier Sakarya.
De TBMM besloot toen İnönü te vervangen door Mustafa Kemal. Naast zijn functie van parlementsvoorzitter kreeg Mustafa Kemal ook de functie van van opperbevelhebber van het Turkse leger. Dit was een kritiek punt voor het Turkse verzetsleger in de oorlog. Gezien de verliezen van het Turkse leger, kon Mustafa Kemal ervoor kiezen om het Turkse leger terug te trekken naar Kayseri. Desondanks besloot hij toch in de aanval te gaan op 23 augustus 1921. Onder zijn leiding werden de Grieken, hoewel in de meerderheid en beter uitgerust, tijdens de Slag om Sakarya verdreven tot voorbij de rivier Sakarya. Naar aanleiding van deze gewonnen veldslag gaf het TBMM op 19 september 1921 Mustafa Kemal een promotie tot veldmaarschalk op en gaf hem de titel van Gazi. Hij werd toen Gazi Mustafa Kemal Pasja genoemd. De meesten verwachten daarna, dat Mustafa Kemal meteen in het offensief zou gaan om het Griekse leger uit het land te verjagen. Maar hij stelde zich afwachtend op. Dit bleek achteraf gezien een slimme zet te zijn.

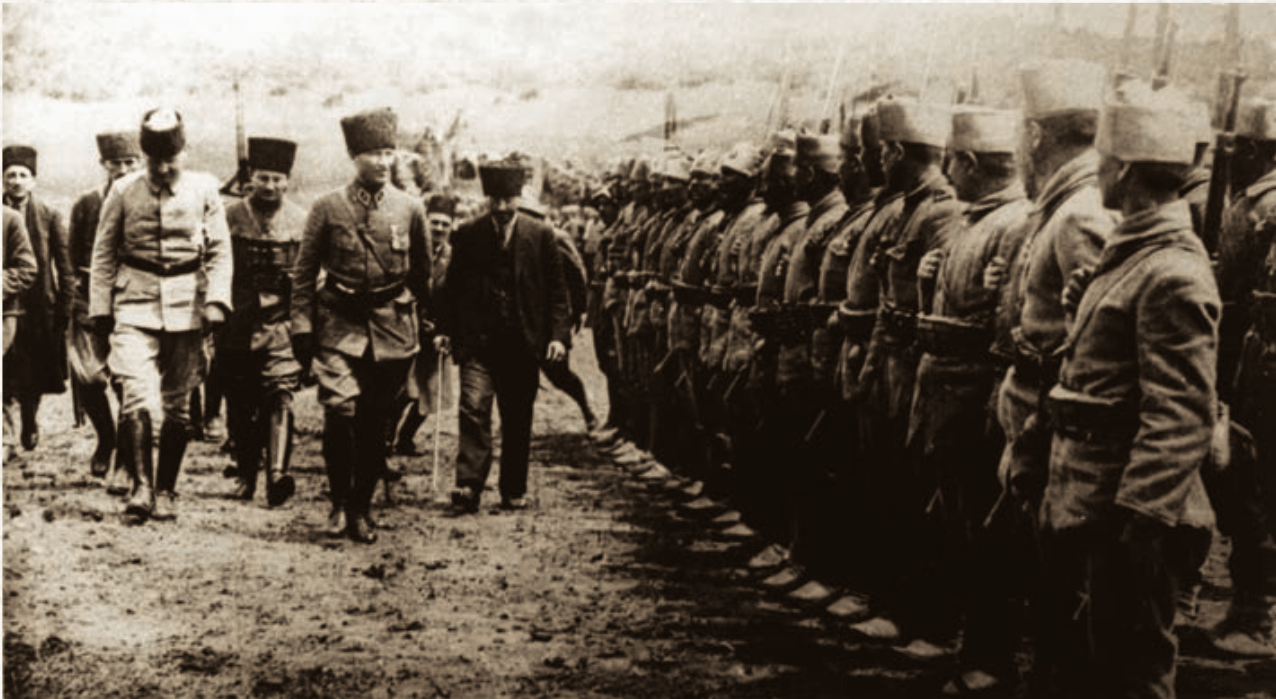
Mustafa Kemal Pasja inspecteert de troepen in İzmit, 18 juni 1922

Mustafa Kemal liet het Turkse leger eerst goed voorbereiden op de komende strijd. De voorraden van het Turkse leger werden aangevuld. Tijdens deze voorbereidingsfase kreeg Mustafa Kemal bezoek van de Franse schrijver en diplomaat Claude Farrère. Deze bijeenkomst vond plaats op 18 juni 1922 in İzmit. Claude Farrère was onder de indruk van het optreden van Mustafa Kemal. Hij vertelde hem dat hij de Turkse Onafhankelijkheidsoorlog steunde. In İzmit werd Mustafa Kemal ook door zijn moeder en zus bezocht, die uit Istanbul gekomen waren. Zijn familie reisde vervolgens door naar Ankara, waar ze zich permanent zouden vestigen.
Na bijna een jaar van voorbereidingen begon Mustafa Kemal met het Grote Offensief (Büyük Taarruz), wat de laatste grote militaire operatie tegen het Griekse leger zou zijn. Dit offensief begon met de Slag om Dumlupınar op 26 augustus 1922. Hierbij werd het Griekse leger gedwongen zich terug te trekken tot aan de stad İzmir. Bij zijn terugtocht hanteerde het Griekse leger de tactiek van de verschroeide aarde, waarbij vele Turkse dorpen werden platgebrand en de stad Manisa in vlammen werd gezet. Het Turkse leger onder leiding van Mustafa Kemal marcheerde daarna richting İzmir. Op 9 september 1922 werd İzmir veroverd door het Turkse leger op het Griekse leger. Het Griekse leger was daarna genoodzaakt om per boot terug te keren naar Griekenland. Kort daarna brak er een grote brand uit in İzmir, die grote delen van de stad in as legde (Grote brand van Smyrna). Vanuit Griekse zijde wordt deze brand gezien als onderdeel van een Griekse Genocide. Het is onduidelijk of het Turkse leger werkelijk achter deze brand zat.

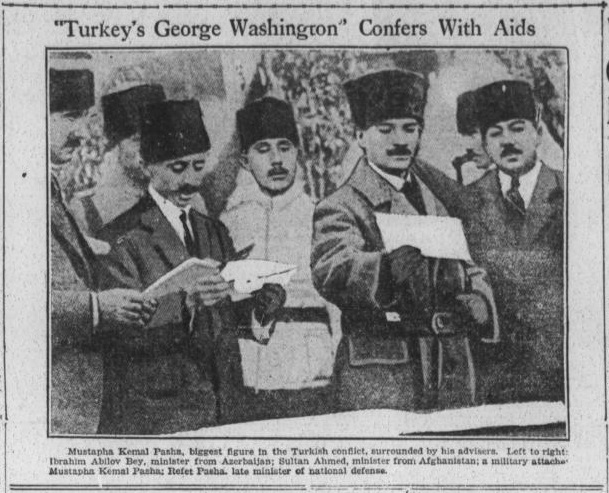
De Abilene Daily Reporter in Texas, VS, noemde Mustafa Kemal "de George Washington van Turkije" op 13 oktober 1922

Hierna richtte Mustafa Kemal zijn aandacht op Istanbul, die door de geallieerde troepen bezet gehouden werd. Hij liet het Turks leger marcheren richting Çanakkale. Via zijn communicatiekanalen stuurde hij de geallieerden een bericht, waarin hij Istanbul, Çanakkale en Thracië opeiste. De Fransen en Italianen hadden geen interesse in een oorlog met het Turkse leger en trokken al gauw hun troepen weg uit Istanbul. De Britten daarentegen bleven in Istanbul. Het Britse leger behield hun posities bij Çanakkale en reageerde afwachtend. De Britse regering was eerst wel van plan om de confrontatie met het Turkse leger aan te gaan. De Britse regering van David Lloyd George kon echter niet op voldoende steun van zijn coalitiebondsgenoten rekenen. Bij de Britten leidde dit tot de Chanak-crisis, wat tot de val van de regering van David Lloyd George leidde, waarna het Britse leger afzag van een confrontatie met het Turkse leger.
Hierna werd op 11 oktober 1922 in de stad Mudanya een wapenstilstand gesloten met de geallieerden. Bij Mudanya werd afgesproken het Britse leger nog een maand aanwezig te laten zijn om de terugtrekking van de Griekse troepen uit het gebied te kunnen bewerkstelligen, waarna de vreedzame overdracht van het gebied aan het Turkse leger kon beginnen. Op die manier kreeg het Turkse leger zonder ook maar een schot te lossen Istanbul, Çanakkale en Thracië in handen.
In november 1922 begonnen de vredesbesprekingen met de geallieerde landen in de stad Lausanne in Zwitserland. Mustafa Kemal stelde İsmet İnönü aan als leider van de Turkse delegatie, die afreisde naar de vredesbesprekingen in Lausanne. Op 23 juli 1923 werd het Vredesverdrag van Lausanne overeengekomen, dat grotendeels de grenzen van de nieuwe staat Turkije vastlegde en de regering van Mustafa Kemal erkende als rechtmatige regering daarvan. Het Verdrag van Lausanne diende als vervanging van het Verdrag van Sèvres. Dit verdrag werd door veel Turken als meer acceptabel gezien.

## Vestiging van de republiek Turkije

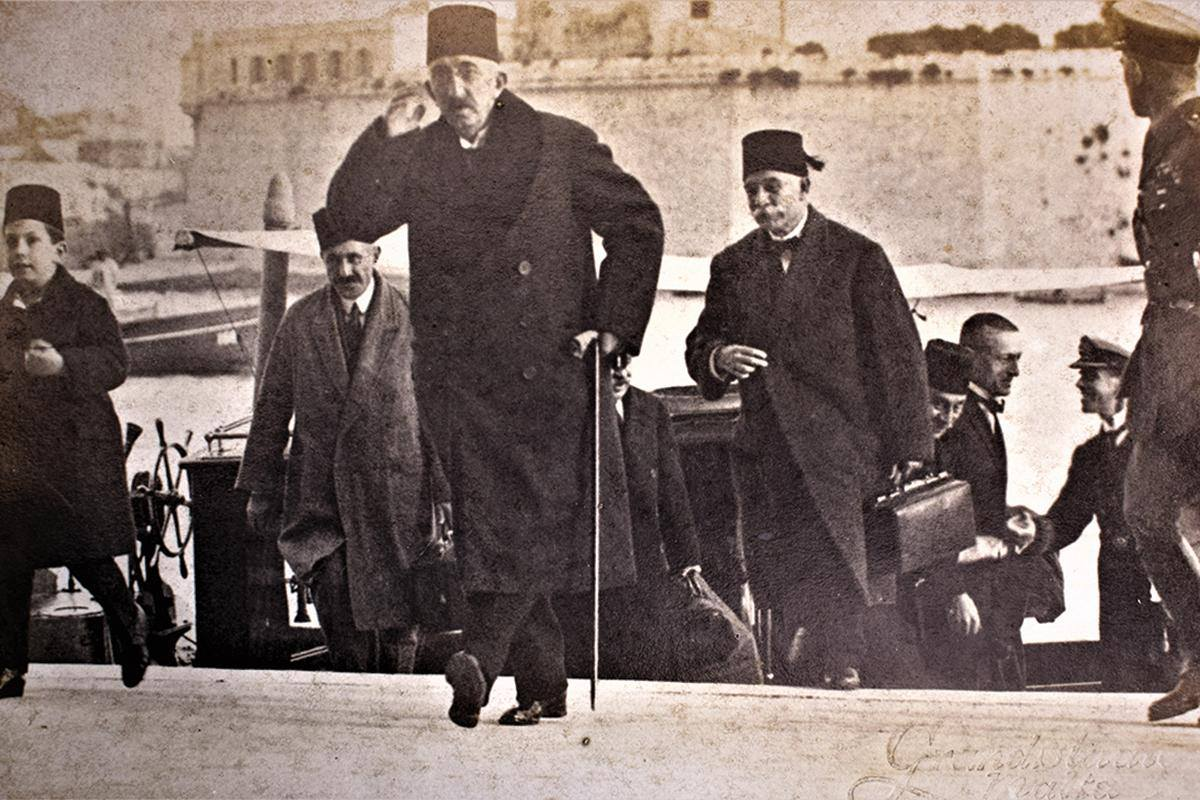
Voormalig Ottomaanse Sultan Mehmet VI arriveert in Malta na zijn vertrek uit Turkije, 9 december 1922

Na het einde van de Turkse Onafhankelijkheidsoorlog werd op 11 september 1922 Mustafa Kemal Atatürk gekozen als de nieuwe leider van Turkije door de Grote Turkse Nationale Assemblee (TBMM). Het eerste dat Atatürk deed was een wetsontwerp opstellen voor de afschaffing van het sultanaat, dat hij ter stemming aanbood aan het TBMM. Op 1 november 1922 werd het sultanaat officieel afgeschaft door de TBMM. De Ottomaanse ministeries in Istanbul werden hierna gestopt. Na deze beslissing besloot Mehmet VI het land te verlaten. Het Verenigd Koninkrijk was bereid om hem asiel te verlenen. De voormalig sultan vertrok op 17 november 1922 aan boord van een Brits oorlogschip vanuit Istanbul naar het eiland Malta, wat destijds een Britse kroonkolonie was. Hij werd opgevolgd door zijn neef Abdülmecit II, maar alleen in de functie van kalief, niet als sultan. De TBMM koos ervoor om niet naar Istanbul te verhuizen, maar om in Ankara te blijven. De redenen voor de keuze van het toen nog onbeduidende stadje Ankara was, omdat het centraler in het land gelegen was en omdat men zo ver mogelijk afstand wou houden van de politiek corrupte Ottomaanse kliek in Istanbul. Op 13 oktober 1923 werd Ankara door de TBMM officieel tot de nieuwe hoofdstad van Turkije gekozen.
Sinds zijn oprichting was het daarna een jaar lang niet duidelijk wat voor staatsvorm Turkije zou krijgen. Het volk bleef de nieuwe kalief Abdülmecit II als het nieuwe staatshoofd zien. Atatürk wilde aan de onduidelijke situatie een eind maken. Nadat de Lausanne-onderhandelingen waren afgerond, werd door Atatürk op 29 oktober 1923 officieel de republiek uitgeroepen. Turkije werd een seculiere republiek met Atatürk als eerste president. Atatürk plaatste zijn vertrouwelingen in politiek gunstige posities, zodat hij verzekerd was van de goede uitvoer van zijn geplande hervormingen. Zo werd İsmet İnönü benoemd tot de eerste premier, Kâzım Özalp werd minister van Defensie en Fevzi Çakmak werd de stafchef van de Turkse strijdkrachten. Onder de leiding van Atatürk werd er een politieke partij opgericht, de CHP (Cumhuriyet Halk Partisi, Republikeinse Volkspartij) (1923-1938), waarvan hij benoemd werd tot partijvoorzitter.

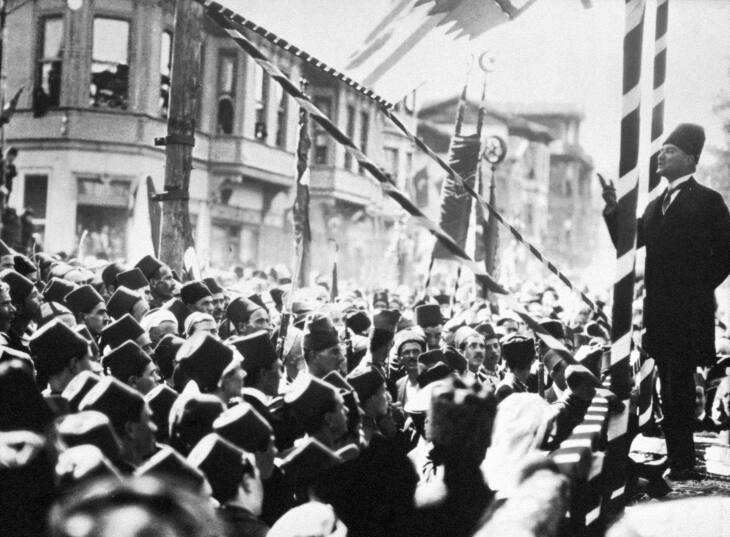
Atatürk spreekt het volk toe in Bursa, 1924

Op 20 april 1924 nam de TBMM een nieuwe grondwet aan, die soevereine macht verleende aan de TBMM als vertegenwoordiger van het volk, aan wie het op zijn beurt fundamentele burgerrechten garandeerde. De TBMM werd ingesteld als een eenkamerstelsel, die gekozen werd voor een termijn van vier jaar door middel van vrije verkiezingen. De TBMM oefende de wetgevende macht uit, inclusief de verantwoordelijkheid voor het goedkeuren van de begroting, het ratificeren van verdragen en het verklaren van de oorlog. De nieuwe grondwet voorzag echter niet in een onpartijdige rechterlijke macht om te beslissen over de grondwettigheid van wetten die door de TBMM zijn uitgevaardigd, maar gaf de gekozen wetgevende macht veeleer de bevoegdheid om rechterlijke beslissingen te wijzigen of uit te stellen. Daarom was er geen werkelijke scheiding der machten. Volgens de nieuwe grondwet werd de president van de republiek gekozen door de TBMM voor een termijn van vier jaar en werd de premier op zijn beurt benoemd door de president.
De politieke ideeën die Atatürk in de loop van zijn presidentschap zou ontwikkelen, worden het Kemalisme genoemd. Het Kemalisme vormde in de beginjaren nooit een samenhangende, allesomvattende ideologie. Pas in 1931 werd door politicus Recep Peker in het partijprogramma van de CHP getracht te definiëren, wat precies de grondslagen van het Kemalisme waren. Volgens Recep Peker waren deze grondslagen: republicanisme, secularisme, revolutionisme, nationalisme, populisme en etatisme. Ongeveer een jaar voor het eind van leven liet Atatürk op 5 februari 1937 het Kemalisme officieel opnemen in de Turkse grondwet, om te waarborgen dat toekomstige regeringen zich aan de Kemalistische richtlijn zouden houden.

## Hervormingsbeleid

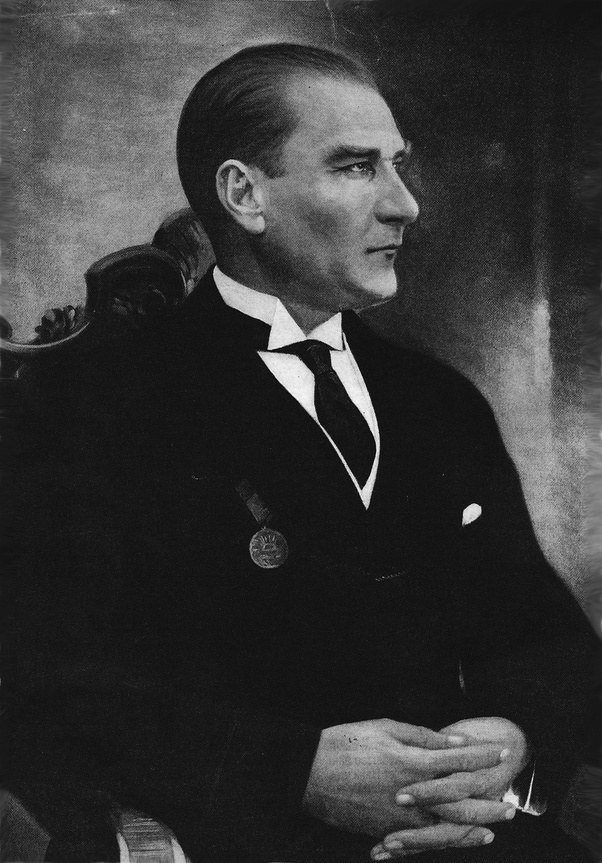
Atatürk in 1927

Toen Atatürk aan de macht kwam, beschouwde hij zijn land als hopeloos achtergesteld op vele aspecten en gebieden. In een brief van 30 oktober 1923 aan İnönü uitte hij zijn zorgen en beschreef hij in detail wat er mis was met Turkije. Atatürk zou veel later de toestand van zijn land in zijn begindagen omschrijven als

Een geruïneerd land aan de rand van een klif.
Uçurumun kenarında yıkık bir ülke.

Vanwege deze achterstelling konden in het verleden de naar imperialisme strevende westerse landen een negatieve economische invloed uitoefenen op het Ottomaanse rijk (zie: capitulaties Ottomaanse Rijk). Atatürk deed daarom ook de volgende uitspraak over het belang van beschaving:

Beschaving is zo'n krachtig licht dat het degenen verbrandt en vernietigt die er niets om geven. Onbeschaafde naties zijn gedoemd om onder de voeten van de beschaafde naties vast te blijven.

Atatürk wilde daarom Turkije moderniseren door verregaande sociale en politieke hervormingen door te voeren. Atatürks uiteindelijke doel was, in zijn eigen woorden, om

Turkije te verheffen tot het niveau van de meest welvarende en meest beschaafde landen ter wereld.

Zo groot was de wens van Atatürk. Om dit te bereiken wilde Atatürk radicaal breken met de Ottomaanse erfenis van zijn land, die hij zag als een afgesloten periode, waarvoor in het nieuwe Turkije geen plaats was. Omdat Atatürk moest breken met de oude vastgeroeste traditionele opvattingen in zijn land, liet hij zijn hervormingen op een radicale en dwingende manier uitvoeren. Met zijn hervormingsbeleid zette Atatürk zijn land in op een pad van voortdurende progressie.
Atatürk gebruikte bij zijn hervormingen de westerse beschaving als voorbeeld, ondanks dat hij als militair tegen vijandige westerse landen als het Verenigd Koninkrijk en Frankrijk gestreden had tijdens de oorlog. Hij was van mening dat de destijds meest ontwikkelde beschaving nu eenmaal bij de westerse landen lag en hij wilde dat Turkije ook meeging in die beschavingsontwikkeling. Sommige van Atatürks hervormingen kunnen daarom aangeduid worden als verwestersing. Met dien verstande, dat Atatürk slechts om praktische redenen het Westen als voorbeeld nam. Het was geenszins de bedoeling om een westerse natie te worden. Immers, westerse staten waren officieel de vijand in de begindagen van de Turkse republiek.
Atatürks moderniseringsinspanningen waren geen nieuw fenomeen. Als sinds de Tanzimaat-periode van het Ottomaanse rijk had het sultanaat geprobeerd het rijk te moderniseren om hun achterstand ten op zichte van westerse landen in te halen, uiteraard zonder het islamitisch karakter van het rijk aan te tasten. Veel van die hervormingen waren echter te weinig en te laat. Toen de seculiere ingestelde Jong-Turken de macht overnamen probeerden zij het opnieuw, maar slaagden daar onvoldoende in, omdat ze te veel betrokken raakten bij binnenlandse intriges en buitenlandse oorlogen. Na de Eerste Wereldoorlog waren de Jong-Turken als politieke partij opgehouden te bestaan en veel voormalige Jong-Turken hadden zich vervolgens bij Atatürks beweging aangesloten. Als voormalig lid van de Jong-Turken was Atatürk vastbesloten om veel hervormingen door te voeren. Veel van Atatürks hervormingen werden al voorgesteld tijdens de Jong-Turkse periode. Het grote verschil van Atatürk met de Jong-Turken was, dat de Jong-Turken het sultanaat en het kalifaat symbolisch handhaafden om hun eigen macht veilig te stellen, terwijl Atatürk vastbesloten was om beide af te schaffen.

### Secularisme
Een van de redenen van de teloorgang van het Ottomaanse rijk was volgens Atatürk de te grote invloed van de islamitische geestelijken op het rijk. Deze geestelijken wezen elke vernieuwing vanuit de westerse wereld af. Dit zorgde ervoor dat het rijk niet meeging met de tijd en op vele gebieden achterliep ten opzichte van westerse landen. Hoewel Atatürk niet tegen religie was, vond hij dat een staat ook zonder religie geregeerd kon worden. Voortaan zouden religie en staat van elkaar gescheiden zijn in de nieuwe Turkse republiek, met andere woorden seculier. In plaats daarvan zouden volgens Atatürk de rede en de wetenschap de nieuwe leidraden moeten worden voor de staat. De specifieke filosofie die Atatürk hierbij hanteerde, was de filosofie van het positivisme, die eerder ook door de Jong-Turken aangehangen werd.

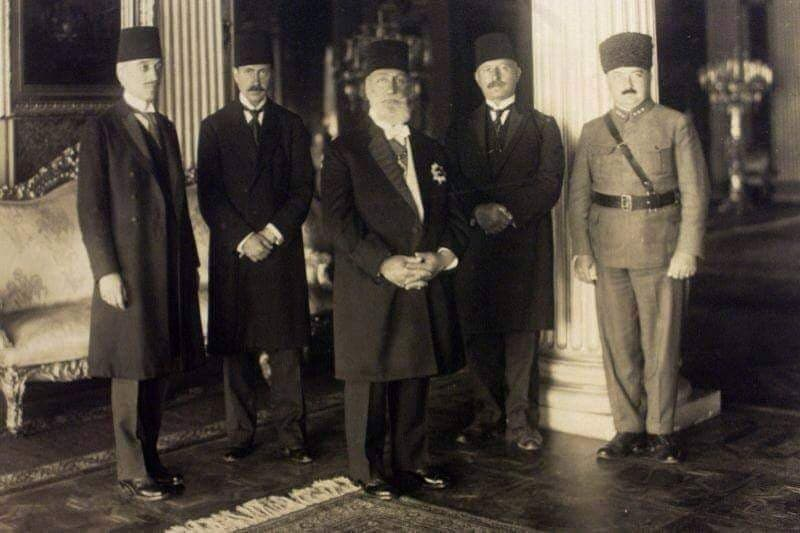
Kalief Abdülmecit II wordt officieel op de hoogte gebracht van zijn onttroning en verzocht het land te verlaten, 3 maart 1924, Istanbul

Secularisme was Atatürks grootste hervorming, zij het in een strengere vorm genaamd het laïcisme (laiklik). Hiertoe schafte hij op 3 maart 1924 het islamitisch kalifaat af. Hierop werd ook de gewezen kalief Abdülmecit II gedwongen Turkije te verlaten, alsmede de rest van de familieleden van de Ottomaanse dynastie. Vanuit islamitische landen werd geprotesteerd tegen deze actie van Atatürk, waarna zij verschillende congressen organiseerden (Cairo 1926, Mekka 1926, Jeruzalem 1931) om een nieuw kalifaat te kiezen, maar zij kwamen niet tot een consensus. Dit is de reden dat de islamitische wereld geen centrale leiding meer kent.
Tegelijk met de afschaffing van het kalifaat werd ook het ambt van de hoogste religieuze hoogwaardigheidsbekleder van het land, de Sjeikh ul-Islam, en het bijbehorende ministerie afgeschaft. In plaats daarvan werd een presidium voor godsdienstzaken, de Diyanet opgericht. De Diyanet kreeg de taak om toezicht te houden op alle moskeeën en andere islamitische instellingen in het land, zodat deze instellingen zich niet bemoeiden met politiek of staatszaken. Imams werden voortaan door de Diyanet opgeleid in een gematigde vorm van de islam met inachtneming van de nieuwe seculiere en moderne waarden van de Turkse republiek. Op die manier zorgde de Diyanet ervoor dat het secularisme in het land gewaarborgd bleef.
In het Turkse parlement werden er ook aanpassingen gedaan. De imam die was toegewezen aan de Turkse Grote Nationale Vergadering werd ontslagen. Alle "verwijzingen naar religie" werden uit het decorum van het parlement verwijderd. Op 8 april 1924 schafte Atatürk de sharia-rechtbank af. Op 30 november 1925 liet Atatürk alle islamitische soefikloosters (tekke's) en heiligengraven (türbe's) sluiten. Ten slotte liet Atatürk op 10 april 1928 het artikel in de grondwet officieel verwijderen dat stelt dat de islam in Turkije de staatsgodsdienst is. In plaats daarvan werd in de grondwet opgenomen, dat Turkije een seculiere republiek is.
In 1932 liet Atatürk door islamitisch theoloog Muhammed Hamdi Yazır het islamitische heilige boek de Koran in het Turks vertalen. Atatürk wilde dat zijn volk wist wat er precies in de Koran geschreven staat. Voorheen werd de Koran namelijk door een imam geïnterpreteerd, die hem vervolgens aan het volk uitlegde. Atatürk probeerde de islam in Turkije ook te "turkificeren". Op 1 februari 1932 liet Atatürk de islamitische oproep tot gebed (azan) door moskeeën voortaan in het Turks uitvoeren in plaats van het Arabisch. Deze hervorming riep echter veel weerstand op bij het volk. In 1950 zou deze hervorming worden teruggedraaid door de toenmalige regering van Adnan Menderes, die een minder beperkende koers ten opzichte van de islam voerde.
In 1935 liet Atatürk de destijds grootste Hagia Sophia-moskee veranderen in een museum. Hagia Sophia was oorspronkelijk een Byzantijnse kathedraal geweest, die door het Ottomaanse rijk in 1452 tot een moskee was gemaakt. Volgens Atatürk was de Hagia Sophia eerder een symbool van het Byzantijnse rijk en diende dit te worden getransformeerd naar een neutrale ruimte, die het seculiere karakter van de nieuwe Turkse Republiek zou moeten weerspiegelen. Zijn streven om relaties met Griekenland te verbeteren speelde bij deze beslissing mogelijk ook een grote rol (zie: #Griekenland).

### Onderwijshervorming
In de begindagen van de Turkse republiek was het analfabetisme onder de bevolking van Turkije hoog. Het percentage van de bevolking dat kon lezen en schrijven lag onder de tien procent. Atatürk wilde flink investeren in het onderwijs, omdat een goed opgeleide bevolking mede zorgt voor de vooruitgang en modernisering van een land. Atatürk beschouwde het onderwijswezen als de sleutel tot modernisering. Op 3 maart 1924 liet Atatürk alle islamitische scholen (medrese's) sluiten en plaatste de rest van de bestaande scholen onder staatstoezicht. Vanaf dat moment werd seculier en wetenschappelijk onderwijs de norm.
Vanwege een gebrek aan onderwijsspecialisten, riep Atatürk ook de hulp in van de Amerikaanse pedagoog en filosoof John Dewey. Dewey kwam op 19 juli 1924 naar Turkije en bezocht in drie maanden verschillende Turkse scholen en praatte met verschillende leraren, waarna hij in een rapport zijn aanbevelingen deed. Dit rapport werd door de Turkse regering als leidraad gebruikt voor het opzetten van een modern schoolsysteem in Turkije. Later werden ook andere Amerikaanse specialisten uitgenodigd om advies te geven over het Turkse onderwijssysteem, zoals Beryl Parker in 1934 en de commissie onder voorzitterschap van Edwin W. Kemmerer (1933-1934).

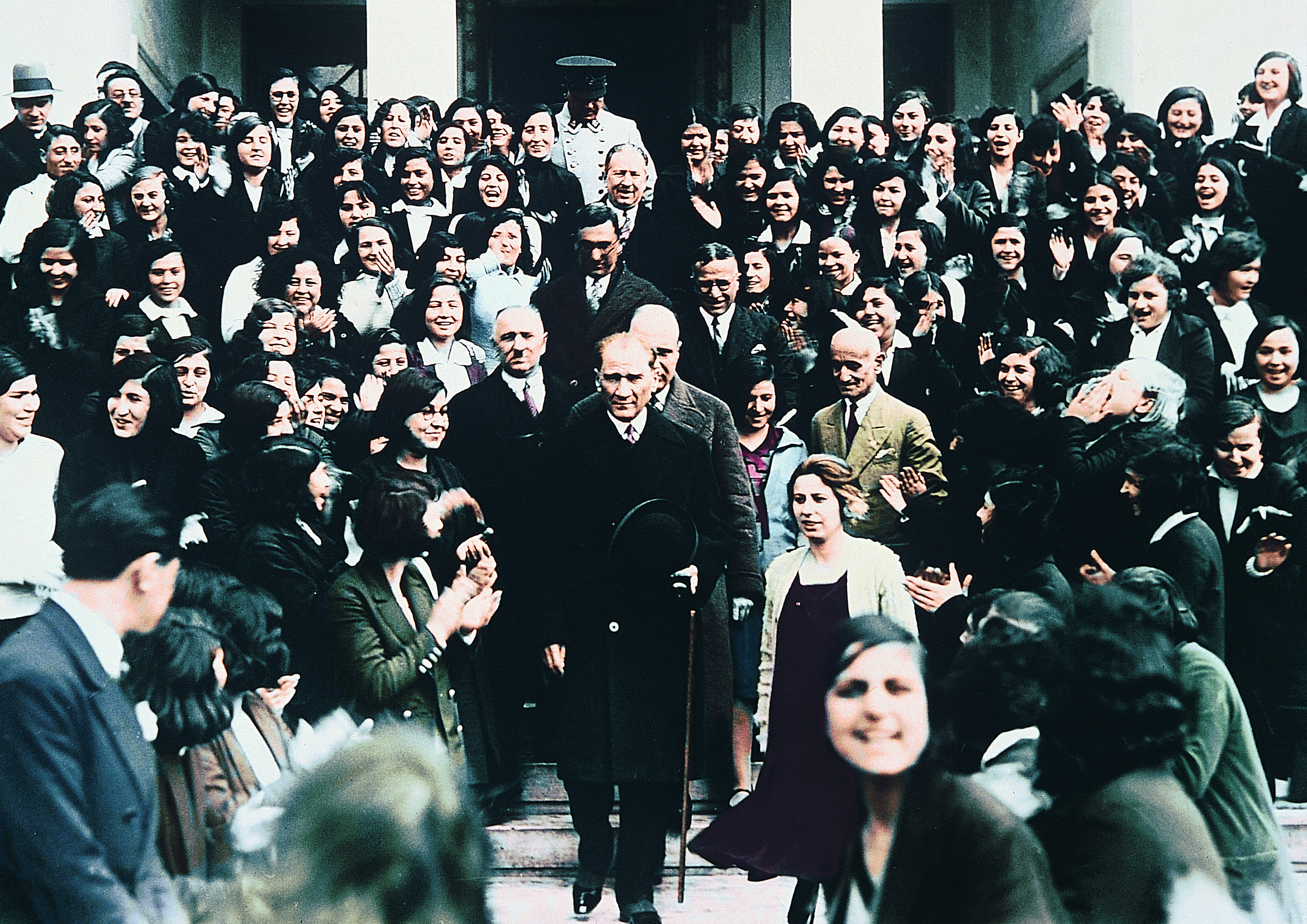
Atatürk's bezoek aan het meisjeslyceum in İzmir, 1 februari 1931

In de beginjaren was er een groot tekort aan leraren en schoolgebouwen. Onder Atatürks leiding werden in het hele land duizenden nieuwe scholen gebouwd en lerarenopleidingen geopend. In 1924 werd het basisonderwijs gratis en verplicht gesteld voor zowel jongens als meisjes. De leerplicht werd vastgesteld op 5 jaar basisonderwijs. Vanaf 1927 werd gemengd onderwijs in het basisonderwijs ingevoerd. In het voortgezet onderwijs werden mannelijke en vrouwelijke studenten voorlopig gescheiden gehouden, maar de hogere onderwijsinstellingen werden weer gemengd ingericht. Er werd een onderwijscampagne gelanceerd om het analfabetisme onder volwassenen terug te dringen.
De echte uitdaging vormde de verbetering van het onderwijs in de dorpen. Destijds woonde negentig procent van de bevolking in dorpen zonder scholen en leraren. Om leraren voor dorpen op te leiden, werden er vanaf 1927 dorpsscholen voor onderwijzers (Köy Muallim Mektebleri) opgericht en vanaf 1936 werd de cursus tot dorpsinstructeur (Köy Eğitmen Kursu) geïnstalleerd. Omdat deze initiatieven onvoldoende werden gevonden, ging in 1935 het project van dorpsinstituten (Köy Enstitüleri) van start onder leiding van İsmail Hakkı Tonguç en later in samenwerking met Hasan Ali Yücel. Het idee van de dorpsinstituten was om de dorpelingen naast regulier onderwijs ook agrarisch onderwijs aan te bieden. De eerste experimentele dorpsinstituten openden in 1937 en na drie jaar experimenteren werden de dorpsinstituten vanaf 1940 grootschalig in de praktijk gebracht tijdens het presidentschap van İsmet İnönü.
Als resultaat van Atatürks onderwijshervormingen werd het primair en secundair onderwijs in Turkije veel toegankelijker voor veel mensen. Tussen 1923 en 1938 steeg het aantal leerlingen op basisscholen (ilkokul) met 224% van 342.000 tot 765.000. Het aantal leerlingen op de middelbare scholen in de onderbouw (ortaokul) nam 12,5 keer toe van ongeveer 6.000 tot 74.000. Het aantal leerlingen op de middelbare scholen in de bovenbouw (lise) werd bijna 17 keer zo groot van 1.200 naar 21.000.

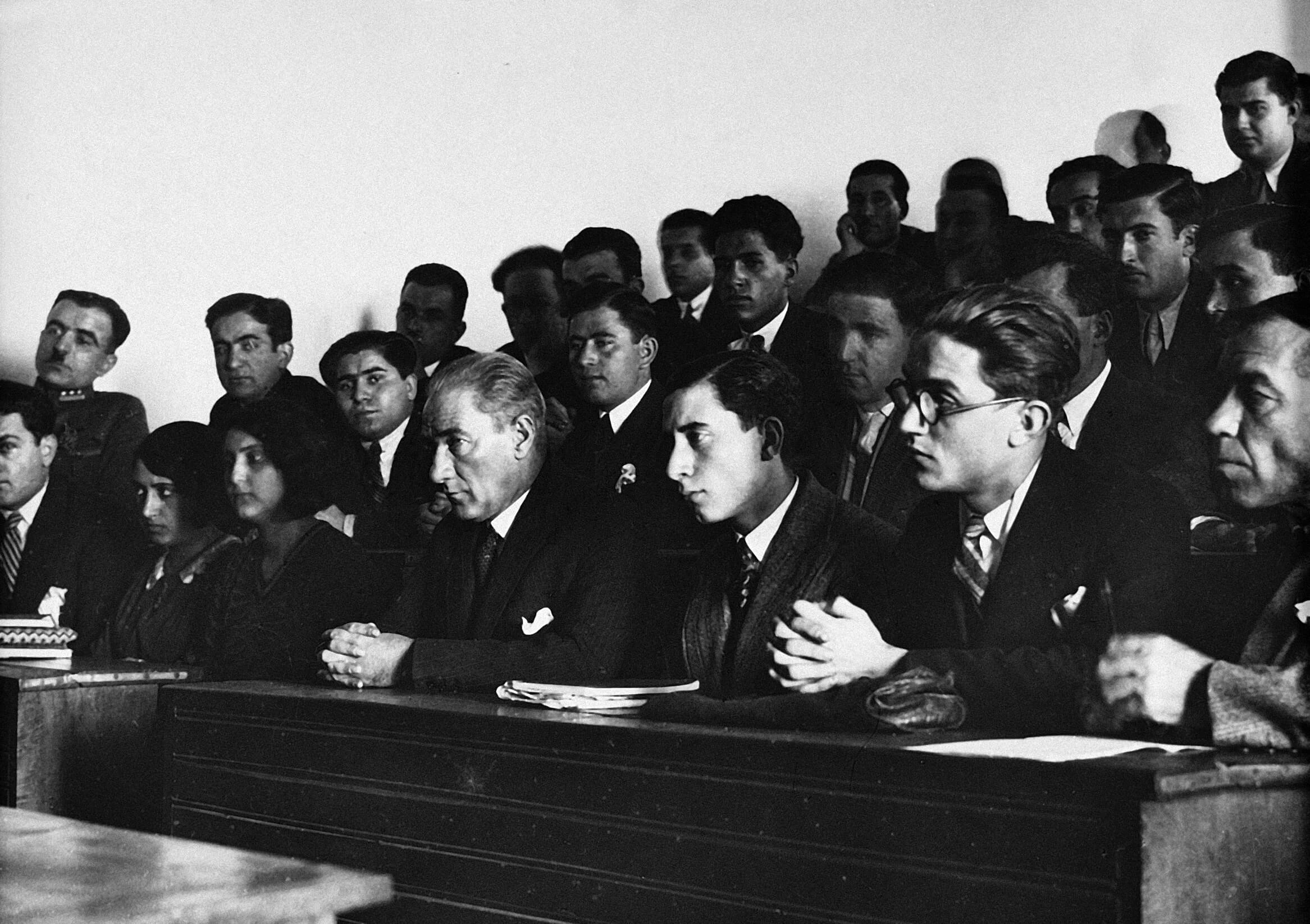
Atatürk woont samen met studenten een les bij aan de rechtenfaculteit van de Darülfünun, 15 december 1930, Istanbul

Atatürk gaf ook aandacht aan het universitair onderwijs. Destijds was in Turkije de enige onderwijsinstelling die voor een universiteit kon doorgaan de Darülfünun (Huis der Wetenschappen) in Istanbul. Atatürk vond echter dat die instelling te veel onder de invloed stond van islamitische conservatieven. De Darülfünun nam namelijk onvoldoende deel aan de seculaire hervormingen, verzette zich of toonde passief verzet tegen de hervormingen. Ook maakte de Darülfünun geen gebruik van de wetenschappelijke methode. Om dit te verbeteren werd in 1931 de Zwitsers pedagoog Albert Malche door Atatürk aangetrokken om deel te nemen aan de hervorming van het Turks universitair onderwijs naar West-Europees model. De Darülfünun werd in 1933 gesloten en heropgericht als de Universiteit van Istanbul, waarbij de te conservatieve leraren werden ontslagen. Reeds vanaf 1925 werden er in Ankara een aantal faculteiten opgericht, die later de Universiteit van Ankara zouden gaan vormen. Zoals de rechtenfaculteit in 1925, de landbouwfaculteit in 1933, de faculteit voor diergeneeskunde in 1933, de faculteit voor taal, geschiedenis en aardrijkskunde in 1935 en de faculteit voor politicologie in 1936. Albert Malche deed ook een aanbeveling om wetenschappelijk personeel uit Europese landen proberen aan te trekken om zo het wetenschappelijk niveau van het universitair onderwijs in Turkije te verhogen (zie ook: #Joodse wetenschappers).
Vanaf 1932 werden er Volkshuizen (Halkevleri) opgericht in 17 steden verspreid over het land. Dit waren gemeenschapscentra om te zorgen dat mensen zich kunnen ontwikkelen om zo de invloed van de islamitische conservatieve kringen te doen verminderen. Bij de Volkshuizen werden er gratis cursussen aangeboden over de onderwerpen literatuur, drama, muziek, schone kunsten, spreken en schrijven, evenals handwerk en maatwerk. Volksverhalen en volksliederen werden er onderzocht. De Volkshuizen beschikten over bibliotheken en leeszalen waar mensen gebruik van konden maken.

### Turkse taalhervorming

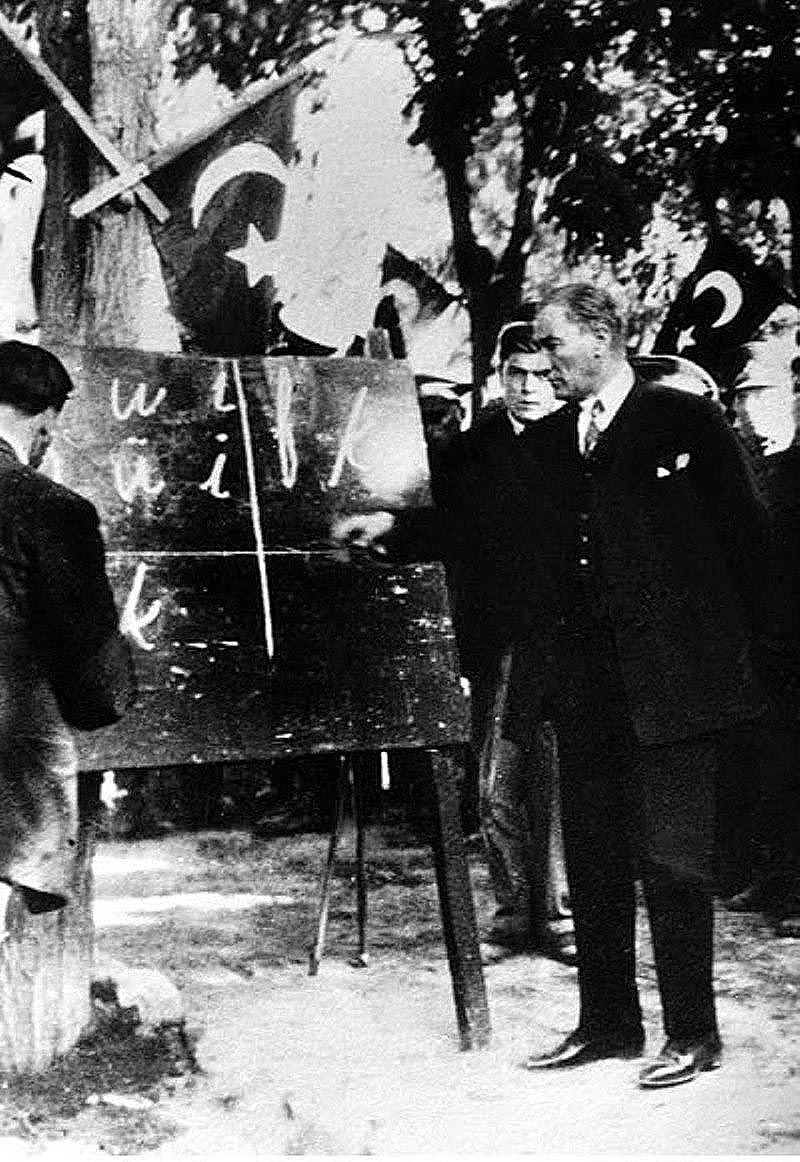
Toen in 1928 het Latijns schrift voor de Turkse taal ingevoerd zou worden, ging Atatürk met schoolbord en krijt het land in en gaf het volk enkele demonstraties van het nieuwe Turkse alfabet, 20 september 1928, Kayseri

Destijds werd de Turkse taal geschreven in Arabische schrift. Het Arabische schrift was voor Turkse woorden echter onhandig in gebruik, waardoor het voor gewone mensen erg moeilijk was om te leren. Atatürk wilde dit verbeteren door over te stappen op het Latijns schrift dat voor de Turkse taal veel geschikter is. Atatürk stelde een taalcommissie samen van taalkundigen, die een nieuw Turks alfabet creëerde met Latijnse letters. De taalcommissie stelde een overgangsperiode van vijf jaar voor, maar Atatürk vond dit veel te lang en bracht dit terug tot drie maanden. Op 1 november 1928 werd een wet aangenomen voor de overname en invoering van het nieuwe Turkse alfabet, waarna het nieuwe alfabet op scholen geïntroduceerd werd. Om het nieuwe alfabet ook aan volwassenen te leren werden er zogenaamde volksscholen (Millet mektebleri) opgericht, die van 1929 tot 1932 actief waren. Dit voorzag dat heel Turkije binnen een relatief korte tijd volledig overstapte. Er traden geen grote problemen op bij de overstap, omdat in die tijd het analfabetisme in het land nog vrij hoog was. Het waren voornamelijk de ambtenaren, die zich moesten aanpassen.
In de loop der eeuwen was de taal gebruikt door het Ottomaanse hof, staatsambtenaren, kranten en geschoolden sterk beïnvloed door het Perzisch en Arabisch. Dit was haast onverstaanbaar voor het het gewone volk, waarvan de taal veel minder beïnvloed was door het Perzisch en Arabisch. Dit vormde een probleem en al sinds de Tanzimaat-periode van het Ottomaanse rijk bestond de wens om deze twee dichter bij elkaar te brengen. Atatürk maakte hier werk van door op 12 juli 1932 de Turkse Taalvereniging (Türk Dil Kurumu, TDK) op te richten. Deze werd bezet door taalkundigen, die onder leiding stonden van de Armeense taalkundige Agop Dilaçar, die door Atatürk persoonlijk voor deze functie was uitgenodigd. Atatürk kende hem van de Eerste Wereldoorlog, waar Agop Dilaçar als soldaat onder Atatürk gediend had aan het Syrisch front. De Turkse Taalvereniging had als taak de Turkse taal te zuiveren van Arabische en Perzische leenwoorden en de Turkse taal te standaardiseren en eenvoudiger te maken, zodat het ook begrijpbaar was voor het gewone volk. De inspanningen van de Turkse Taalvereniging zorgden ervoor dat de Turkse taal fonetisch werd en een logische en regelmatige grammatica kreeg, wat mede bijdroeg aan de betere leerbaarheid van de taal.
De taalhervorming had grote gevolgen voor het land. Niet alleen was het Turks hierna makkelijker te leren, maar ook de politieke en culturele aspecten van deze hervorming waren enorm. Het zorgde ook voor betere aansluiting bij de Westerse wereld en het verbrak de banden met het Ottomaans verleden en de Arabische wereld. Toekomstige generaties zouden oude teksten uit de Ottomaanse tijd niet meer kunnen lezen. De Ottomaanse taal zou enkel nog worden onderwezen in universiteiten voor historische onderzoeksdoeleinden.

### Juridische hervormingen
Het bestaande rechtssysteem van Turkije was gebaseerd op de islamitische sharia, dat Turkije geërfd had van het Ottomaanse Rijk. Atatürk vond dit rechtsysteem achterhaald en wilde het snel hervormen naar een Europees model. Hij gaf deze taak aan de toenmalige minister van Justitie Mahmut Esat Bozkurt, die een commissie hiertoe samenstelde. Deze commissie ging op zoek naar een geschikt rechtssysteem voor Turkije door de rechtssystemen van verschillende Europese landen te onderzoeken. Op basis van de bevindingen van de commissie werd op 17 februari 1926 het Turkse Burgerlijk Wetboek (Türk Medenî Kanunu) vervangen door een nieuwer exemplaar, gemodelleerd naar het Zwitserse burgerlijk recht. Op dezelfde manier werd op 1 maart 1926 het bestaande Turkse strafrecht vervangen door een nieuw strafrecht, gebaseerd op het Italiaanse strafrecht, dat destijds als modern bekend stond.

### Sociale hervormingen

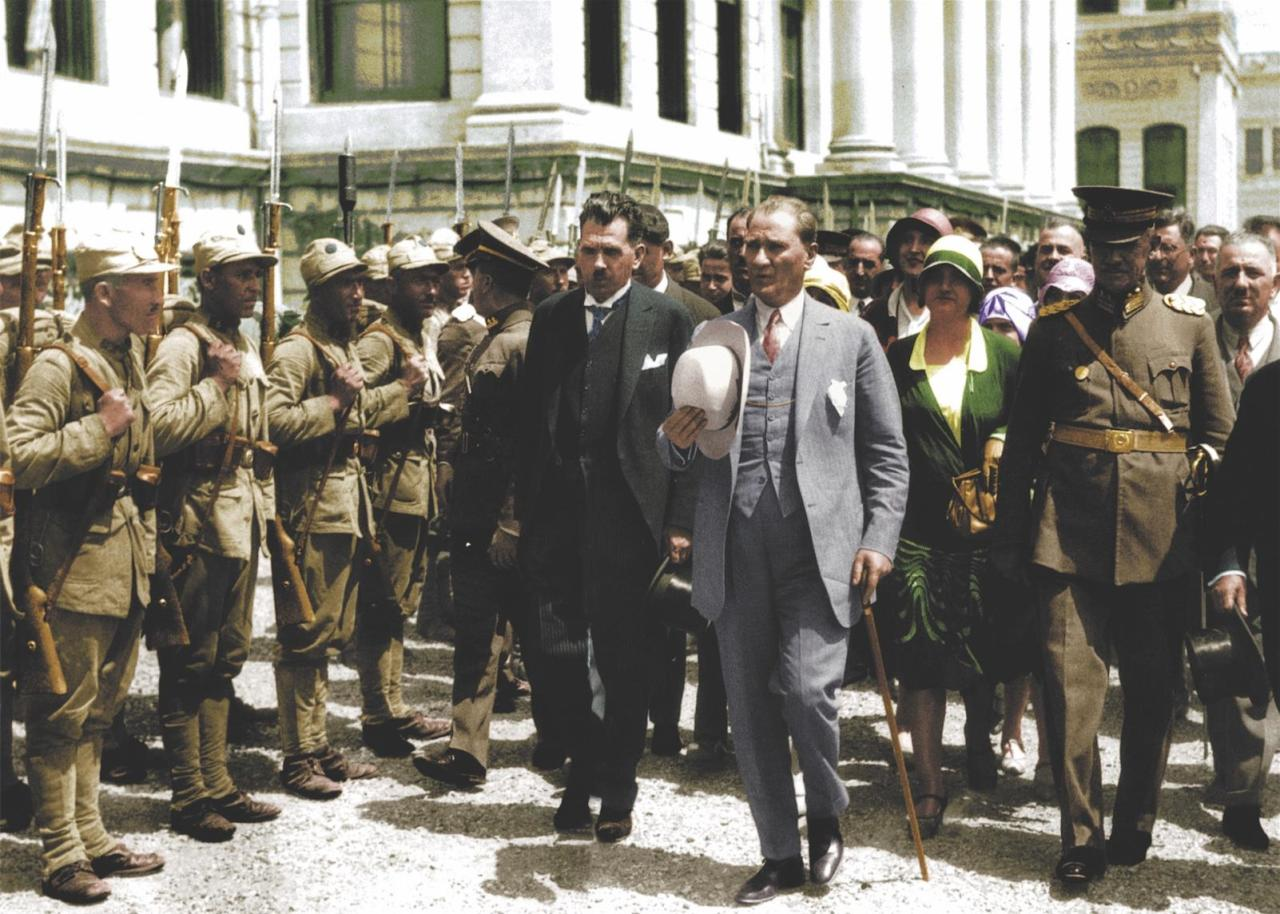
Mustafa Kemal in Kastamonu met zijn panamahoed na de Hoedenrevolutie, 1925

Op 25 november 1925 voerde Atatürk een kledingcode in voor een moderne, westers georiënteerde kledingwijze voor zowel mannen als vrouwen. Voor mannen werd deze verplicht, maar voor vrouwen werd deze slechts aanbevolen. Op dezelfde datum werden de fez en de tulband, die als symbolen van het Ottomaanse verleden werden gezien, verboden te dragen en vervangen door westerse hoeden en petten. Tijdens zijn bezoek aan verschillende steden in het land, zwaaide Atatürk geregeld met zijn hoed om het volk te laten zien, dat het dragen van hoeden voortaan de nieuwe standaard werd, de weg van de beschaving. Deze gebeurtenis staat in Turkije bekend als de Hoedenrevolutie (Şapka Devrimi).
Vanaf 1925 werden het internationale systeem voor maten en gewichten aangenomen voor een betere aansluiting bij westerse landen. Vanaf begin 1926 liet Atatürk de islamitische kalender vervangen door de meer nauwkeurige en praktisch beter bruikbare gregoriaanse kalender, die door westerse landen werd gebruikt. In mei 1935 werd zondag als officiële rustdag ingesteld in plaats van de vrijdag, de traditionele islamitische rustdag. Deze hervorming had tot gevolg dat de beroepsbevolking dan op vrijdagmiddag niet naar de moskee konden gaan om naar de wekelijkse vrijdagpreek van de imam te luisteren, zodat de invloed van de imams op de bevolking verminderde. Deze hervorming zorgde ook voor een betere aansluiting bij de werkdagen in westerse landen.
Naar voorbeeld van westers gebruik, werd op 21 juni 1934 de achternamen-wet ingevoerd. Destijds beschikte niemand over een achternaam in Turkije en daarvoor ook niet in het Ottomaanse rijk (uitgezonderd de christelijke en joodse minderheden). Men maakte gebruik van bijnamen om mensen van elkaar te onderscheiden. Met de nieuw ingevoerde wet moest iedereen in het land verplicht een achternaam hebben. Dit was pas het moment dat het Turkse parlement Atatürk de achternaam Atatürk gaf, die 'Vader der Turken' betekent, als erkenning voor de rol die hij speelde bij de totstandkoming van de moderne Turkse Republiek. Hierbij werd er ook beslist dat niemand anders die naam mocht dragen.
Om de sociale gelijkheid onder de bevolking te bevorderen, liet Atatürk op 26 november 1934 alle bijnamen zoals Hacı, Hafız, Mollah en alle Ottomaanse titels zoals Pasja, Bey, Effendi, Agha, Hanım officieel afschaffen. Atatürk deed toen zelf ook afstand van zijn titel Pasja en gebood zijn naaste medewerkers om hem niet meer Pasja te noemen. Hoewel deze titels en bijnamen in de Turkse spreektaal daarna nog wel gebruikt werden, hadden ze geen juridische of officiële status meer. Om dezelfde egalitaire redenen werd het in 1934 voor imams verboden om hun islamitische kledij buiten de moskee te dragen.

### Vrouwenrechten

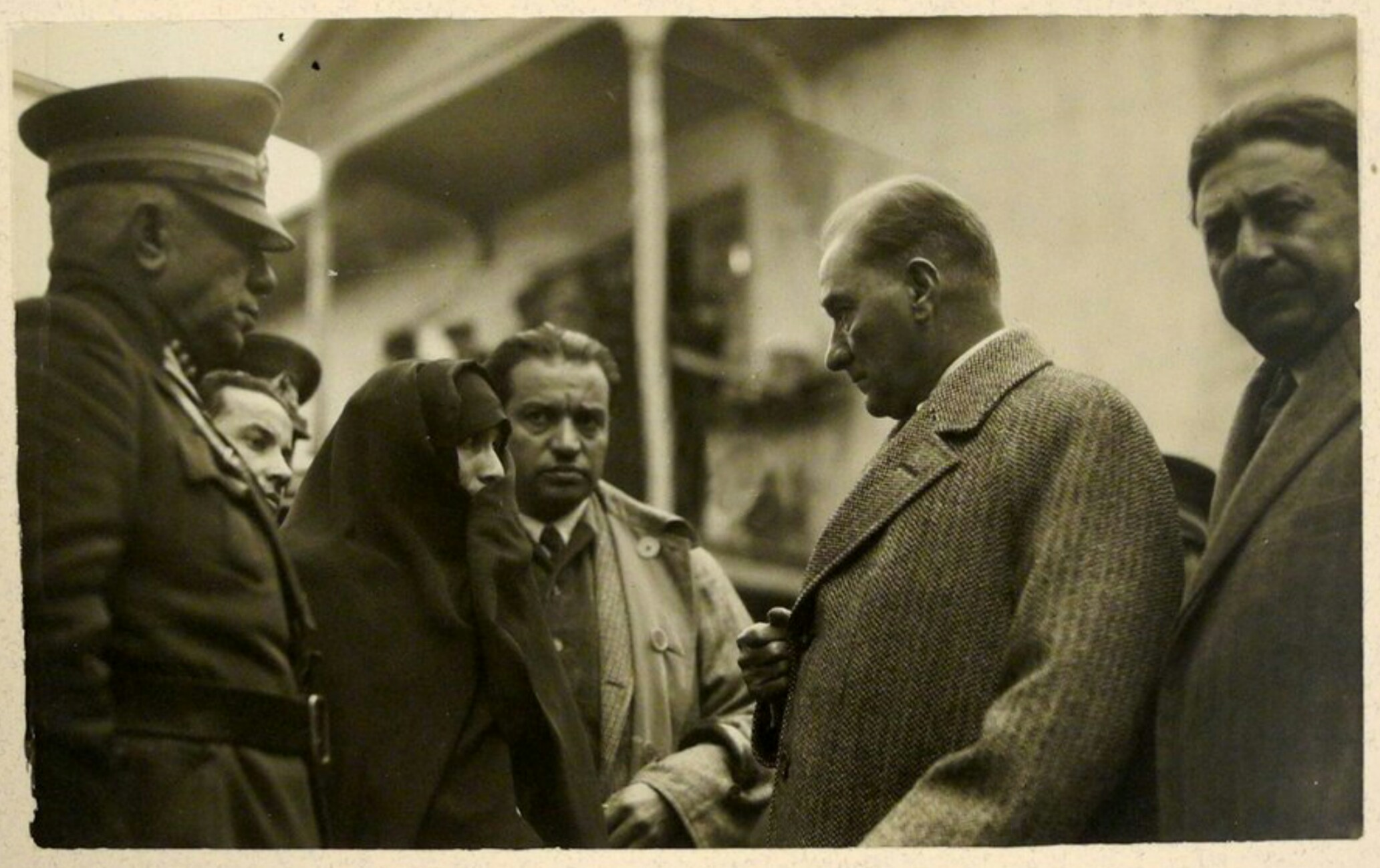
Atatürk luistert naar wat een gesluierde vrouw hem te zeggen heeft, 1930, Samsun

In de Ottomaanse periode was de positie van de vrouw ondergeschikt aan die van de man. Atatürk vond dat Turkije zich niet naar een moderne maatschappij kon ontwikkelen, als vrouwen niet op een gelijkwaardige manier konden participeren in de samenleving. Atatürk zei herhaaldelijk: "Onze meest dringende huidige taak is om de moderne wereld in te halen. We zullen de moderne wereld niet inhalen als we slechts de ene helft van de bevolking moderniseren". Atatürk wilde daarom een einde maken aan de ondergeschiktheid van de vrouw.
Echter, deze vorm van vrouwenemancipatie werd voornamelijk van bovenaf door de staat opgelegd. Parallel aan deze ontwikkeling was er in de beginjaren van de republiek ook een vrouwenbeweging actief, die al in de Jong-Turkse periode was ontstaan. Op 15 juni 1923 richtte deze vrouwenbeweging een politieke partij (Vrouwenvolkspartij, Kadınlar Halk Fırkası) op, die campagne voerde voor betere rechten voor vrouwen. Toevallig werd dit de eerste politieke partij van de nieuwe Turkse republiek. Bekende Turkse vrouwen bij deze beweging waren Fatma Aliye Topuz, Nezihe Muhiddin, Latife Bekir en Halide Edib Adıvar. Halide Edib Adıvar had daarnaast ook een cruciale rol gespeeld bij de Turkse Onafhankelijkheidsoorlog.
Toen in 1925 de kledingcode in Turkije ingevoerd werd, werden vrouwen aangemoedigd moderne westerse kleren te dragen. Het dragen van een hoofddoek of sluier werd nadrukkelijk afgeraden maar niet verboden. Een veel voorkomende misvatting is, dat Atatürk de hoofddoek en de sluier verboden zou hebben. Dit is dus niet waar. Atatürks vrouw Latife Uşşaki toonde hierbij het initiatief door demonstratief haar hoofddoek af te doen en hem publiekelijk niet meer te dragen. In navolging daarvan begonnen Turkse vrouwen uit de hogere en middenklasse ongesluierd in het openbaar te verschijnen vanaf halverwege de jaren twintig.

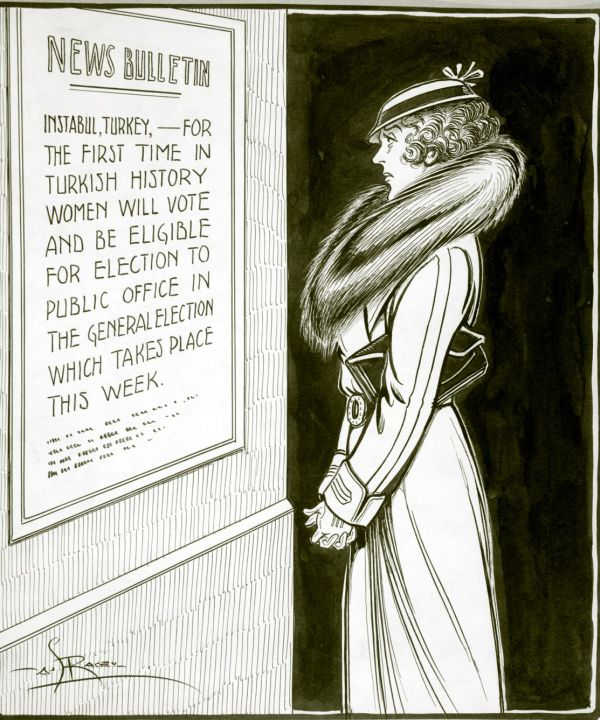
Canadese spotprent toont een ontevreden vrouw uit Quebec. Toen Turkse vrouwen stemrecht kregen, hadden vrouwen in Quebec dat recht nog niet. Dat kregen ze pas in 1940

Toen in 1926 het Turkse parlement een nieuw burgerlijk wetboek aannam, gebaseerd op het Zwitsers burgerrecht (zie: #Juridische hervormingen), kregen Turkse vrouwen gelijke burgerrechten in Turkije. Deze gelijke rechten waren op het gebied van o.a. het erfrecht, het recht om te scheiden, het recht over voogdij van de eigen kinderen, het recht om te studeren, het recht op een eigen beroepskeuze en vele andere rechten. De aanname van het nieuwe burgerlijke wetboek voorzag ook in de afschaffing van polygamie. Voorheen konden Turkse mannen met maar liefst vier vrouwen tegelijk trouwen en naar believen van hen scheiden zonder juridische stappen te hoeven ondernemen. Volgens het nieuwe burgerlijke wetboek kon een echtscheiding alleen via de rechtbank worden verkregen. De huwelijksleeftijd werd voor vrouwen gesteld op 17 jaar en voor mannen op 18 jaar. Religieuze huwelijken door een imam werden niet meer erkend door de staat, hoewel dit niet verboden was. Voortaan konden rechtsgeldige huwelijken alleen gesloten worden bij een trouwambtenaar. De trouwambtenaar kon zo controleren of aan alle wettelijke voorwaarden was voldaan.
Vrouwen werden aangemoedigd om in "mannenberoepen" te werken zoals in de rechten, de geneeskunde en de openbare diensten. Atatürk gaf zelf het voorbeeld door zijn geadopteerde dochters de kans te geven om te studeren. Atatürk presenteerde zijn adoptiedochters als rolmodellen voor de moderne Turkse vrouw. Overigens was er al een zeer klein aantal Turkse vrouwen actief in dit soort beroepen, maar die werden vaak niet erkend of gewaardeerd, tot de aanpassing van de wet hier verandering in bracht. Voorbeelden van dergelijke vrouwen zijn: Suat Berk (rechter), Süreyya Ağaoğlu (advocaat), Safiye Ali (arts), Remziye Hisar (chemicus), Naciye Suman (fotograaf), Selma Rıza (journalist) en Afife Jale (toneelactrice).

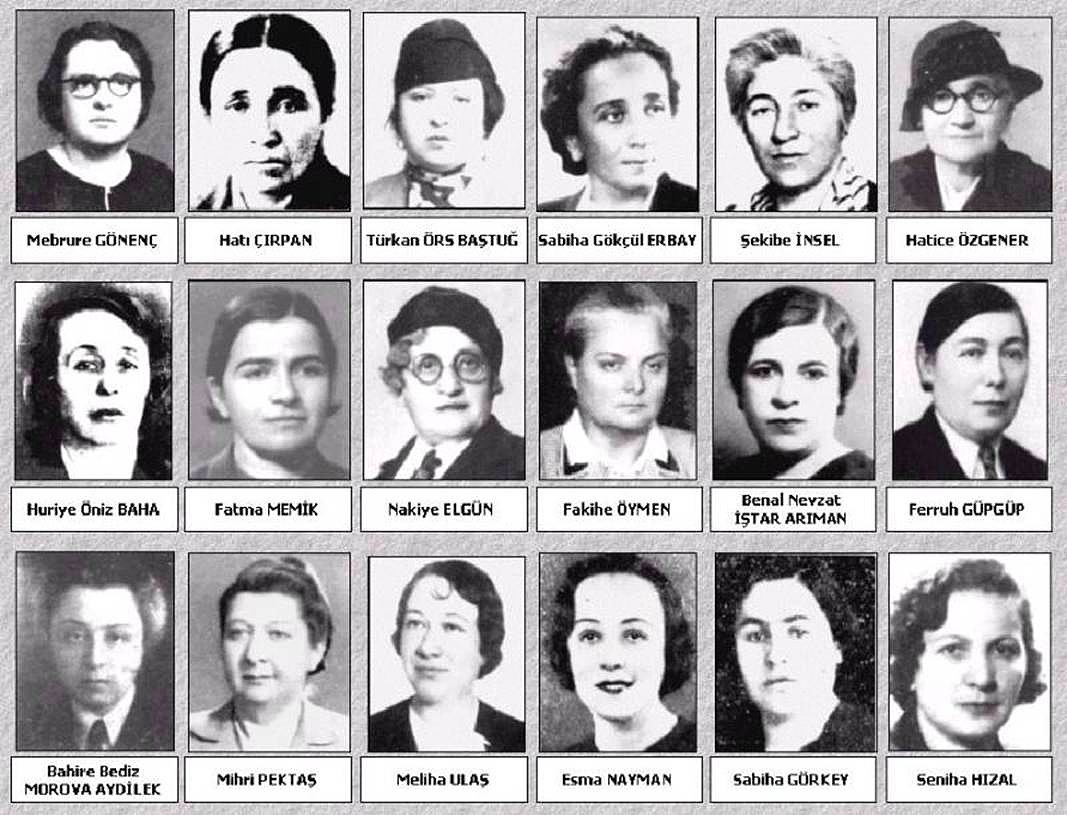
Achttien vrouwen werden gekozen in het Turkse parlement bij de verkiezingen van 1935

Op 3 april 1930 kregen vrouwen stemrecht bij lokale verkiezingen toegekend door de Turkse regering. Enkele jaren later, in 1934, kregen vrouwen volledig algemeen stemrecht toegekend, waardoor vrouwen zich ook verkiesbaar konden stellen voor de parlementsverkiezingen van 1935. Dit was een voor die tijd zeer vooruitstrevende wet. Dit blijkt uit het feit, dat Turkije het vrouwenkiesrecht invoerde lang voor sommige westerse landen dit in hun eigen land ingevoerd hadden, bijvoorbeeld: Frankrijk (1945), Italië (1945), België (1948), Zwitserland (1971). Een van de vrouwen die in het parlement gekozen werd, was Hatı Çırpan. Zij was oorspronkelijk een boerin afkomstig van het dorp Kazan dichtbij Ankara, waar ze tot muhtar (dorpshoofd) gekozen was. Atatürk had haar ontmoet tijdens een van zijn inspectietochten door het land. Onder indruk van haar prestaties en haar intelligentie, vroeg Atatürk haar om zich kandidaat te stellen voor de parlementsverkiezingen. Atatürk hielp haar daarna bij haar campagne voor de verkiezingen.
De twaalfde internationale vrouwenconferentie werd op 18 april 1935 in Istanbul gehouden, gepresideerd door de Egyptische nationalistische feminist Huda Sha'arawi. De conferentie koos Huda uit tot vice-president van de Internationale Vrouwenunie en beschouwde Atatürk als een rolmodel voor haar en zijn acties. Ze schreef in haar memoires:
"Na afloop van de conferentie in Istanbul kregen we een uitnodiging om de viering bij te wonen die werd gehouden door Mustafa Kemal Atatürk, de bevrijder van het moderne Turkije ... In de salon naast zijn kantoor stonden de genodigde afgevaardigden in de vorm van een halve cirkel, en na enkele ogenblikken ging de deur open en kwam Atatürk binnen, omgeven door een aura van majesteit en grootsheid, en een gevoel van prestige overheerste. Eervol, toen ik aan de beurt was, sprak ik rechtstreeks met hem zonder vertaling, en de scène was uniek voor een oosterse moslimvrouw die opkwam voor de Internationale Vrouwenautoriteit. Hij hield een toespraak in de Turkse taal waarin hij bewondering en dankbaarheid uitdrukte voor de Egyptische vrouwen voor de bevrijdingsbeweging die hij leidde in Turkije, en ik zei: dit is het ideaal om Oh, de oudere zus van de islamitische landen, te verlaten, hij moedigde alle landen van het Oosten aan om te proberen de rechten van vrouwen te bevrijden en te eisen, en ik zei: al de Turken beschouwden je als de waardigheid van hun vader en ze noemden je Atatürk, ik zeg dat dit niet genoeg is, maar je bent voor ons "Atasjarq" [Vader van het Oosten]. De betekenis ervan kwam niet van een vrouwelijk delegatiehoofd en hij bedankte me heel erg voor de grote invloed, en toen smeekte ik hem om ons een foto te presenteren van zijne excellentie voor publicatie in het tijdschrift L'Égyptienne."

### Culturele hervormingen

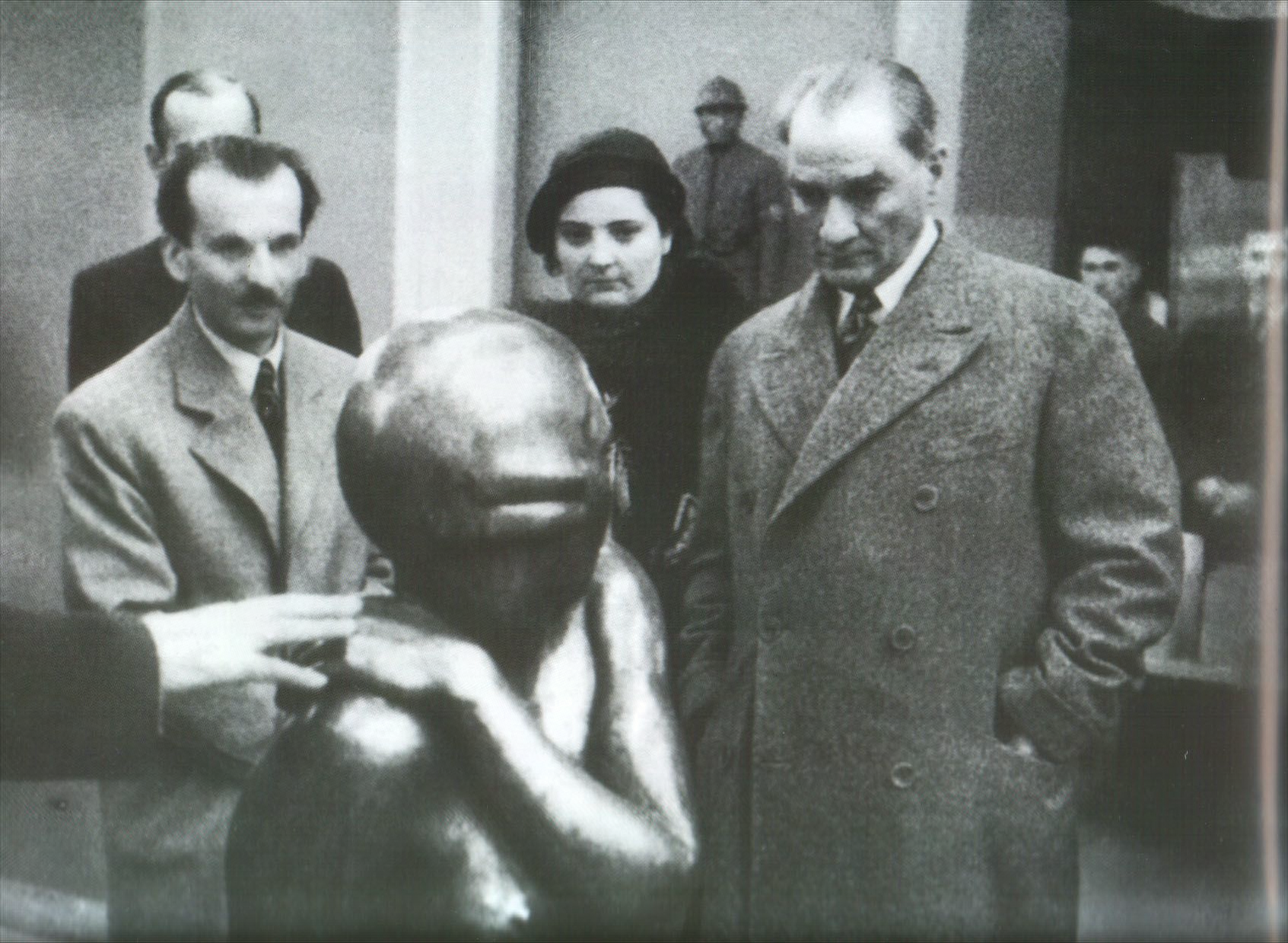
Atatürk tijdens de opening van het museum voor Kunst en Beeldhouwkunst. Achter hem staat zijn geadopteerde dochter Afet İnan, 1934, Ankara

Schone kunsten als de schilder- en beeldhouwkunst werden in het begin weinig beoefend in Turkije vanwege de islamitische traditie om afgoderij te vermijden. Atatürk wilde dit veranderen door de schone kunsten onder het volk te bevorderen. Volgens Atatürk diende het volk zich niet alleen intellectueel maar ook cultureel en kunstzinnig te ontwikkelen ten einde een vooruitstrevende en geciviliseerde samenleving op te bouwen. Atatürk geloofde ook dat dit zou kunnen helpen om de nationale identiteit en culturele trots te bevorderen. Ter bevordering van de ontwikkeling van de schilder- en beeldhouwkunst werd in 1934 het Staatsmuseum voor Kunst en Beeldhouwkunst geopend in Ankara, waar Turkse kunst vanaf laat negentiende eeuw tot heden verzameld werd en tentoongesteld werd.
Toen Duitse pianist Wilhelm Kempff in 1927 naar Turkije kwam om een concert geven in Ankara, had hij na afloop daarvan een gesprek met Atatürk. Dit inspireerde Atatürk tot het invoeren van westerse klassieke muziek in zijn land als onderdeel van zijn moderniseringshervormingen. Atatürk was zeer enthousiast over westerse klassieke muziek, die hij als de muziek van de beschaafde wereld beschouwde. Volgens Atatürk zou het Turkse volk zich deze muziek ook eigen dienen te maken. Om deze reden werd in 1933 een wetsvoorstel aangenomen voor de oprichting van een staatsconservatorium. Duits musicus Paul Hindemith werd hierbij aangetrokken om dit te realiseren, waarna deze in 1936 in Ankara opgericht werd als het Hacettepe Staatsconservatorium. Hierbij werd gestreefd naar een synthese van westerse muziek met Turkse volksmuziek.
Ook het Turkse theater werd door Atatürk ondersteund. De Duitse theaterregisseur Carl Ebert werd aangetrokken als adviseur voor het Turkse theater. Onder invloed van Atatürk kreeg het Turkse theater in die tijd een sterk nationalistisch karakter en fungeerde als een krachtig middel tot natievorming (zie ook: #Vorming natiestaat). Een goed voorbeeld hiervan is de eerst uitgevoerde Turkse opera van de Turkse republiek: Özsoy. Deze opera werd in 1934 in Ankara gehouden en werd geschreven door de Turkse componist Ahmet Adnan Saygun.

### Vorming natiestaat

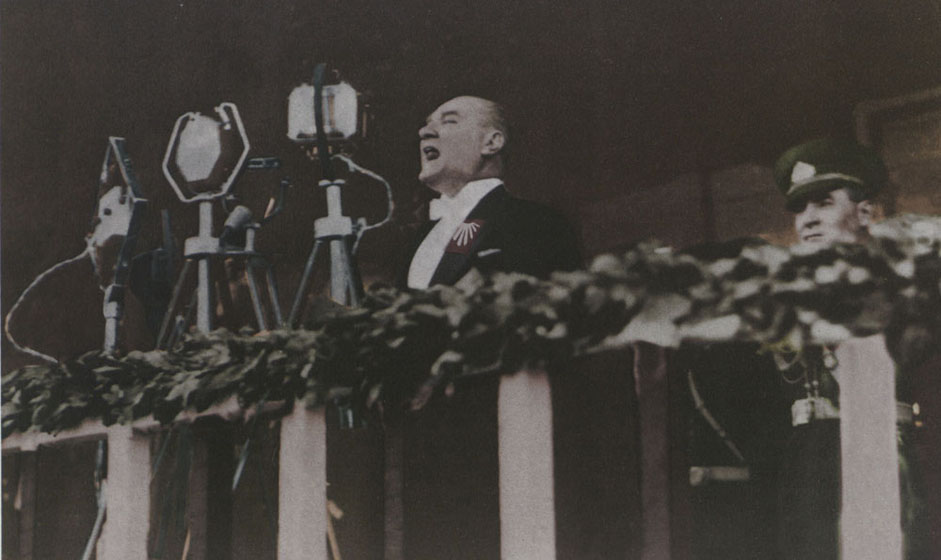
De beroemde speech van Atatürk tijdens de tiende viering van het republieksfeest, 29 oktober 1933, Ankara

Het vroegere Ottomaanse rijk was een multireligieuze en multinationale staat geweest, dat effectief door het Ottomaans sultanaat bestuurd werd volgens het millet-systeem. Bij dit bestuurssysteem was enige autonomie verleend aan de verschillende volkeren in het rijk. Het millet-systeem werkte goed tot aan de 19de eeuw. Daarna begon het rijk langzaam in verval raken door steeds verlies van grondgebied, vanwege de opstanden van de naar onafhankelijkheid strevende volkeren binnen het rijk enerzijds en de ambities van imperialistische Europese staten anderzijds (zie: Grote Oosterse Kwestie). Toen de Jong-Turken aan de macht kwamen, probeerden ze het verval van het rijk nog tegen te gaan door over te gaan op het Ottomanisme (gelijke rechten voor alle onderdanen). Maar dat verhinderde niet dat het Ottomaanse rijk uiteindelijk uiteenviel na de Eerste Wereldoorlog. Na de stichting van de republiek Turkije was het merendeel van de bevolking Turks. Er woonden nog wel minderheden als Koerden, Grieken, Armeniërs, Assyriërs, Arameeërs, Joden, Arabieren, Albanezen, Circassiërs, Lazen, Georgiërs, Bosniakken, Pomaken en Roma. Hiervan waren de Koerden de grootste minderheidsgroep in Turkije.
Volgens Atatürk was het Ottomaanse rijk uiteengevallen omdat er niet voldoende eenheid en saamhorigheid geweest was tussen de verschillende volkeren in het rijk. Voor de nieuwe republiek Turkije achtte Atatürk een multinationale staat niet meer als werkzaam, omdat het overgrote merendeel van de bevolking Turks was. In plaats daarvan wilde Atatürk Turkije omvormen tot een natiestaat (ulus devlet). Voor dit doel maakte Atatürk iedereen in het land tot Turks staatsburger, ongeacht zijn etniciteit of religie. Hij propageerde een sterk burgerlijk nationalisme om zo een onderlinge verbondenheid onder het volk te creëren om zo te komen tot een gezamenlijke nationale identiteit. Volgens Atatürk zou het burgerlijk nationalisme de natie bijeenhouden en het separatisme tegengaan. Via het onderwijs, de kranten, theatervoorstellingen en nationale feestdagen werd het idee van natievorming uitgedragen. In deze context was zijn bekende leus: "Hoe gelukkig is degene die zich Turk noemt" ("Ne mutlu Türküm diyene"). Deze leus sprak hij voor het eerst uit bij een beroemde speech op 29 oktober 1933 tijdens de tiende viering van het Turkse Republieksfeest (Cumhuriyet Bayramı). In veel van zijn toespraken legde hij ook de nadruk op de ondeelbare nationale eenheid van het land (eenheidsstaat).
Volgens critici voerde de Turkse regering bij het toepassen van dit beleid een assimilatiebeleid van Turkificatie op niet-Turkse minderheden om een homogene en verenigde natie te creëren. Onder Atatürk werden niet-Turkse minderheden onder druk gezet om in het openbaar Turks te spreken, niet-Turkse toponiemen en achternamen van minderheden moesten worden gewijzigd in Turkse namen.

## Economisch beleid
Bij het begin van de Turkse republiek was de economische situatie als volgt. Het land lag in puin en was nog herstellende van de vele jaren van oorlog. Het merendeel van de bevolking woonde op het platteland en leefde van de landbouw of veeteelt. De economie van Turkije was voornamelijk gebaseerd op de landbouw, waarvan de productie door de oorlog hinder had opgelopen. De bestaande landbouw was primitief en de productie laag, omdat er een gebrek was aan mechanisch landbouwgereedschap, doordat er in Turkije bijna geen industrie bestond. De boeren bezaten zelf geen landbouwgrond. In plaats daarvan werkten ze voor de grootgrondbezitters, de zogenaamde agha's, die de meeste landbouwgronden bezaten. De weinige industrie met het bijbehorend spoorwegennetwerk was in de handen van buitenlanders. Turkije bezat geen olie- en gasvelden.
Volgens het overeengekomen vredesverdrag van Lausanne van 1923 moest Turkije de uitstaande schulden van het voormalig Ottomaanse rijk afbetalen. Bij het Lausanne-verdrag was ook overeengekomen, dat alle capitulaties werden afgeschaft, die Europese landen in de loop der tijd hadden bedwongen op het Ottomaanse rijk. Deze capitulaties gaven Europese landen gunstige handelsvoorrechten in het Ottomaanse rijk. Echter, in ruil voor de afschaffing van de capitulaties hadden Europese landen wel de concessie bedwongen, dat Turkije tot 1929 niet het recht had om invoerrechten te heffen op buitenlandse import om de eigen producten te beschermen.

### Eerste economische congres in İzmir

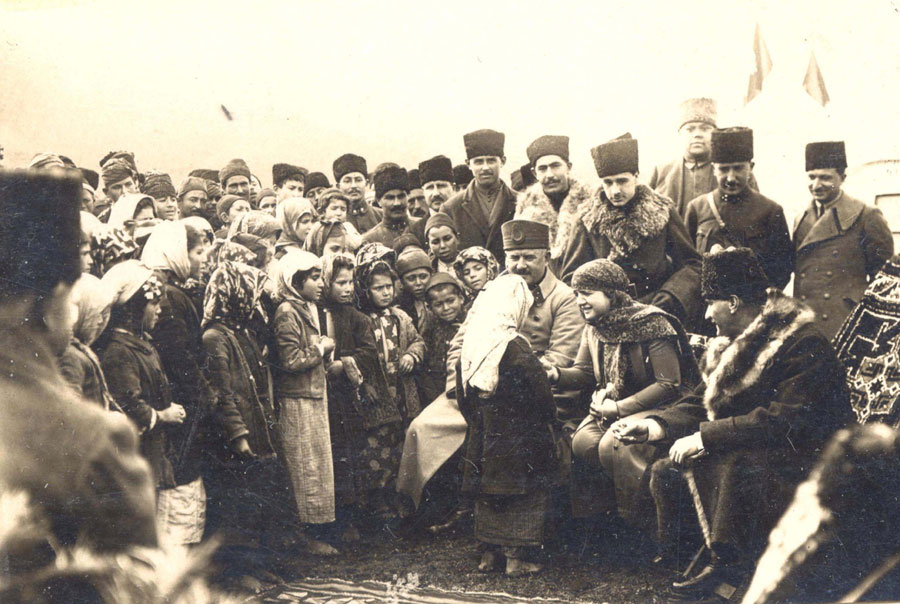
Op hun weg naar het economisch congres in İzmir bezochten Atatürk, zijn vrouw Latife en Kâzım Karabekir het dorp Ergama, 8 februari 1923

Toen de vredesonderhandelingen in Lausanne nog bezig waren, werd in de stad İzmir vanaf 17 februari tot 4 maart 1923 het eerste Turkse economiecongres gehouden, waarin werd besproken wat het economisch beleid voor de komende jaren zou worden. Bij de opening van dit congres hield Atatürk een toespraak en zei: "Er kan geen politieke onafhankelijkheid zijn zonder economische onafhankelijkheid en de nationale soevereiniteit moet worden ondersteund door financiële soevereiniteit". Volgens Atatürk was de strijd voor een waarlijk onafhankelijk Turkije nu pas echt begonnen. Bij dit historisch belangrijke congres debatteerden meer dan 1100 afgevaardigden, bestaande uit boeren, handelaren, arbeiders en industriëlen, over economische vraagstukken. Een groot deel van het debat ging over de keuze tussen liberalisme of etatisme als het economisch beleid voor de Turkse republiek. Het congres riep op tot een protectie van de lokale industrie, maar keerde zich niet tegen buitenlandse investeringen zolang buitenlanders maar geen bevoordeelde positie hadden. De politieke leiding koos aldus voor een gemengde economie.
Tot 1930 zou dit het economisch beleid van de Turkse regering worden. Het beleid was liberaal in de zin, dat het particuliere ondernemingen toeliet. Het beleid was niet liberaal in de zin dat de Turkse staat zich niet buiten de economie hield. De staat greep in waar het om grote investeringen ging. Grote investeringen door de staat waren nodig, omdat Turkije in die tijd een zwakke private sector had. Dit kwam, omdat Turkije toen nauwelijks over een burgerijklasse onder de bevolking beschikte, die voldoende kapitaal bezat om grote bedrijven op te richten en erin te investeren.

### Landbouw

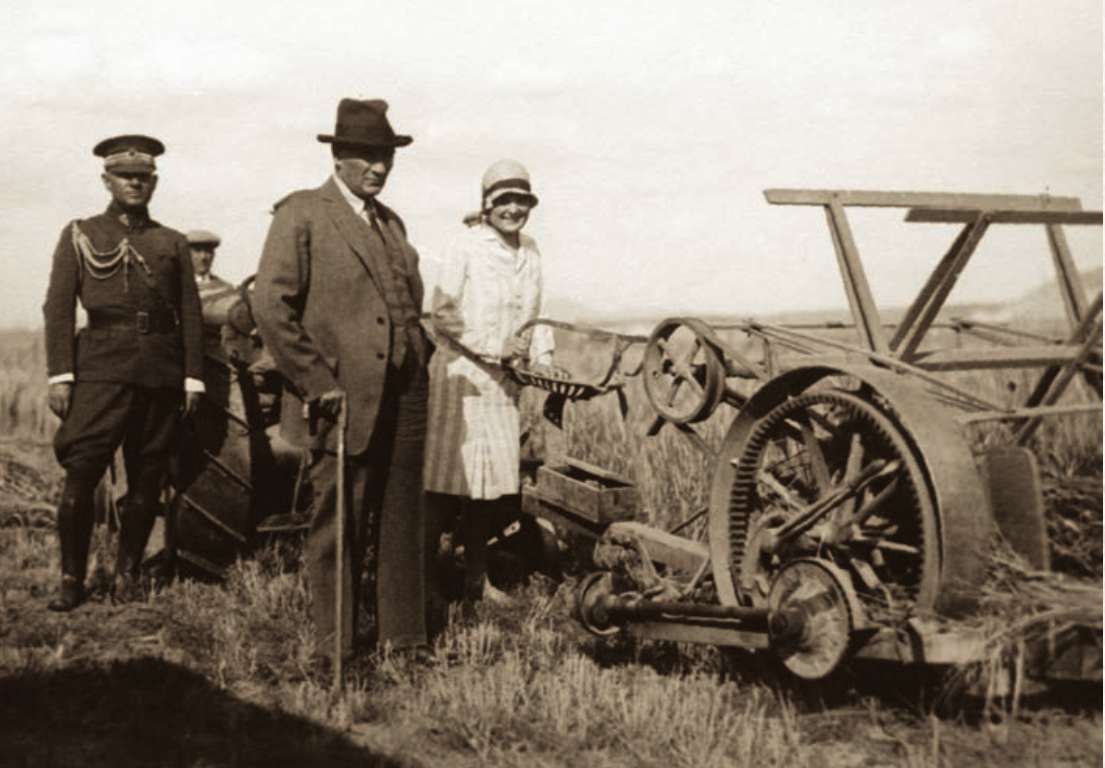
Atatürk op inspectie in zijn bosboerderij, 14 juli 1929, Ankara

Atatürk constateerde dat het grootste deel van de Turkse economie uit de landbouw bestond. Ongeveer 80% van de bevolking werkte in de landbouw en had minder inkomen dan degenen die in niet-agrarische sectoren werkten. De landbouwsector produceerde ongeveer de helft van het nationaal product. Niet voor niets noemde Atatürk de boer de meester van het volk ("Köylü milletin efendisidir"). Volgens Atatürk diende de staat daarom extra aandacht te schenken aan de boeren.
In 1925 werden de boeren geholpen door de afschaffing van de Aşar (tiende penning), die vervangen werd door een landbelasting (arazi vergisi). Vanaf 1929 werd de wet tot landhervorming (toprak reformu) aangenomen, waarna stukken landbouwgrond werden toegewezen aan boeren die geen land bezaten. Dit leidde echter wel tot verzet van de grootgrondbezitters. De Ziraatbank (Landbouwbank) verstrekte renteloze leningen aan de boeren. Er werden landbouwscholen en instituten opgericht, waar er opleidingen werden aangeboden aan de boeren. Er werden maatregelen genomen om de producten van de boeren te beschermen. Boeren werden aangemoedigd om zich te verenigen in landbouwcoöperaties. Atatürk gaf zelf het goede voorbeeld door de eerste landbouwcoöperatie van Turkije te stichten met zichzelf als voorzitter. De genomen maatregelen in de landbouw hadden direct invloed. In de jaren 1923-1926 verbeterde de landbouw met een spectaculaire groei van 90%. In de jaren 1927-1928 werd de landbouw echter getroffen door een droogte en was de groei in de periode 1927-1930 nog maar 11%.
Atatürk stichtte verschillende modelboerderijen in het land, met als doel als voorbeeld te dienen voor de boeren. De belangrijkste hiervan was de Bosboerderij (Orman Çiftliği, de naam is Atatürk Orman Çiftliği sinds 1950) gesticht in 1925 en gelegen nabij Ankara, die door Atatürk en zijn medewerkers werd onderhouden. Een ander modelboerderij werd gevestigd in 1929 bij Yalova, waar Atatürk ook zijn zomerhuis had. Bij de modelboerderijen werd geëxperimenteerd met het modernste mechanische landbouwgereedschap en de nieuwste landbouwtechnieken van die tijd. Het dagelijks beheer over de modelboerderij werd toebedeeld aan landbouwdeskundige Tahsin Coşkan.

### Bankwezen

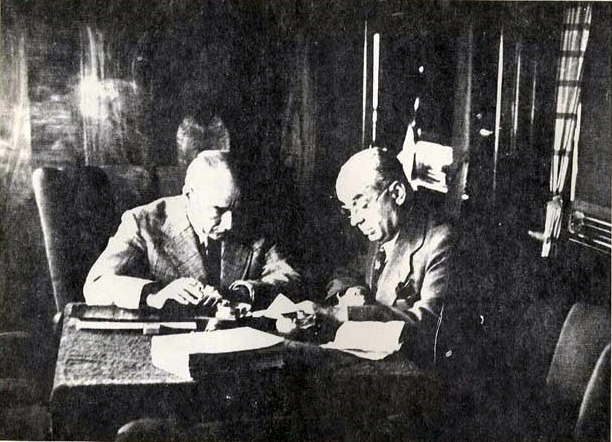
Atatürk en Celal Bayar in de trein in Atatürks prive-treinwagon, 12 november 1937

In 1923 waren er 18 nationale (voornamelijk lokale) banken en 13 buitenlandse banken actief in Turkije. Ondanks het bestaan van nationale banken waren buitenlandse banken dominant op de kredietmarkt, net zoals op het gebied van de buitenlandse handelsfinanciering. De grootste bank van Turkije was in die tijd de Ottomaanse bank, die als centrale bank diende. De Ottomaanse bank was echter in handen van Britse en Franse aandeelhouders, wat een erfenis was vanuit de Ottomaanse periode. Dit verhinderde het voeren van een gezond geldbeleid door de Turkse regering. Atatürk was vastbesloten om een einde maken aan deze ongunstige buitenlandse invloed en de financiële infrastructuur te verbeteren.
Op grond van de besprekingen tijdens het eerste economische congres in İzmir, erkende Atatürk dat de regering een eigen staatsbank nodig had om de Turkse economie weer op te bouwen. Staatsbanken zouden voordelige leningen kunnen verstrekken aan Turkse ondernemingen. Hiertoe vestigde hij de İş Bankası (Zakenbank) in 1924. Atatürk benoemde zijn oude strijdmakker Celal Bayar, die ervaring had met bankzaken, tot directeur van de İş Bankası. Om te zorgen, dat deze bank over voldoende kapitaal beschikte om operationeel te worden, nam Atatürk zelf een aanzienlijk aandeel in de bank van 250.000 Turkse lira's. Dit geld was afkomstig van de donaties die de Indiase Moslimliga had gedaan ter steun aan de Turkse Onafhankelijkheidsoorlog.
In 1927 verhoogde de İş Bankası zijn kapitaal door te fuseren met de İtibar-ı Milli Bankası (Nationale Kredietbank), die tijdens de Eerste Wereldoorlog opgericht was door het voormalige Comité voor Eenheid en Vooruitgang. Als staatsbank vestigde Atatürk ook de Sanayi ve Maadin Bankası (Industrie en Mijnenbank) in 1925, de Emlak ve Eytam Bankası (Vastgoed- en Wezenbank) in 1927 en de Halkbank (Volksbank) in 1933.
In 1926 werden de voorbereidingen getroffen voor de oprichting van een bank, die de rol van centrale bank kon overnemen van de Ottomaanse bank. Deze bank werd Merkez bank (Centraalbank) genoemd. Hiertoe werd er ook advies ingewonnen van financiële experts uit Europese landen. Onder hen was de Nederlandse bankier Gerard Vissering, die in 1928 uitgenodigd werd om naar Turkije te komen. In zijn rapport aan de Turkse regering benadrukte Vissering de noodzaak van een onafhankelijke centrale bank die niet gelieerd mocht zijn aan de overheid. Het kostte de staat enkele jaren om alle voorbereidingen voor de bank te voltooien. De Merkez bank begon uiteindelijk op 3 oktober 1931 te functioneren.

### Industrialisatie

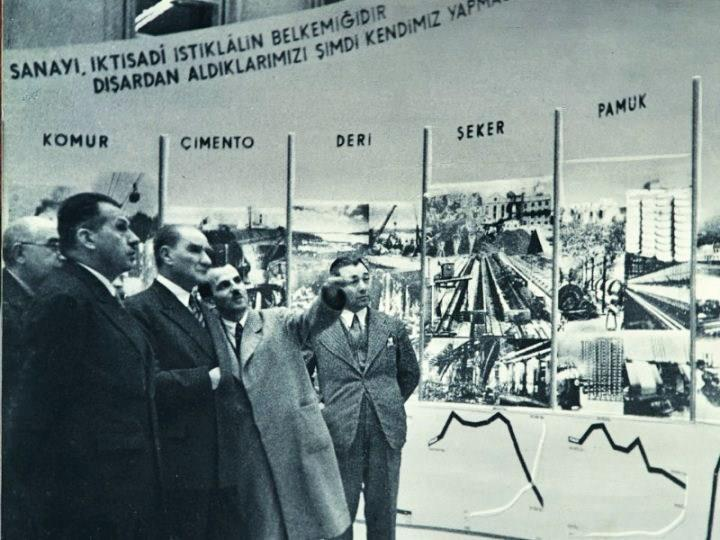
Atatürk bij een beurs over de Turkse industrie, 10 november 1934. Bovenin staat de tekst: "De industrie is de ruggengraat van de economische onafhankelijkheid. Wat we eerst importeerden, maken we nu zelf. Steenkool, cement, leer, suiker, katoen"

Atatürk wilde Turkije omvormen tot een modern industrieel land. Het idee erachter was, dat de industrialisatie Turkije minder afhankelijkheid van buitenland zou maken voor essentiële goederen. Tegelijkertijd zou industrialisatie de technologische voorruitgang bevorderen, de productiviteit verhogen, werkgelegenheid scheppen en de algemene levensstandaard van het Turkse volk verhogen. De gedane investeringen in het onderwijs zouden de benodigde opgeleide personeel leveren voor de industrialisatie (zie: #Onderwijshervorming). Al vroeg in het begin van de Turkse republiek werd begonnen met de bouw van de eerste fabrieken. In de loop van Atatürks presidentschap werden er ongeveer 45 verschillende fabrieken gebouwd in het land.
In 1925 werd het zeer belangrijke tabaksmonopolie door de staat uitgekocht uit handen van buitenlanders. Dit werd omgezet in een staatsmonopolie, waarin later andere sectoren zoals katoen, alcohol, suiker, lucifers en explosieven werden opgenomen. Deze monopolies werden vervolgens gedeeltelijk verpacht aan particuliere ondernemingen. Veel havens van Turkije stonden in het begin onder controle van buitenlanders. Op besluit van de Turkse regering werden de havens genationaliseerd in 1926. Als resultaat hiervan begon zich de Turkse scheepvaart te ontwikkelen. Atatürk ondersteunde de vestiging van een automobielindustrie. Hiertoe werd in 1923 werd de Turkse Automobiel Associatie opgericht.
Op 16 februari 1925 richtte Atatürk de Turkse luchtvaartvereniging (Türk Hava Kurumu) op. Atatürk benoemde zijn adjudant Cevat Abbas Gürer tot directeur van de Turkse luchtvaartvereniging. Bovendien werd er in 1926 een vliegtuigfabriek gevestigd in de stad Kayseri, wat het begin betekende van de Turkse vliegtuigindustrie. In 1933 werd de nationale luchtvaartmaatschappij Turkish Airlines opgericht. Op 3 mei 1935 werd een vliegopleiding in het leven geroepen, genaamd Türkkuşu. Volgens Atatürk zouden vliegtuigen een steeds belangrijkere rol spelen in de wereld, zowel in de burgerluchtvaart als in de militaire luchtvaart, en zou Turkije achterlopen als het niet meedeed in de vliegtuigindustrie. Een bekende uitspraak van Atatürk hierover was: "De toekomst ligt in de lucht" ("İstikbal göklerdedir").
In de jaren dertig kwam Atatürk met het project van "sociale fabrieken". Het doel hiervan was om fabrieken op te richten met adequate sociaal-culturele voorzieningen voor arbeiders. Voorzieningen zoals arbeiderswoningen, scholen, klinieken, bibliotheken, sportaccommodaties, bioscopen, theaters, dans- en muziekzalen. Deze voorzieningen stonden geheel in het teken van zijn culturele hervormingen om een moderne samenleving op te bouwen. Ze bevorderen ook de sociale cohesie en het welzijn van de arbeiders binnen de fabriek. Dit project werd gerealiseerd in de textielfabrieken van Nazilli en Kayseri. Atatürk was van plan om deze "sociale fabrieken" overal in Turkije te bouwen, waar de arbeiders konden profiteerden van allerlei mogelijkheden op hoog niveau. Hij leefde echter niet lang genoeg om dit project populair te maken.

### Spoorwegennetwerk

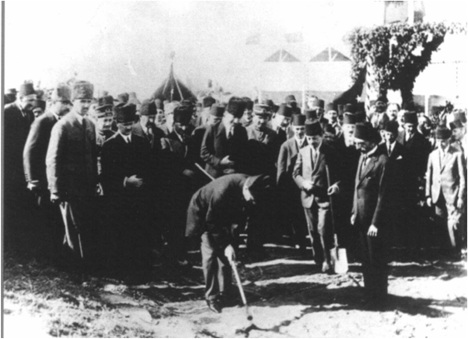
Atatürk legt ceremonieel de eerste basis aan voor de Samsun-Çarşamba-spoorlijn, 21 september 1924

De belangrijkste investering van de Turkse staat was het spoorwegennetwerk. Een goed spoorwegennetwerk was zeer belangrijk voor de groeiende behoefte van het goederenvervoer voor de industrie en de landbouw. Het zorgde bovendien voor een uitbreiding van het personenvervoer. Dit zou op zijn beurt de Turkse economie ten goede komen. Het reeds bestaande spoor voldeed hier niet in voldoende mate aan, doordat het niet uitgebreid genoeg was en alleen aanwezig was in het westen van het land. Bovendien werd het bestaande spoorwegnet beheerd en geëxploiteerd door Britse, Franse en Duitse bedrijven. Die hadden destijds de spoorlijn in opdracht van het Ottomaanse Rijk aangelegd, omdat het Ottomaanse Rijk zelf niet over de technologische kennis daarvoor beschikte. Europese machten zagen de spoorwegen als een middel om politieke of economische invloed uit te oefenen.
De Turkse staat maakte grote investeringen om het spoor te nationaliseren en uit te breiden voor het goederen- en personenvervoer. De uitbreiding van het spoorwegennetwerk begon al in 1923. In 1929 was 800 kilometer spoor aangelegd en in 1930 was er 5400 kilometer spoor aangelegd. Er werden spoorwegen aangelegd voor mijnen, landbouw, mensen en havens om Turkije als een functionerende staat samen te binden. In 1927 werd de Turkse Staatsspoorwegen opgericht om het beheer van het spoor over te nemen van buitenlandse Europese firma's. Vanaf 1927 werden buitenlandse aandeelhouders van het spoor geleidelijk door de staat uitgekocht. Uiteindelijk zou het hele spoorwegennetwerk door de staat worden gekocht.

### Energie- en mijnbouwsector
Bij de beginperiode van de Turkse republiek waren de primaire energiebronnen brandhout en mest, die ongeveer 80% van de energiesector uitmaakten. Andere beperkt beschikbare energiebronnen waren steenkool uit de mijn van Zonguldak en bruinkool uit de mijn van Soma. De mijnbouwsector stond echter onder controle van buitenlandse bedrijven. In de steden gebruikten ze een hogere kwaliteit steenkool genaamd antraciet, die vanuit het buitenland werd geïmporteerd. Dit werd ook gebruikt bij de spoorwegen en bij de scheepvaart. Turkije kende geen bekende olie- of gasbronnen. Elektriciteit was alleen beschikbaar in de steden Istanbul, Adapazarı en Tarsus. De elektriciteitsterminals hiervan werden beheerd en geëxploiteerd door buitenlandse bedrijven. Over het geheel genomen had Turkije een beperkte capaciteit voor energiebronnen en aanzienlijk hoge kosten voor de import van energie.

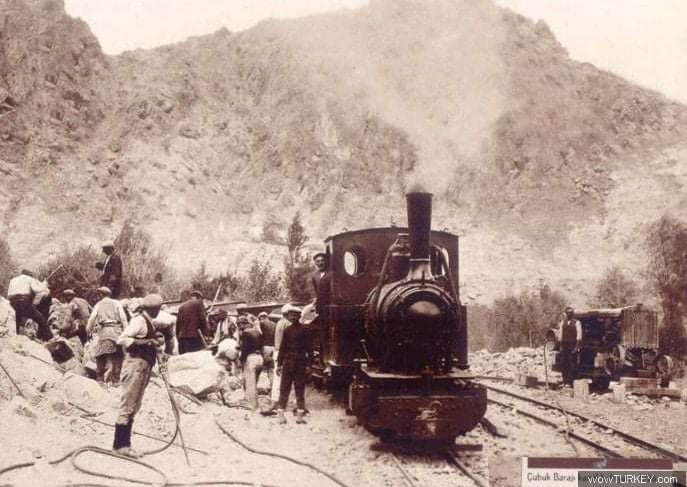
De bouw van de Çubuk-1 stuwdam. Een smalle veldspoor werd gebruikt tijdens de bouw ervan, 1930s

Door de industrialisatie steeg de behoefte aan energie en grondstoffen. Eerst werkte de regering om de productiecapaciteit van de kolenmijn in Zonguldak te verbeteren. Met de steun van de İş Bankası begonnen nationale bedrijven als Türkiş, Kömüriş en Kilimli Kömürleri hun activiteiten in het gebied. Het steenkoolproductieproces meer geïndustrialiseerd. In 1924 werd een mijnschool in Zonguldak geopend en begon studenten op te leiden. Daarna werd begonnen met de bouw van kolencentrale's ten behoeve van de elektriciteitsopwekking verspreid op meerdere plaatsen in het land. Met nieuwe investeringen werd het aantal steden dat toegang had tot elektriciteit in de daaropvolgende jaren vergroot. In 1930 had 15% van de totale bevolking toegang tot elektriciteit.
IJzer en staal vormden de hoofdingrediënten voor de industrialisatie van een land. Reeds in 1925 begon de Turkse regering daarom te onderzoeken of de oprichting van een ijzer- en staalindustrie mogelijk was. Metalen zoals chroom en koper werden al sinds de Ottomaanse tijd geproduceerd. In 1935 werd de Algemene Directie van Mineraal Onderzoek en Exploratie (Maden Tetkik ve Arama Genel Müdürlüğü) opgericht, om op zoek te gaan naar nieuwe natuurlijke hulpbronnen, zoals energiegrondstoffen en ertsafzettingen. In 1936 begon de bouw van een fabriek in de Karabük-regio om ijzer en staal te produceren. Vanaf 1936 begon de regering de aandelen van buitenlandse bedrijven over de bestaande mijnen op te kopen en tegen 1940 waren ze volledig genationaliseerd.
Al in de jaren 20 stelde Atatürk voor om stuwdammen in de rivieren en wateren van het land aan te leggen om elektrische energie te genereren. Destijds had Turkije slechts een elektriciteit opwekkende stuwdam en die bevond zich bij Istanbul. In 1930 begon men met de aanleg van de Çubuk-1 stuwdam in een van de zijrivieren van de Sakarya rivier vlak bij Ankara voor de aandrijving van een waterkrachtcentrale. Deze werd in 1936 voltooid. In de jaren 30 werden er ook studies verricht naar het bouwen van stuwdammen in de rivieren Eufraat en Tigris. Dit zou leiden tot het Zuidoost-Anatolië project, dat uiteindelijk decennialang zou duren om te realiseren.

### Invloed van de Grote Depressie

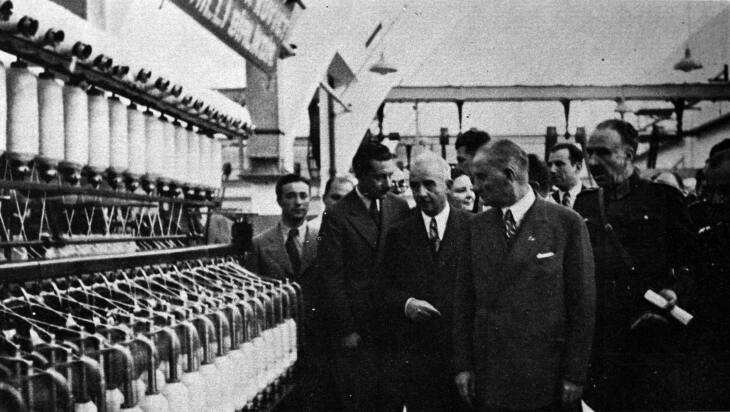
Atatürk, İsmet İnönü en Fevzi Çakmak tijdens de opening van de Nazilli textielfabriek op 9 oktober 1937. Atatürk ondersteunde in toenemende mate grote door de overheid gesubsidieerde industriële complexen. Hij ondersteunde de ontwikkeling van de nationale landbouw-, textiel-, machine-, vliegtuig- en automobielindustrie.

In 1930 barstte een wereldwijde economische crisis uit, bekend als de Grote Depressie. De economische crisis trof ook Turkije en vernietigde de markt voor de Turkse landbouw. Omdat er in die tijd nog geen systeem van voorraadbeheersing en prijsregulatie bestond, werden de boeren extra hard geraakt door de crisis. Veel lokale banken gingen failliet als gevolg van de crisis. Om de economische problemen op te lossen nam de Turkse regering de beslissing om een beleid van uitsluitend economisch etatisme oftewel staatsinterventie te voeren (Devletçilik). Men geloofde dat dat beleid de Turkse economie uit het slop zou trekken. Als voorbeeld nam men de Sovjet-Unie, wier economie weinig door de wereldwijde economische crisis aangetast was door haar plangeleide economische beleid. Bij het uitvoeren van het etatistisch beleid zou de staat alleen investeren in de gebieden waar de particuliere sector niet kan investeren. Verder zou de staat zich slechts op de industrie richten en de landbouw- en dienstensector met rust laten. Wanneer het particuliere bedrijfsleven zich voldoende zou specialiseren in een bepaalde sector, dan zou die sector vanuit de publieke sector aan de particuliere sector worden geleverd.
Binnen de Turkse leiding streden twee stromingen met elkaar. De ene geleid door premier İsmet İnönü zag het etatisme als een betere permanente oplossing voor de economie. De andere geleid door Celal Bayar, directeur van de Türkiye İş Bankası, zag het etatisme als een tijdelijk noodzakelijke oplossing, totdat de Turkse economie rijp genoeg was om over te gaan op een vrije markteconomie. De frictie tussen beide groepen werd verergerd doordat er nu eenmaal weinig investeringsmogelijkheden waren. Het conflict werd opgelost toen Atatürk in 1932 Celal Bayar benoemde tot minister van Economische Zaken, waardoor de coördinatie van het economisch beleid verzekerd was. In 1937 kreeg Atatürk ruzie met İsmet İnönü over het te voeren beleid. Als gevolg hiervan liet hij hem als premier vervangen door Celal Bayar op 25 oktober 1937. Onder Celal Bayar werd een meer liberale koers gevoerd voor de economie.

### Vijfjarenplan
Atatürk stuurde in 1933 premier İnönü naar Moskou om geld te lenen van de Sovjet-Unie ter waarde van 8 miljoen dollar. Met het geleende geld werden er door de overheid gesubsidieerde holdings opgericht, zoals Sümerbank voor de industrie en Etibank voor de mijnbouw om staatsbedrijven op te richten ter stimulatie van de industrie. Dit bracht de industrialisatie inspanningen in een stroomversnelling. Hoewel Turkije niet socialistisch was, raakte de economie van Turkije wel beïnvloed door de Sovjet-Unie. Een Russische delegatie bezocht Turkije in 1933 om de Turkse regering economisch advies te geven. Zij stelde voor een vijfjarenplan op te stellen en zich te concentreren op de sectoren textiel, ijzer, papier, cement en chemicaliën. Turkije volgde dit advies op en stelde het eerste vijfjarenplan op voor de jaren 1934-1939. Het vijfjarenplan bleek succesvol en vanaf de tweede helft van de jaren 30 wist Turkije zich uit de economische crisis te trekken. Na de dood van Atatürk en het uitbreken van de Tweede Wereldoorlog in het jaar 1939 zou het onder invloed van de oorlog weer slechter gaan met de Turkse economie, ondanks dat Turkije neutraal bleef in de Tweede Wereldoorlog. Om die reden kon de Turkse regering geen tweede vijfjarenplan opstellen.

## Pogingen tot invoer van een meerpartijendemocratie
Met de oprichting van de Turkse republiek hield Atatürk toezicht op de overgang van het Ottomaanse Rijk naar een republiek, die was gebaseerd op de principes van volkssoevereiniteit en een democratisch gekozen parlement. Hoewel Atatürk de basis legde voor een democratisch systeem in Turkije, vertoonde zijn heerschappij echter ook autoritaire elementen. Tijdens de beginperiode van de republiek regeerde zijn partij de CHP het land grotendeels als eenpartijstaat. Het lag in Atatürks bedoeling om na verloop van tijd een meerpartijendemocratie in te voeren. Atatürk wilde eerst voorrang geven aan zijn seculaire hervormingen en onderwijshervormingen. Ondanks dat, zijn er op aandringen van parlementsleden wel twee pogingen gedaan om een meerpartijendemocratie in te voeren. Beide pogingen mislukten echter.

### Eerste poging

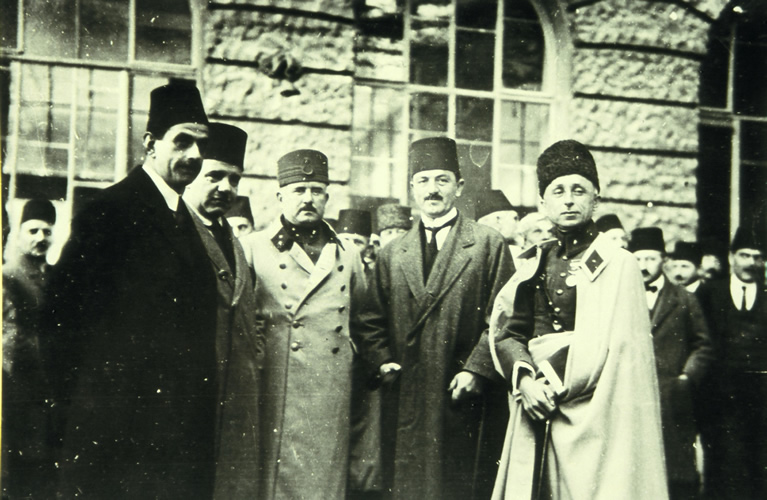
Grondleggers van de Progressieve Republikeinse Partij, circa 1924, station Haydarpaşa. Van links naar rechts: Adnan Adıvar, Ali Fuat Cebesoy, Kâzım Karabekir, Rauf Orbay, Refet Bele

De eerste poging tot een multipartijen democratie was al in de beginperiode van de kersverse Turkse republiek. Na de seculaire hervormingen en de afschaffing van het kalifaat in Turkije, waren niet alle leden van Atatürks partij tevreden over deze veranderingen. Sommigen hadden met name bezwaar tegen de seculiere hervormingen. Atatürk stond toe dat deze leden een eigen partij begonnen. Zij richtten op 17 november 1924 de Progressieve Republikeinse Partij (Terakkiperver Cumhuriyet Fırkası; TCF) op met als grondleggers Kâzım Karabekir, Adnan Adıvar, Ali Fuat Cebesoy, Rauf Orbay en Refet Bele. Veel van de kopstukken van de partij hadden als generaals meegevochten in de Turkse onafhankelijkheidsoorlog. De partij was voor een liberale economie, maar al gauw werd de partij ervan beschuldigd een islamitische agenda te voeren. Ook werd de partij ervan beschuldigd de islamitische opstand van Koerdisch stamhoofd Seyit Said te hebben ondersteund (zie ook: #Koerdische opstanden). Atatürk liet de partij definitief opheffen op 5 juni 1925.
Een jaar later in juni 1926 werd er een poging tot een moordaanslag op Atatürk ontdekt in de stad İzmir en voorkomen. De Turkse justitie arresteerde een aantal verdachten. Na onderzoek bleek het te gaan om een kleine bende huurmoordenaars onder leiding van voormalig parlementslid Ziya Hurşit. Voormalige leden van het Progressieve Republikeinse Partij en voormalige leden van de Comité voor Eenheid en Vooruitgang werden ervan verdacht de opdracht tot de moordpoging te hebben gegeven en mee te hebben geholpen bij de organisatie ervan. Atatürk reageerde furieus en liet veel partijleden oppakken. Hiervan ontsnapten alleen Rauf Orbay en Adnan Adıvar, omdat die al naar het buitenland waren vertrokken. Ook de feministische schrijfster Halide Edib Adıvar, de vrouw van Adnan Adıvar, vertrok toen samen met haar man naar het buitenland. Een rechtszaak volgde door een Turks onafhankelijkstribunaal, eerst gehouden in İzmir en later in Ankara, waarna een aantal leden van de partij de doodstraf kreeg. Critici beschuldigden Atatürk ervan de zaak te gebruiken om zijn tegenstanders uit de weg te ruimen. Enkele prominente leden van de Progressieve Republikeinse Partij werden onder druk van de publieke opinie en van tekenen van onrust in het leger weer vrijgelaten, waaronder Kâzım Karabekir, Ali Fuat Cebesoy, Refet Bele en Cafer Tayyar Eğilmez. Politiek was hun rol echter uitgespeeld. Rauf Orbay en Adnan Adıvar zouden pas na de dood van Atatürk weer terug durven te keren naar Turkije.

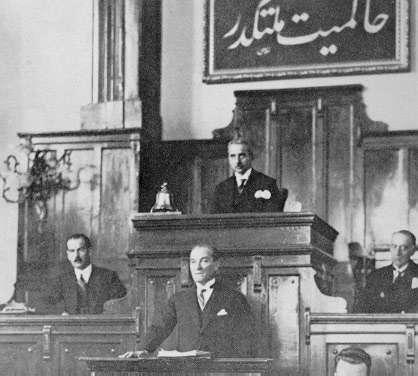
Atatürk houdt een toespraak, de Nutuk, in het parlement op 15 oktober 1927. Boven hem staat İsmet İnönü. Bovenin staat de tekst: "Soevereiniteit behoort toe aan het volk"

Van 15 tot 20 oktober 1927 op het tweede congres van de CHP las Atatürk een belangrijke toespraak voor, genaamd de Nutuk. Deze toespraak behandelde de samenvatting van de gebeurtenissen tussen het begin van de Turkse Onafhankelijkheidsoorlog op 19 mei 1919 en de oprichting van de Republiek Turkije in 1923. De toespraak is een belangrijke bron voor de studie van het kemalisme. Het duurde zesendertig uur (over een periode van zes dagen) om door Atatürk te worden gelezen. Atatürk verweet in de toespraak de leiders van de Jong-Turken, sultan Mehmet VI Vahideddin en de regering van Damat Ferit Pasja het volk in de steek te hebben gelaten na het Ottomaanse verlies van de Eerste Wereldoorlog en alleen aan hun eigen hachje te hebben gedacht, waarna het Ottomaanse rijk in stukken werd verdeeld door de geallieerde landen. Ongeveer twee derde van de toespraak bestond uit zware kritiek op de volgende personen: Kâzım Karabekir, Rauf Orbay, Refet Bele, Mersinli Cemal pasja, Nureddin pasja, Kara Vasıf bey, Zeki bey, Celaleddin Arif bey, Cafer Tayyar pasja, Ali İhsan pasja, Bekir Sami bey, Rıza Nur bey, Edhem bey en zijn broers, Selahaddin bey, Hussein Avni bey, Ali Rıza pasja, Şerif pasja, Ahmet Izzet pasja en Çürüksulu Mahmud pasja. Atatürk liet hun aandeel in de Turkse Onafhankelijkheidsoorlog voortaan weg uit de Turkse geschiedenisboeken. Vanaf dat moment werd er in geschiedenislessen op Turkse scholen net gedaan, alsof Atatürk geheel eigenhandig het Turkse verzet georganiseerd en geleid had in de Turkse Onafhankelijkheidsoorlog.

### Tweede poging

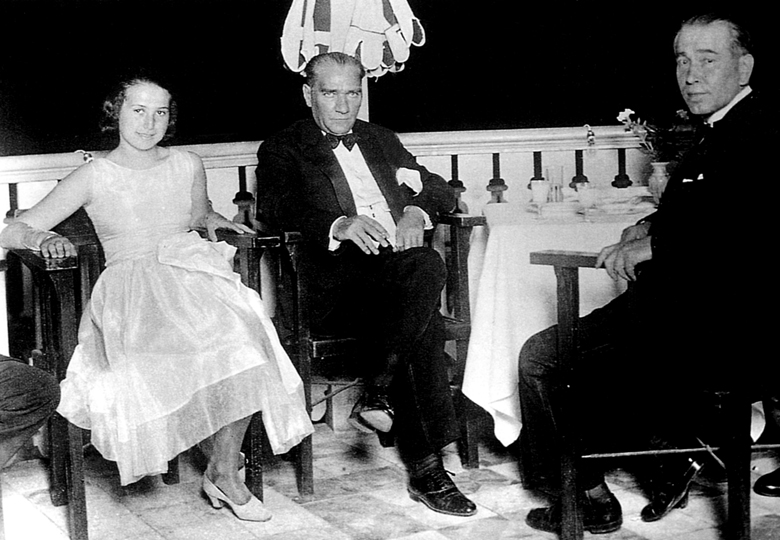
Okyars dochter Nermin Kırdar, Atatürk en Ali Fethi Okyar op 18 augustus 1930 in Atatürks zomerhuis in Yalova. Hier ontstond het idee voor de oprichting van de Vrije Republikeinse Partij ter bevordering van de democratie.

In 1930 werd er vanuit het parlement (TBMM) een beroep gedaan op Atatürk om weer meerdere politieke partijen toe te staan. Op 11 augustus 1930 besloot Atatürk om nog een keer te proberen een meerpartijenstelsel in te voeren. Hij vroeg aan Ali Fethi Okyar, die net als ambassadeur van Parijs teruggekeerd was naar Turkije, om een nieuwe partij samen te stellen, waarbij Atatürk erop stond dat de nieuwe partij de republikeinse en seculiere principes zou respecteren. Ali Fethi Okyar stond erop, dat hij alle vrijheid zou krijgen. Ali Fethi Okyar richtte de Vrije Republikeinse Partij (Serbest Cumhuriyet Firkasi; SCF) op en werd de voorzitter van de nieuwe partij. De partij streefde naar een vrije markteconomie, buitenlandse investeringen, vrijheid van meningsuiting en directe verkiezingen (Turkije had toen nog steeds het systeem van getrapte verkiezingen). Om aan te geven dat hij het serieus meende, gaf Atatürk zelfs de opdracht aan een aantal van zijn vertrouwelingen om lid te worden van de partij, onder wie zijn vriend Nuri Conker en zijn zus Makbule.
De Vrije Republikeinse Partij werd spoedig een groot succes en verkreeg een grote aanhang, maar werd al snel het oppositiecentrum tegen Atatürks hervormingen, in het bijzonder tegen de rol van religie in het publieke leven. Religieuze groeperingen infiltreerden in de partij. Toen Okyar in september 1930 de stad İzmir bezocht, ontstonden er rellen met de politie en de partijaanhang, waarbij de politie op de menigte schoot. In oktober 1930 waren er gemeenteraadsverkiezingen en de SCF slaagde erin 30 van de 502 gemeenteraden te winnen. Hoewel het een klein aantal zetels betrof, alarmeerde dit de regeringspartij CHP, die verbaasd en geschrokken reageerde op de verkiezingswinst van de SCF. In een parlementair debat beschuldigde Okyar de CHP van grootschalige verkiezingsfraude. Atatürk deelde Okyar daarna vertrouwelijk mee, dat hij in deze omstandigheden niet langer onpartijdig kon blijven en dwong Okyar zijn partij de SCF te ontbinden. Dit gebeurde op 16 november 1930. Okyar beschuldigde toen Atatürk ervan zich niet aan zijn belofte te hebben gehouden. De vriendschap tussen Okyar en Atatürk leed hier ernstig onder.
Een maand later op 23 december 1930 vond er een incident plaats in het district Menemen van Izmir. Een groep jonge derwisjen, aangevoerd door een zekere Mehmet, riep op tot de herinvoering van de sharia en het kalifaat. Er ontstonden rellen tussen hen de gendarmerie, waarbij Mehmet en het hoofd van de gendarmerie Mustafa Fehmi Kubilay werden vermoord. Hierna werden 2000 arrestaties verricht, die veel voormalige SCF-leden betroffen, waarna 28 mensen werden terechtgesteld. Het incident in Menemen werd door de CHP beschouwd als serieuze bedreiging voor de seculiere hervormingen.

### Nasleep
De gewelddadige gebeurtenissen kwamen op Atatürk over als een ontnuchterende ervaring. Atatürk was dan wel voorstander van een meerpartijendemocratie, maar wilde niet dat de aanhangers van de shariawetten via de democratie aan de macht kwamen. Atatürk achtte het experiment met de meerpartijendemocratie daarom mislukt. Hij vond dat de tijd nog niet rijp was voor de invoering van een volwaardige democratie en stelde deze uit voor een latere periode. Om meer grip te krijgen over de situatie werden vanaf 1931 alle oppositiepartijen verboden. Vanaf 1931 was Turkije dan officieel een eenpartijstaat, wat in feite neerkwam op een dictatuur. Volgens Atatürk waren deze maatregelen nodig, wegens de politieke instabiliteit en de armoede in het land. De meerpartijendemocratie zou pas na Atatürks dood definitief ingevoerd worden. Atatürks opvolger İsmet İnönü zou deze in 1945 invoeren.

## Buitenlands beleid

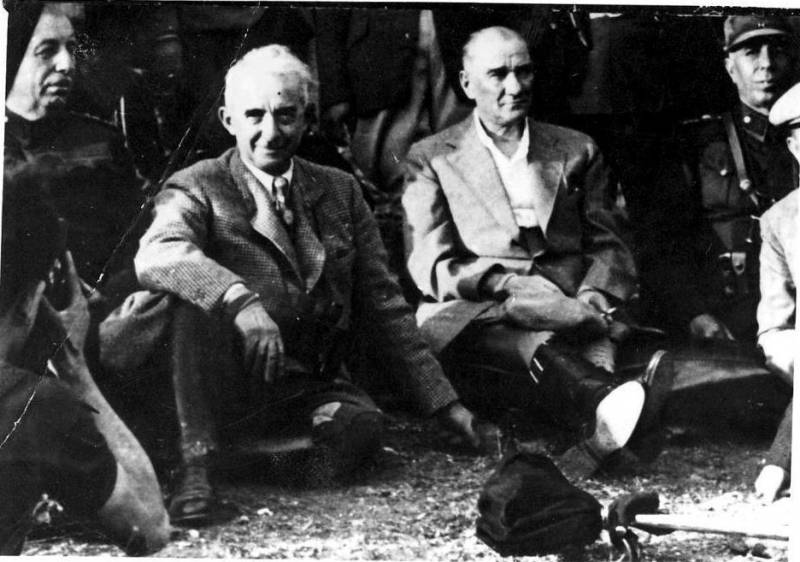
İnönü en Atatürk wonen in Oost-Thracië de Turkse militaire oefeningen bij, 1937

Atatürks buitenlands beleid kan het best worden beschreven met een uitspraak die hij in 1931 deed: "Vrede in het land, vrede in de wereld" ("Yurtta sulh, cihanda sulh"). Dit werd een veelgeprezen motto van hem. Deelname aan oorlogen hadden het land alleen maar ellende gebracht en Atatürk vond dat tenzij het leven van een natie gevaar loopt, deelname aan een oorlog moord is. Atatürk wilde rust en vrede om zich te kunnen concentreren op de opbouw en modernisatie van zijn door lange oorlogsjaren geteisterde land. Daarom ging hij geen militaire operaties aan in het buitenland. Buitenlandse issues zouden worden opgelost door vreedzame diplomatieke methoden. Nauwlettend hield Atatürk de internationale ontwikkelingen in de wereld in de gaten om eventuele conflictsituaties vooraf te herkennen en te vermijden.
Ditzelfde vreedzame maar ook voorzichtige buitenlandse beleid zou worden voortgezet door zijn opvolger İsmet İnönü en dit zou leiden tot het niet deelnemen van Turkije aan de Tweede Wereldoorlog. Desondanks breidde het Turkse leger zich wel voor op een eventuele militaire confrontatie door militaire oefeningen te houden al tijdens Atatürks presidentschap. Opvallend is dat Atatürk bij het onderhouden van buitenlandse relaties nooit zelf naar het buitenland afreisde. Hij ontving zijn buitenlandse gasten of in eigen land, of zijn premier (meestal İnönü) ging voor hem naar het buitenland. Een mogelijke verklaring hiervoor kan zijn, dat Atatürk bang was voor een staatsgreep door zijn politieke tegenstanders, wanneer hij in het buitenland zou zijn. Zijn hervormingen riepen bij sommigen immers veel verzet op.

### Griekenland

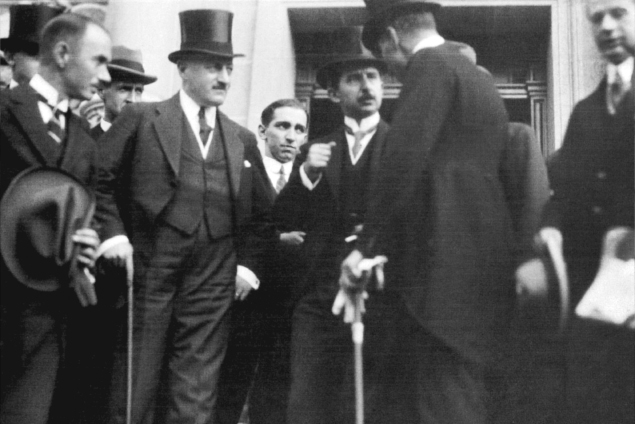
De Turkse delegatie na het ondertekenen van het Verdrag van Lausanne, 1923

Met het vredesverdrag van Lausanne werd tussen Griekenland en Turkije vrede gesloten. Apart van dit vredesverdrag van Lausanne werd er tussen Atatürk en de Griekse premier Eleftherios Venizelos een bilaterale afspraak gemaakt, dat er een bevolkingsuitwisseling tussen Turkije en Griekenland zou plaatsvinden. Beide regeringleiders achtten, dat het samenleven van Grieken en Turken niet meer mogelijk was, gezien de gewelddadigheden tijdens de voorbije oorlogen tussen beide volkeren. Van de bevolkingsuitwisseling werden uitgezonderd de in Istanbul wonende Grieken en de in het Griekse deel van Thracië wonende Turken. Deze overeenkomst trad op 1 mei 1923 in werking. In totaal werden zo'n twee miljoen mensen gedwongen te verhuizen, ongeveer 1,5 miljoen Grieken en 0,5 miljoen Turken. Beide landen kregen toen in korte tijd te maken met een grote instroom van immigranten, waarvan de opvang niet altijd even gemakkelijk was. Immigranten aan beide zijden waren hier zeer ontevreden over.
Desondanks waren zowel Atatürk als Venizelos vastbesloten om de Grieks-Turkse relaties te verbeteren. In de jaren daarna werkten ze samen aan de verdere normalisatie van de relaties tussen hun landen. Op 1 maart 1930 bracht Eleftherios Venizelos een bezoek aan Ankara, waar hij verwelkomd werd door Atatürk. Het bezoek markeerde het aangaan van directe diplomatieke betrekkingen tussen Griekenland en Turkije en het respecteren van elkaars territoriale integriteit. Na het bezoek ondertekenden Griekenland en Turkije verschillende bilaterale overeenkomsten op het gebied van handel, culturele uitwisseling, toerisme en economische samenwerking. Op 30 oktober 1930 werd het het vriendschapsverdrag tussen Griekenland en Turkije ondertekend. Echter, na de dood van Atatürk zouden Grieks-Turkse relaties niet altijd even goed zijn. In latere jaren zouden politieke onenigheden ontstaan over de Cyprus-kwestie en de precieze territoriale afbakening van de Egeïsche Zee.

### Mosoel kwestie

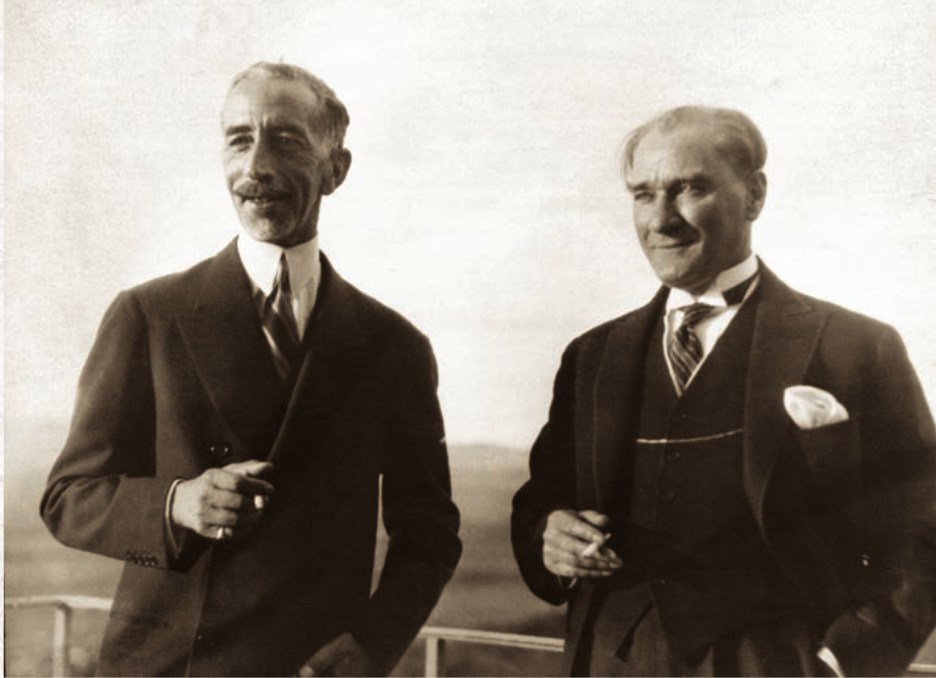
Bezoek van koning Faisal I van Koninkrijk Irak, 6 juli 1931

Na het vredesverdrag van Lausanne ontstond er een territoriaal geschil tussen Turkije en het Verenigd Koninkrijk over de Mosoel-regio. Volgens Turkije had het Verenigd Koninkrijk dit gebied op een illegale wijze verkregen, omdat het Verenigd Koninkrijk eerst een officiële wapenstilstand met het Ottomaanse rijk sloot en dan drie dagen later met zijn leger het gebied binnentrok en veroverde. Mosoel was erg gewild door beide landen, omdat het vermoeden bestond, dat er aardolie in de bodem zat. Het Verenigd Koninkrijk probeerde van alles om zijn belang in de regio te behouden. Zo trachtte Lord Curzon, de minister van Buitenlandse Zaken van het Verenigd Koninkrijk, Turkije voor te houden, dat het voorkomen van aardolie in Mosoel niet meer dan hypothetisch was.
Op 6 augustus 1924 werd het conflict werd voorgelegd aan de Volkenbond. Op 16 december 1925 kwam de Volkenbond tot het besluit het gebied toe te wijzen aan het Brits mandaatgebied Irak. Atatürk overtuigde het Turks parlement ervan, dat het accepteren van het besluit van de Volkenbond niet betekende dat Turkije Mosul moest opgeven, maar eerder kon wachten op een betere tijd waarin Turkije sterker zou zijn. Op 5 juni 1926 ondertekende Atatürk samen met het Verenigd Koninkrijk en Irak het verdrag van Ankara, waarbij Turkije formeel afstand deed van Mosoel. In ruil daarvoor zou Turkije voor de volgende 25 jaar 10 procent van de olie-inkomsten uit Mosoel ontvangen. Na vier jaar werd deze claim opgegeven in ruil voor een eenmalige financiële compensatie van 700.000 Britse ponden door het Verenigd Koninkrijk.
Na de ondertekening van het verdrag begonnen de betrekkingen tussen Turkije en Irak geleidelijk te verbeteren, die na de Arabische opstand verslechterd was. Irak was destijds een mandaatgebied van het Verenigd Koninkrijk, genaamd Brits Mandaat Mesopotamië. In een poging de betrekkingen te normaliseren brachten Koning Faisal I en zijn ministers in juli 1931 een staatsbezoek aan Turkije onder het toeziend oog van de Britse ambassadeur in Ankara.. Begin 1932 werden er Turks-Iraakse verdragen van residentie, handel en uitlevering ondertekend. In hetzelfde jaar werd Irak onafhankelijk van het Verenigd Koninkrijk, maar de Britten behielden de controle over de olievelden van de Mosoel-regio.

### Balkan-pact

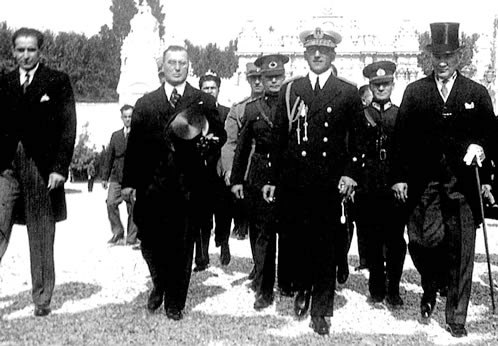
Bezoek van koning Alexander I van Joegoslavië, 4 oktober 1933, Dolmabahçepaleis, Istanbul

Tijdens de Ottomaanse overheersing had het Balkangebied het economisch hart van het Ottomaanse rijk gevormd. Atatürk was bekend met dit gegeven en probeerde dit ten gunste van Turkije te benutten. Om de Turkse economie te verbeteren deed Atatürk in de tweede helft van de jaren '20 een oproep aan de Balkanlanden voor economische samenwerking met Turkije. De Balkanlanden hadden echter toen geen interesse om samen te werken met hun voormalige vijand.
Het aan de macht komen van de fascisten in Italië onder leiding van Benito Mussolini verontrustte Atatürk, met name de expansionistische ambities van Mussolini richting de Balkan, de Middellandse Zee en Turkije. Italië was na de Italiaans-Turkse Oorlog niet alleen in het bezit gekomen van Libië maar ook van de Dodekanesos eilanden, gelegen vlak voor de zuidwestkust van Turkije. Mussolini liet geregeld aan de Turkse regering horen dat Italië nog steeds de zuidwestkust van Turkije wilde, zoals overeengekomen was in het verdrag van Sèvres. Turkije had dit verdrag echter nooit geratificeerd. Toen Mussolini eind 1933 ook de Turkse havenstad Antalya voor zich begon op te eisen, deed Atatürk als reactie daarop wederom een voorstel aan de Balkanlanden om tot een samenwerkingsovereenkomst te komen. Ditmaal toonden de Balkanlanden wel interesse, omdat zij geen andere keus hadden, want ook zij voelden de dreiging van Italië alsook van Duitsland, waar Adolf Hitler in 1933 aan de macht was gekomen. Na diplomatiek overleg werd op 9 februari 1934 het Balkan-pact gesloten, ondertekend door Griekenland, Joegoslavië, Roemenië en Turkije. In het Balkan-pact werd afgesproken de geopolitieke status quo in de Balkan te handhaven en af te zien van territoriale claims tussen de Balkanlanden, om zodoende zorg te dragen voor de vrede en stabiliteit in de regio.
Atatürks inspanningen om de vrede te bewaren in de Balkan maakten dusdanig veel indruk op Eleftherios Venizelos (inmiddels ex-premier van Griekenland), dat hij in 1934 Atatürk nomineerde voor de Nobelprijs voor de Vrede. Ter voorbereiding van een eventuele confrontatie met de asmogendheden hield het Turkse leger op 17-20 augustus 1937 militaire oefeningen in Oost-Thracië, waar buitenlandse waarnemers bij waren uitgenodigd uit onder meer de landen van het Balkan-pact. Na Atatürks dood hield het Balkan-pact echter niet lang stand. Toen de asmogendheden in 1941 Joegoslavië binnenvielen, kwam geen van de landen van het Balkan-pact Joegoslavië te hulp. Dit betekende automatisch het einde van het pact.

### Sovjet-Unie

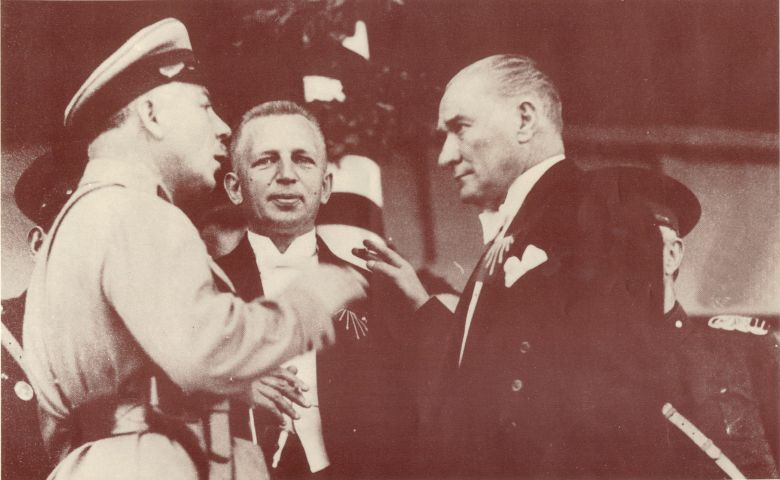
Bezoek van de Russische militaire leider Kliment Vorosjilov en Andrej Boebnov aan Ankara op 29 oktober 1933 tijdens het Turkse Feest van de Republiek

De relaties tussen Turkije en de pas opgerichte Sovjet-Unie waren tijdens Atatürks presidentschap goed te noemen. Daar hadden de communisten de macht overgenomen van de Russische tsaar, wat leidde tot de terugtrekking van Rusland uit de Eerste Wereldoorlog. Deze machtsovername bracht een totale omkeer teweeg in de Turks-Russische relaties. Tijdens de Turkse Onafhankelijkheidsoorlog besloten Russische communisten Atatürk met wapens en goud te ondersteunen. Nog voor Turkije en de Sovjet-Unie als staten waren gevestigd, was er al een vriendschapsverdrag gesloten tussen de Russische communisten en de Turkse nationalisten, dat op 16 maart 1921 ondertekend werd door Vladimir Lenin en Atatürk. De betrekkingen tussen de twee landen waren vriendschappelijk, maar waren vooral gebaseerd op het feit dat ze gemeenschappelijke vijanden hadden: Groot-Brittannië en Frankrijk. Bovendien zag de Sovjet-Unie Turkije onder Atatürk als een potentieel land dat over zou kunnen gaan op het communisme. Atatürk speelde daar wel op in om de Sovjet-Unie gunstig te stemmen. Zo richtte hij in 1920 de communistische partij Türkiye Komünist Fırkası (TKF) op, die maar heel kort bestond en slechts diende als marionettenpartij. In werkelijkheid was Atatürk echter niet van plan om het communisme in te voeren in Turkije.
Vanwege de officieel goede relaties nam Turkije in 1929 de verbannen Sovjet-politicus Leon Trotski over van de Sovjet-Unie. Turkije plaatste hem op het eiland Büyükada in de zee van Marmara, waar hij van april 1929 tot juli 1933 verbleef. Toen Jozef Stalin de macht overnam in de Sovjet-Unie, probeerde Turkije de goede relaties met de Sovjet-Unie voort te zetten. De relaties tussen beide landen zouden echter verzuren vanwege het verdrag van Montreux in 1936.

### Verdrag van Montreux

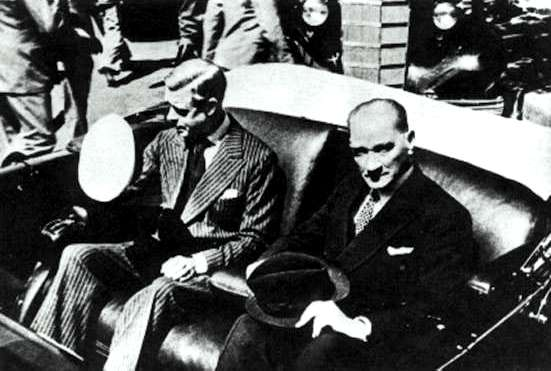
Bezoek van de Britse koning Edward VIII, 4 september 1936, Istanbul

De relaties met het Verenigd Koninkrijk en Frankrijk waren sinds de stichting van de Turkse republiek slecht, omdat die landen in de Turkse Onafhankelijkheidsoorlog de vijand waren geweest. Vanaf de tweede helft van de jaren '30 begon de relatie met deze landen echter zienderogen te verbeteren. De reden hiervoor was de opkomst van nazi-Duitsland en het fascistische Italië. Dit dreef ongewild Turkije, het Verenigd Koninkrijk en Frankrijk naar elkaar, tot ongenoegen van de Sovjet-Unie. Sinds het vredesverdrag van Sèvres van 1921 waren de geostrategisch belangrijke zeestraten Bosporus en Dardanellen aan beide oevers gedemilitariseerd en tot internationaal territorium verklaard. De situatie daar was na het verdrag van Lausanne van 1923 niet veel anders. De zeestraten stonden onder toezicht van een internationale commissie, waarin alle grote mogendheden waren vertegenwoordigd, evenals Griekenland en de landen van de Zwarte Zee, maar niet Turkije zelf. Turkije kreeg pas een vertegenwoordiger in de commissie toen het in 1932 tot de Volkenbond werd toegelaten. In april 1936 vroeg de Turkse regering om teruggave van de zeestraten. Gezien de oplopende spanningen met Duitsland en Italië werd dit verzoek toegewezen door het Verenigd Koninkrijk en Frankrijk, om zo te bewerkstelligen dat Turkije niet voor de kant van Duitsland zou kiezen. In het daarop gesloten verdrag van Montreux van 20 juli 1936 werd bepaald dat Turkije de soevereiniteit over het gebied terugkreeg in ruil voor een gegarandeerde vrije doorvaart. Als gevolg van de verbeterde relaties bracht koning Edward VIII van het Verenigd Koninkrijk in september 1936 een bezoek aan Turkije.
Sovjetleider Jozef Stalin was echter niet tevreden met de overeenkomsten die waren gesloten met het verdrag van Montreux. De zeeweg tussen de Bosporus en de Dardanellen was de enige ijsvrije toegangsweg voor Russische schepen tot de Middellandse Zee. Stalin klaagde hoe een kleinere staat als Turkije, gesteund door het Verenigd Koninkrijk, een grotere staat als de Sovjet-Unie bij de keel kon houden en hem geen uitweg kon geven. Op den duur begonnen de relaties van de Sovjet-Unie met Turkije dan ook te verslechteren.

### Afghanistan

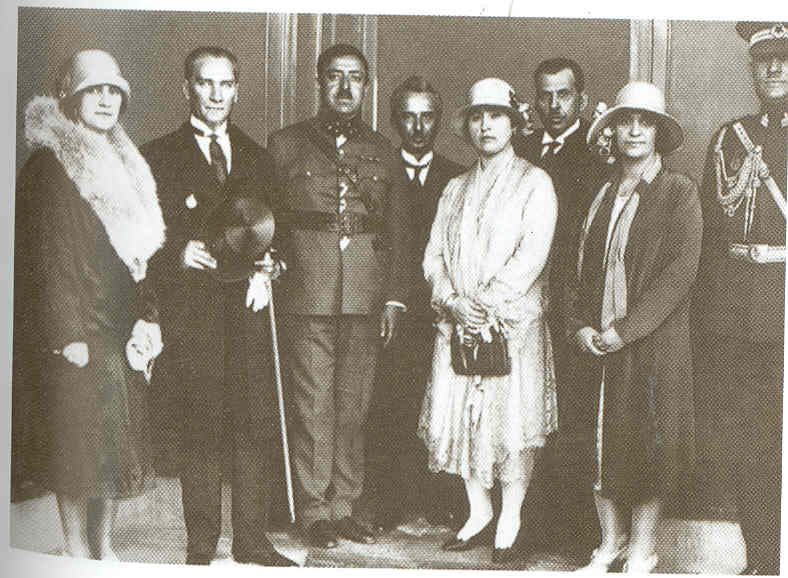
Bezoek van Amanoellah Khan op 21 mei 1928, Ankara. Van links naar rechts: Soraya Tarzi, Atatürk, Amanoellah Khan, İsmet İnönü

Afghanistan, dat in 1919 onafhankelijk werd onder leiding van Amanoellah Khan, had tijdens de Turkse Onafhankelijkheidsoorlog financiële en militaire hulp verleend aan Turkije. Daarom ging Turkije na de oorlog vriendschappelijke betrekkingen aan met Afghanistan. Op 1 maart 1921 hielden Turkse en Afghaanse delegaties besprekingen in Moskou, waarna een alliantie-overeenkomst werd ondertekend tussen beide landen.
In mei 1928 brachten Amanoellah Khan en zijn vrouw Soraya Tarzi een bezoek aan Turkije als onderdeel van hun Europese tour. Dit was ook het eerste bezoek van een buitenlands staatshoofd aan de Turkse republiek sinds zijn oprichting. Amanoellah Khan had, net als Atatürk, verregaande moderniseringshervormingen doorgevoerd op het gebied van onderwijs en vrouwenrechten in Afghanistan, waarin zijn vrouw ook een actieve rol in speelde. Atatürk gaf Amanoellah Khan het advies om een sterk leger op te bouwen, omdat hij wellicht met tegenstand van conservatieve moslims zou te maken kon krijgen. Amanoellah Khan vond dat echter niet nodig en zei dat het volk van hem hield. Kort na zijn terugkeer in Afghanistan zou Amanoellah Khan afgezet worden door conservatieve moslims, die zijn hervormingen helemaal zouden terugdraaien. Na zijn afzetting zou Amanoellah Khan Turkije nog een keer bezoeken in 1933 en in 1938 tijdens de begrafenis van Atatürk.

### Iran

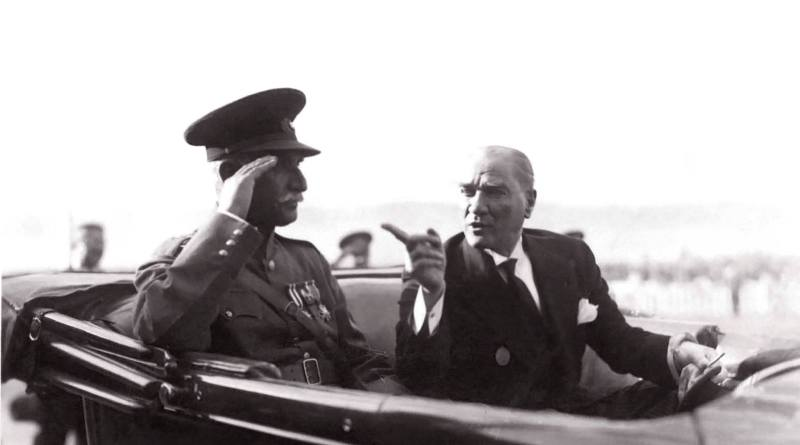
Bezoek van Reza Sjah in juni 1934

Een ander land waarmee Turkije betrekkingen aanging was Iran. Op 22 april 1926 werd in de Iraanse hoofdstad Teheran het eerste vriendschapsverdrag tussen Iran en Turkije ondertekend. Deze overeenkomst omvatte ook mogelijke gezamenlijke actie tegen groepen die zouden proberen de vrede en veiligheid te verstoren of die zouden proberen de regering van een van beide landen omver te werpen. De basisprincipes waren onder meer vriendschap, neutraliteit en non-agressie jegens elkaar. Dit beleid was indirect gericht op de interne problemen die beide landen hadden met opstanden van hun Koerdische minderheden (zie ook: #Koerdische opstanden). Op 23 januari 1932 werd in Teheran het eerste definitieve grensverdrag tussen Turkije en Iran overeengekomen.
In Iran was sjah Reza Pahlavi in 1921 aan de macht gekomen, die net als Atatürk ernaar streefde zijn land te moderniseren en seculier te maken. Op uitnodiging van Atatürk kwam de sjah in juni 1934 naar Turkije voor een officieel staatsbezoek. Tijdens hun ontmoeting sprak de sjah in het Azerbeidzjaans en Atatürk in het Turks, waardoor ze elkaar verstaanbaar konden maken. Atatürk maakte met sjah Reza een reis van Ankara naar İzmir en vandaar via Balıkesir naar Çanakkale en dan weer terug naar Ankara. In feite was de sjah van plan om van Iran een republiek te maken, net als Atatürk gedaan had in Turkije, maar hij gaf zijn idee op toen hij werd geconfronteerd met tegenstand van de Britten en de islamitische geestelijkheid in zijn land. Reza's erfenis van modernisering zou zich in Iran echter niet voortzetten. In 1979 zou de macht in Iran worden overgenomen door islamitische fundamentalisten, die de hervormingen teniet zouden doen.

### Sadabad-pact
Op 8 juli 1937 werd het Sadabad-pact gesloten tussen Turkije, Irak, Iran en Afghanistan. Dit was een niet-aanvalsverdrag en was een soortgelijk pact als het Balkan-pact met de Balkanlanden. Behalve de Balkanlanden had Mussolini namelijk ook expansionistische ambities in de richting van het Midden-Oosten, waardoor landen in het Midden-Oosten zich bedreigd voelden. De onmiddellijke uitkomst van het verdrag was dat het Mussolini ervan weerhield zich met het Midden-Oosten te bemoeien.

### Hatay kwestie
Syrië was sinds de afsplitsing van het Ottomaanse rijk na de Eerste Wereldoorlog een mandaatgebied van Frankrijk geworden, bekend als Frans Mandaat Syrië. Omdat er veel Turken in een deelgebied van Syrië, genaamd sandjak Alexandretta, woonden, hadden de Turken daar een speciale status gekregen om hen tegemoet te komen. Toen de nieuw gekozen leiding van sandjak Alexandretta in 1936 naar een onafhankelijk Syrië begon te streven met aansluiting van sandjak Alexandretta, leidde dit tot protest van de daar wonende Turken, waarbij rellen uitbraken tussen de Turkse en de Arabische bevolking.
Atatürk was op de hoogte van de ontwikkelingen in Hatay en beschouwde Hatay als zijn persoonlijke zaak ("Hatay benim şahsi meselemdir"). Hij legde dit conflict voor aan de Volkenbond met het verzoek dit gebied toe te voegen bij Turkije, wegens de grote Turkse bevolking in het gebied. Namens de Volkenbond stelden de vertegenwoordigers van Frankrijk, het Verenigd Koninkrijk, Nederland, België en Turkije een grondwet voor sandjak Alexandretta op, die het als een autonome sandjak binnen Syrië vestigde. Ondanks enig etnisch geweld werden er op 2 september 1938 verkiezingen gehouden door de plaatselijke wetgevende vergadering en werd de republiek Hatay uitgeroepen, die zich een jaar later bij Turkije aansloot. De regering van Syrië heeft de grondtoewijzing van Hatay naar Turkije echter nooit geaccepteerd.

## Kritiek

### Britten

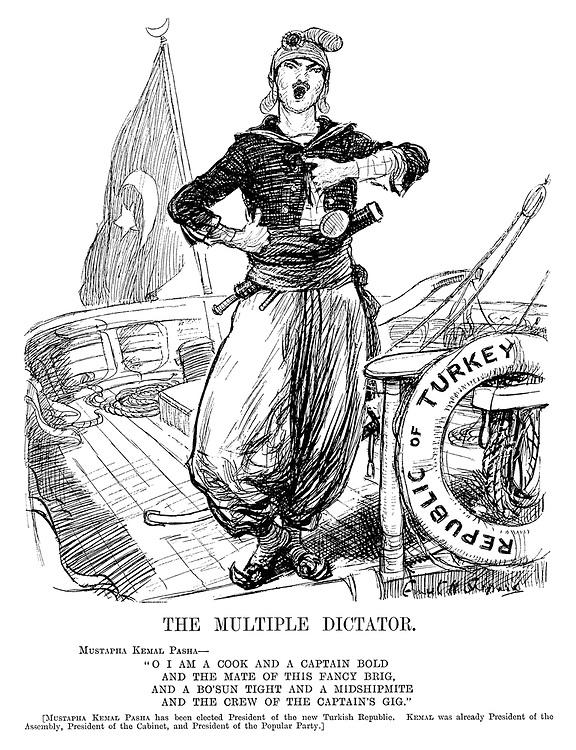
Een Britse cartoon van 1923 die de heerschappij van Atatürk in Turkije hekelde

Als leider van de nationale beweging 1919-1923 werd Atatürk door de geallieerden beschreven als "overvaller". De Britse eerste minister Lord Balfour (1848 - 1930) noemde hem in dit verband de "verschrikkelijkste van alle verschrikkelijke Turken" (most terrible of all the terrible Turks). De Britse officier Harold Courtenay Armstrong (1892-1943), die tijdens de geallieerde bezetting van Istanbul als militair attaché-assistent had gediend, publiceerde in 1932 een uiterst kritisch boek over Atatürk met de titel Grey Wolf: Mustafa Kemal – An Intimate Study of a Dictator. De nationaal bekende Istanbulse journalist Ali Kemal (1869 - 1922) had ook veel kritiek op hem. Ali Kemal diende ook als minister van Binnenlandse Zaken in de regering van Damat Ferit Pasja tijdens de geallieerde bezetting van Istanbul. Voor zijn te grote Britsgezindheid zou Ali Kemal uiteindelijk vermoord worden door leden van de nationale beweging van Atatürk tijdens de inname van Istanbul.

### Islamisten
Dat Atatürk Turkije veranderde in een seculiere staat leidde behalve tot instemming ook tot kritische geluiden. Zo was de conservatieve islamitische geestelijkheid het helemaal niet eens met de afschaffing van het kalifaat en de scheiding tussen religie en staat. Ook een aantal leden van het TBMM (Turks parlement) waren het hiermee niet eens. Atatürks 'wereldse', op het Westen stoelende, leefwijze oogstte eveneens kritiek. Hij was een liefhebber van wijn, raki en andere alcoholische dranken, hetgeen volgens velen niet in overeenstemming met de islam was. In een poging om hem in diskrediet te brengen, beweerden sommige islamisten dat hij in werkelijkheid een Dönme was, die als geheim agenda had de islam in Turkije proberen te vernietigen. Deze tweedeling tussen de seculieren en de islamisten, die in feite al in de Jong-Turkse periode ontstond, zou later voor spanningen blijven zorgen in de Turkse politiek. Dit zou de oorzaak zijn van een jarenlange identiteitscrisis in Turkije.

### Etnische minderheden
Hij wordt ook bekritiseerd vanwege zijn autoritarisme. Ook het uitgesproken Turks-nationalisme dat hij – evenals de nationaal-liberale Jonge Turken – voorstond en waarvan niet-Turkse bevolkingsgroepen in Klein-Azië en Anatolië zoals Grieken, Koerden, Assyriërs, Arameeërs en Armeniërs het slachtoffer werden, werd hem niet door iedereen in dank afgenomen. Vele minderheden zijn als gevolg van zijn nationalistische ideologie onderdrukt. Dit Turks nationalisme en het streven naar een homogene culturele staat Turkije – zoals door Atatürk voorgestaan – zou ook na zijn regering slepende conflicten veroorzaken. De Koerden moesten assimileren; ze werden "bergturken" genoemd; aan hen werd verboden het Koerdisch te spreken; en ze mochten zichzelf niet Koerdisch noemen. In het Verdrag van Lausanne werden de Armeniërs, Grieken, Joden en later ook Bulgaren erkend als etnische minderheden in Turkije, echter zowel de Arameeërs als de Koerden werden niet erkend en niet beschouwd als Turken. De niet-erkende minderheden moesten op bevel van Atatürk verplicht een Turkse achternaam aannemen.
Van Armeense zijde wordt Atatürk beschuldigd de Armeense genocide te hebben voortgezet tijdens de Turkse Onafhankelijkheidsoorlog. Door Grieken wordt Atatürk beschuldigd van oorlogmisdaden bij de herovering van de stad İzmir als onderdeel van de Griekse Genocide tijdens de Turkse Onafhankelijkheidsoorlog. Feit is dat de Turkse Onafhankelijkheidsoorlog ervoor zorgde dat de pas opgerichte Armeense staat ten einde kwam en de Griekse annexatie van het westen van Turkije verhinderde, zoals oorspronkelijk gepland was volgens het verdrag van Sèvres. In latere jaren hebben hebben Armeense en Griekse diaspora steeds geprotesteerd tegen monumenten en straatnamen van Atatürk in westerse landen. Armeense en Griekse diaspora hebben ook het maken van biografische verfilmingen van Atatürk door westerse filmmakers steeds tegengehouden. In 1994 schreef de Turks-Armeense linguïst Sevan Nişanyan het boek "Yanlış Cumhuriyet" (De Verkeerde Republiek) in de Turkse taal, waarin hij kritiek uitte op Atatürk en het kemalisme. In 2016 werd een lezing over Atatürk door historicus George W. Gawrych aan een universiteit in Californië verstoord door een groep Armeense studenten.

### Koerdische opstanden
Al tijdens de nadagen van het Ottomaanse rijk ontstond er een nationalistische beweging onder een groep Koerden, die in het oosten van Turkije een eigen Koerdische staat wilden oprichten, genaamd Koerdistan. In 1879 werd de eerste Koerdische opstand georganiseerd door alevitisch Koerdisch stamhoofd Seyit Ubeydullah. Deze opstand werd onderdrukt door het Ottomaans leger. Seyit Ubeydullah werd gearresteerd door de Ottomaanse autoriteiten en daarna verbannen naar de Arabische Hidjaz.
In 1908 richtten de nazaten van Şeyh Ubeydullah de Koerdische Vereniging voor Samenwerking en Vooruitgang (Kürt Teavün ve Terakki Cemiyeti) op in Istanbul. Toen het Ottomaanse rijk eind 1918 de Eerste Wereldoorlog verloor, richten zij de Vereniging voor de Verrijzenis van Koerdistan (Kürt Teali Cemiyeti) op. Toen de Vredesconferentie van Parijs (1919) werd gehouden, waar de opdeling van het Ottomaanse rijk werd besproken door de geallieerden, stuurden de Koerdische nationalisten een delegatie onder leiding van Şerif Pasja naar de vredesconferentie om te pleiten voor een onafhankelijke Koerdische staat. Bij het uiteindelijk overeengekomen verdrag van Sèvres van 1920 werd een onafhankelijk Koerdistan in het vooruitzicht gesteld. Echter, de concrete uitwerking hiervan moest echter later gebeuren, omdat men er bij de vredesbesprekingen niet in was geslaagd om overeen te komen waar nu precies de grenzen van Koerdistan lagen. Zowel de Armeniërs als de Koerden maakten aanspraak op de regio's van Van en Bitlis.

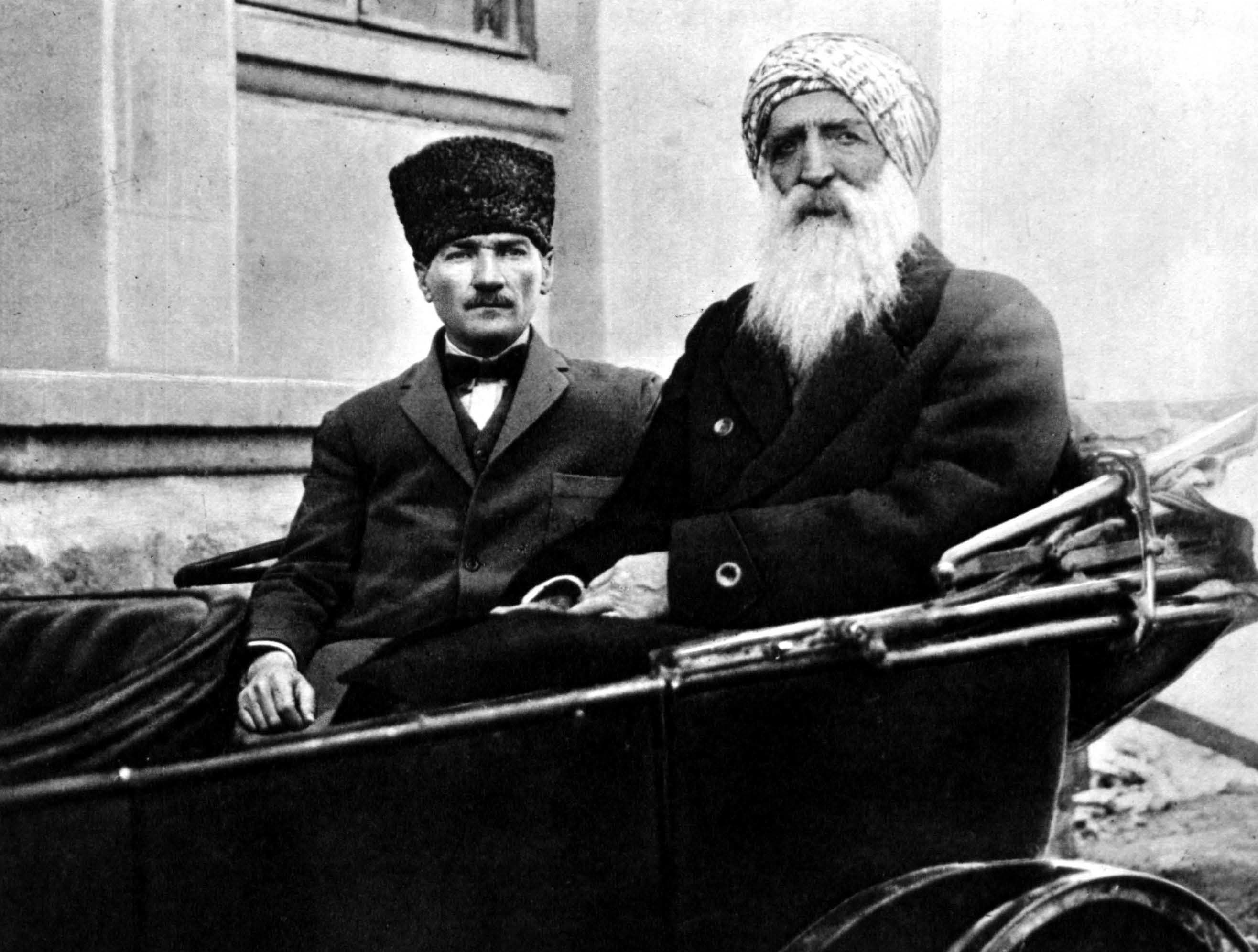
Atatürk en Diyap Ağa, een alevitisch Koerdisch stamhoofd uit Dersim, 1921

Echter, omdat Koerdische stammen (aşiret) onderling zeer verdeeld waren, ondersteunden niet alle Koerdische stammen de Kürt Teali Cemiyeti. De meerderheid van de Koerden gaf de voorkeur aan zich aan te sluiten bij de verzetsbeweging van Atatürk, die zich ook tegen het verdrag van Sèvres verzette, ondanks pogingen van Britse agenten om hen om te kopen. Er namen Koerdische vertegenwoordigers deel aan de congressen van Erzurum en Sivas van Atatürks verzetsbeweging. Er zaten zelfs Koerden in het vertegenwoordigend comité van de Turkse nationalisten. Onder hen was er ook Koerdische stamhoofd Diyap Ağa, waar Atatürk kennis mee had gemaakt tijdens zijn militaire operatie in Muş in de Eerste Wereldoorlog.
Daarentegen organiseerden de rebellerende groep Koerden de Koçgiri opstand (1921) tijdens de Turkse Onafhankelijkheidsoorlog. Deze opstand werd ook ondersteund door de Britten, die hoopten dat Atatürk hiermee uit de weg geruimd zou worden. Deze opstand werd echter gemakkelijk door het Turks leger van Atatürk onderdrukt, omdat het een kleinschalige opstand was. Na het einde van de Turkse Onafhankelijkheidsoorlog werd een nieuw vredesverdrag opgesteld ter vervanging van het vredesverdrag van Sèvres. Dit was het vredesverdrag van Lausanne, waarin met geen woord meer gesproken werd over een onafhankelijke Koerdische staat. Dit was een bittere teleurstelling voor de Koerden, die gehoopt hadden een autonoom Koerdistan te verkrijgen door de verzetsbeweging van Atatürk te steunen en zij verlieten daarop het Turkse leger.

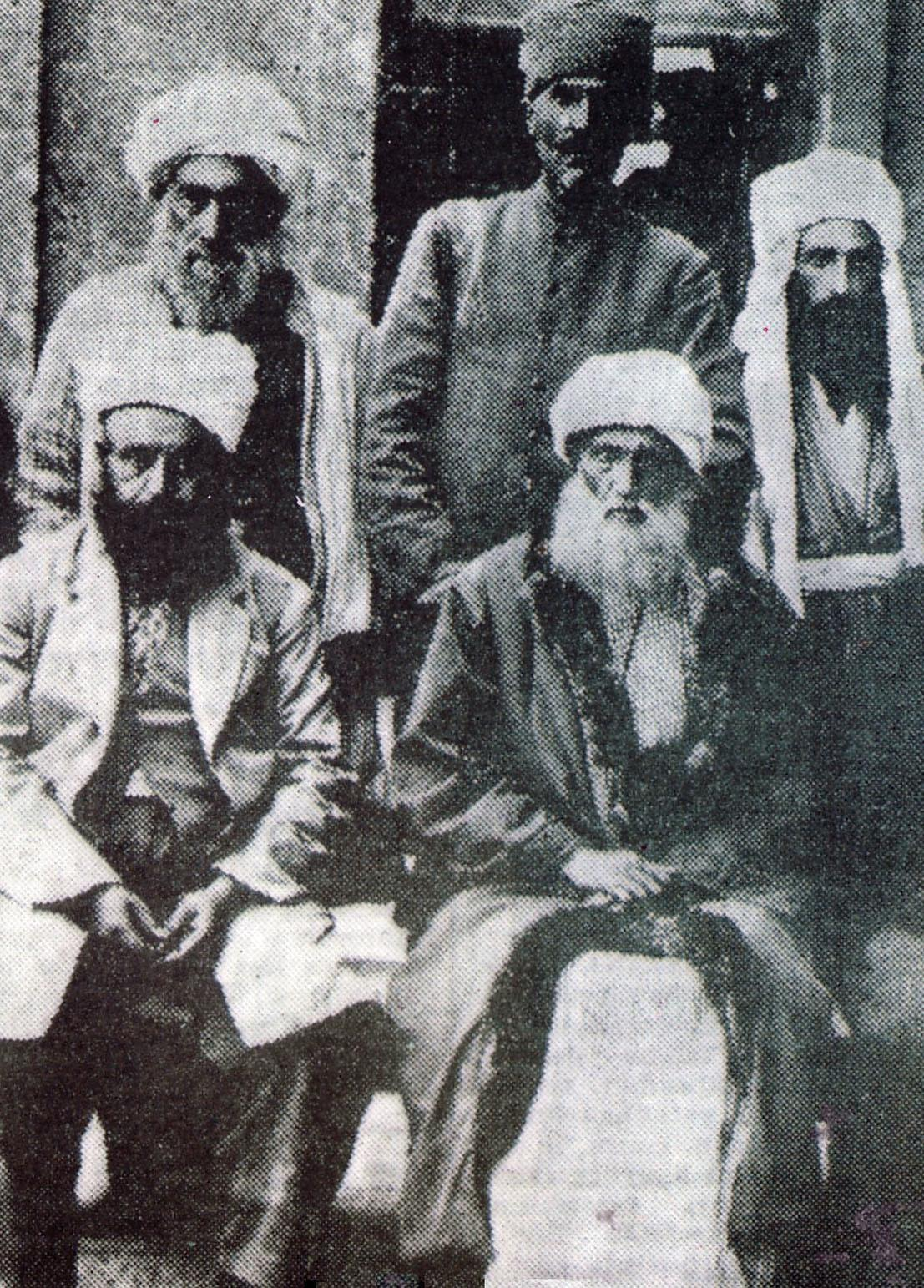
Van links naar rechts voorste rij: Sjeik Şerif, Sjeik Said. Achterste rij: Sjeik Hamid, majoor Kasım Ataç, Sjeik Abdullah. Jaar 1925

Na de oprichting van Turkije gaven de Koerdische nationalisten hun streven naar een onafhankelijke staat echter niet op. Om die reden konden ze zich niet vinden in Atatürks idee van natievorming in Turkije (zie: #Vorming natiestaat). Veel islamitisch conservatief ingestelde Koerden hadden daarnaast weinig op met Atatürks seculiere hervormingen. In de beginjaren van Turkije vonden achtereenvolgens de Beytüşşebab opstand (1924) en de Sjeik Said opstand (1925) plaats door soennitische Koerden. Deze twee opstanden waren tegelijk ook een opstand tegen de afschaffing van het kalifaat door Atatürk. Sommige alevitische Koerdische groepen deden ook mee met deze opstand, ondanks dat ze helemaal niets hadden met het soennitisch kalifaat. Koerdisch stamhoofd Sjeik Said, de organisator van deze opstand van 1925, claimde daarbij ook, dat Atatürk hem land beloofd had als verdienste van zijn deelname aan de Turkse Onafhankelijkheidsoorlog, maar deze belofte echter niet nagekomen was. Beide opstanden werden onderdrukt en mislukten. Sjeik Said werd door de Turkse autoriteiten opgepakt en opgehangen.
In 1927 kwamen de Koerden uit de regio Ararat in opstand en riepen de kortstondige Republiek Ararat uit onder leiding van Koerdische Ihsan Nuri Pasja, een voormalig Ottomaans officier. De Koerden uit deze regio wisten tot 1930 tegenstand te bieden aan het Turkse leger, waarna ze werden overrompeld en hun opstand ten einde kwam.
In een poging om het Koerdisch nationalisme te ontmoedigen werd het bestaan van Koerden als aparte identiteit ontkent door de Turkse regering. De in de jaren dertig ontwikkelde theorie van de Turkse Historische These zou bewijzen dat Koerden gewoon Turken zouden zijn. Koerden werden door de Turkse regering daarom Bergturken (Dağlı Türkler) genoemd. Een aparte staat voor de Koerden was daarom onnodig volgens de Turkse regering.
In de jaren dertig waren de Koerden van Dersim opstandig tegenover de in hun ogen te vele controle van de Turkse regering van hun gebied. In de jaren 1937-1938 vond daar de Dersim opstand plaats, die georganiseerd werd door alevitisch Koerdisch stamhoofd Seyid Riza. Ook deze opstand werd onderdrukt door het Turkse leger. Seyid Riza en zijn gevolg werden opgehangen. Bij het militaire optreden in Dersim wordt het Turkse leger ervan beschuldigd een genocide uit te hebben gevoerd op de lokale bevolking van Dersim.
Hierna zouden Koerdische nationalisten geen noemenswaardige opstanden meer organiseren. Sommige Koerden zouden zich daarna aansluiten bij extreemlinkse Turkse bewegingen. Deze situatie zou duren tot eind jaren 70, toen in 1978 de Koerdische PKK-partij werd opgericht als een afsplitsing van de extreemlinkse Dev Sol-partij. De PKK ging onder leiding van Abdullah Öcalan opnieuw met geweld streven naar een onafhankelijke Koerdische staat.

## Overlijden en daarna

### Dood

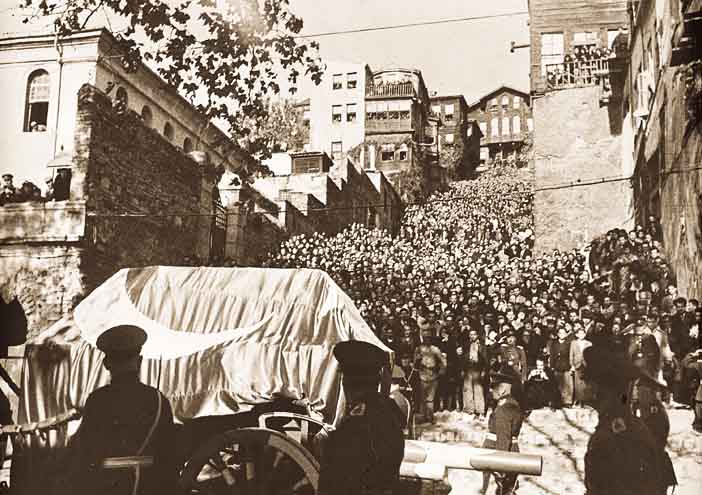
Begrafenisstoet van Atatürk, 21 november 1938, Ankara

In 1937 waren er al aanwijzingen dat de gezondheid van Atatürk verslechterde. Begin 1938 werd hij ziek tijdens zijn reis naar Yalova. Na een korte behandelingsperiode in Yalova werd een duidelijke verbetering van zijn gezondheid waargenomen, waarna hij zijn reis hervatte. Maar zijn toestand verslechterde opnieuw na zijn reis eerst naar Ankara en vervolgens naar Mersin en Adana. Bij zijn terugkeer naar Ankara in Mei werd hem aangeraden om naar Istanbul te gaan voor behandeling, waar de diagnose  levercirrose gesteld werd, die te wijten was aan zijn jarenlange alcoholgebruik. Tijdens zijn verblijf in Istanbul deed hij zijn best om zijn normale levensstijl aan te houden. Hij leidde de vergadering van de Raad van Ministers, werkte aan de Hatay-kwestie en ontving koning Carol II van Roemenië tijdens zijn bezoek in juni. Daarna bleef hij aan boord van zijn jacht, genaamd de Savarona, tot eind juli, waarna zijn gezondheid wederom verslechterde.
Atatürk werd bedlegerig, waarna een speciale kamer met bed voor hem werd gereserveerd in het Dolmabahçepaleis te Istanbul. Destijds fungeerde het Dolmabahçepaleis van de vroegere Ottomaanse sultan als zijn officiële residentie wanneer hij in Istanbul verbleef. Op 15 september 1938 liet hij zijn testament vaststellen. Hij liet al zijn persoonlijke bezittingen na aan zijn Republikeinse Volkspartij (CHP) onder de voorwaarde, dat zijn zuster Makbule, zijn geadopteerde kinderen en de kinderen van İsmet İnönü financieel ondersteund werden. Ook wilde hij dat er financiële steun zou komen voor de Turkse Taalvereniging en de Turkse Historische Vereniging. Vanaf 16 oktober geraakte hij vijf dagen lang in een coma, waarna hij weer ontwaakte. Zijn doktoren suggereerden toen, dat het eten van artisjok (enginar) hem goed zou doen. Deze groente werd toen besteld, maar bereikte hem te laat. Hij stierf op 10 november 1938 op 57-jarige leeftijd. De klok in de kamer waar Atatürk stierf, werd stilgezet op 9:05 uur, de tijd van zijn overlijden. De volgende dag al koos het Turkse parlement oud-premier İsmet İnönü als president.
Na de dood van Atatürk was het land in diepe rouw gedompeld. Veel mensen uitten zichtbaar hun verdriet, want boven alles hield het volk echt van Atatürk. Zijn lichaam werd in een met vlag bedekte kist op een door paarden getrokken koets in een massale rouwstoet van Istanbul naar Ankara vervoerd en daar te ruste gelegd in het Etnografisch Museum in een marmeren kist. Maar liefst 17 landen stuurden speciale vertegenwoordigers om de begrafenisceremonie bij te wonen, waarvan 9 landen ook gewapende detachementen hadden gestuurd om mee te lopen met de begrafenisstoet, waaronder het Verenigd Koninkrijk, Iran en Joegoslavië. Het graf in het Etnografisch Museum was slechts tijdelijk bedoeld als rustplaats voor Atatürk. Turkse ambtenaren planden een monumentaal mausoleum voor Atatürk op de hoogste heuvel van Ankara, Rasattepe zoals die destijds heette (later veranderd in Anıttepe), toen aan de rand van stad gelegen (nu in het midden van de stad). Dit mausoleum werd in vijftien jaar voltooid en kreeg de naam Anıtkabir. In 1953 werd het lichaam van Atatürk naar het mausoleum verplaatst en daar herbegraven.

### Nagedachtenis en erfenis

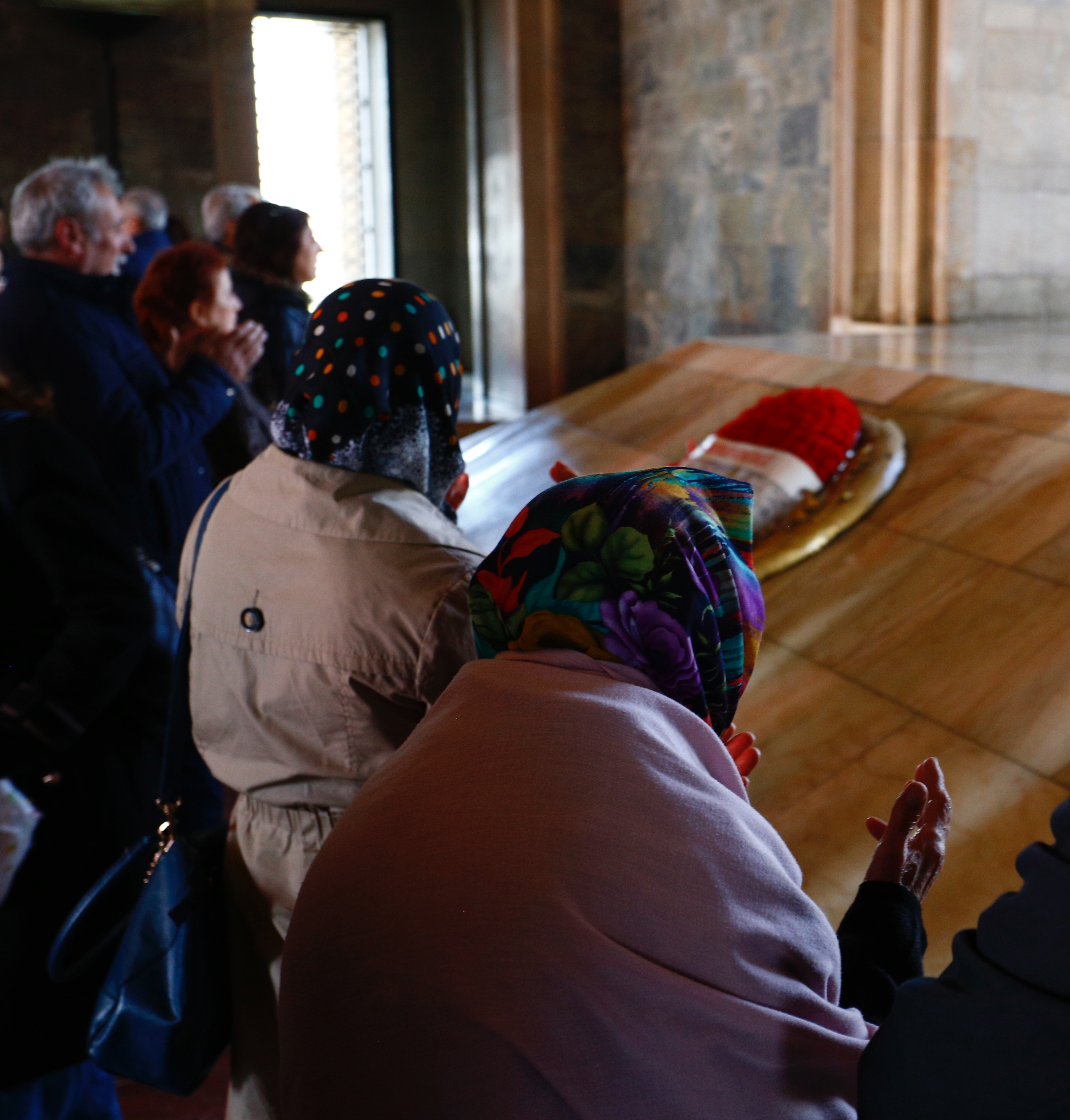
Bezoekers van het Anıtkabir-mausoleum bidden voor de tombe van Atatürk, Ankara, 30 januari 2017

Met de overwinning van de Turkse Onafhankelijkheidsoorlog en de daaropvolgende oprichting van de nieuwe onafhankelijke republiek Turkije wist Atatürk de trots van het Turkse volk te herwinnen. Mede doordat Atatürk daarna eenheid en nationalisme predikte in de nieuwe republiek, leidde dat ertoe, dat zich onder het Turkse volk een sterk nationalistische identiteit ontwikkelde. In de vijftien jaar dat Atatürk aan de macht was, wist hij in een rap tempo Turkije te moderniseren en een enorme invloed uit te oefenen op het politieke, sociale en economische leven in Turkije, een invloed die nog decennialang voort zou duren. Zijn pogingen tot modernisatie bereikten echter veelal de bovenlaag van de samenleving, met name in de grote steden. Op het platteland waren zijn sociale hervormingen minder zichtbaar, waar de conservatieve en religieuze opvattingen nog lange tijd de boventoon zouden voeren. Op het platteland zag men Atatürk voornamelijk als redder van de natie.
Toch kan men stellen, dat door Atatürk een goede eerste stap werd gezet die tot doel had om van Turkije een modern land te maken. Hoewel Atatürk veelal geregeerd had als dictator, zou Turkije door zijn beleid zich later ontwikkelen naar een democratie. Uit de geschiedenis van Turkije na Atatürk is wel gebleken, dat dit een politiek proces was van vallen en opstaan. Er kan nauwelijks twijfel over bestaan, dat Atatürk de juiste man op de juiste plaats was tijdens de grootste crisis in de geschiedenis van zijn land en dat hij meer dan wie dan ook heeft bijgedragen aan het voortbestaan van de Turkse republiek.
Zijn voormalige vijanden de Britse premier Winston Churchill en de Griekse premier Eleftherios Venizelos spraken later hun bewondering uit voor Atatürk. Venizelos nomineerde Ataturk zelfs tot de Nobelprijs voor de Vrede, voor zijn vredesinspanningen tussen Turkije en de Balkanlanden (zie: #Balkan-pact). Ook president Franklin Delano Roosevelt van de Verenigde Staten was diep onder de indruk van Atatürk, met name hoe Atatürk in een relatief korte tijd zijn land wist om te vormen naar een seculaire industriestaat. De Amerikaanse president was van plan om Atatürk in Turkije te bezoeken, maar dit ging niet door vanwege Atatürks verslechterende gezondheid en overlijden daarna. President John F. Kennedy bracht in 1963 hulde aan Atatürk op de 25e verjaardag van zijn overlijden.
Ook Adolf Hitler was nagenoeg een bewonderaar van Atatürk. Hij zei over hem dat "Mussolini zijn eerste leerling is en ik zijn tweede leerling". Bij een andere gelegenheid definieerde de Duitse kanselier hem als de "briljante schepper van het nieuwe Turkije". Duitse media in de Weimarrepubliek berichtten uitgebreid over de oorlog in Anatolië. Stefan Ihrig stelt dat de Turkse Onafhankelijkheidsoorlog een meer uitgesproken impact had op de Bierkellerputsch dan Mussolini's Mars op Rome. De Duitsers, onder wie Adolf Hitler, wilden het Verdrag van Versailles afschaffen, net zoals het Verdrag van Sèvres werd afgeschaft. Om deze reden noemde Hitler Atatürk "een ster die in het donker schijnt". Mussolini noemde zichzelf de "Mustafa Kemal van Milaan" toen hij aan zijn eigen machtsgreep begon. Een andere bewonderaar van de Turkse leider was de falangistische leider Ramiro Ledesma Ramos, een van de belangrijkste theoretici van het Spaanse fascisme, die enthousiast een hele pagina in het weekblad La Conquista del Estado wijdde aan zowel de Turkse revolutie als haar maker, en ook aan het overwegen hem als een van de belangrijkste nationalistische revolutionairen van zijn tijd.
Als rolmodel dat de nationale soevereiniteit aanmoedigde, werd Atatürk vooral vereerd in landen van de zogenaamde Derde wereld, die hem zagen als de pionier van de onafhankelijkheid van de koloniale machten. Tot de leiders van dergelijke landen behoorden onder meer Amanoellah Khan van Afghanistan, Reza Shah Pahlavi van Iran, de Indiase premier Jawaharlal Nehru, de Tunesische president Habib Bourguiba en de Egyptische president Anwar Sadat. Ze namen Atatürk als voorbeeld en probeerden seculiere hervormingen door te voeren in hun land. De Pakistaanse dichter en filosoof Mohammed Iqbal en de Bengaalse nationale dichter Kazi Nazrul Islam schreven gedichten ter ere van hem.
Ondanks zijn radicale seculiere hervormingen bleef Atatürk populair in islamitische landen. Hij wordt herinnerd als de schepper van een nieuw, volledig onafhankelijk moslimland in een tijd van aantasting door christelijke machten en omdat hij de overhand had in een strijd tegen het westerse imperialisme. Toen hij stierf, prees de Indiase Moslimliga hem als een "werkelijk grote persoonlijkheid in de islamitische wereld, een groot generaal en een groot staatsman" en verklaarde dat zijn nagedachtenis "moslims over de hele wereld zou inspireren met moed, doorzettingsvermogen en mannelijkheid".
Na de dood van Atatürk nam het Turkse leger de taak op zich de gevestigde principes van de Turkse republiek te bewaken, met name die van het secularisme. Het leger zou ingrijpen wanneer die principes naar hun mening in gevaar kwamen. Dit gebeurde in 1960, 1971 en 1980, waarbij het leger een staatsgreep pleegde van tijdelijke aard om het bestuur van het land later weer terug te geven aan het volk. In 1997 werd slechts gedreigd met een staatsgreep om de zittende regering te dwingen om af te treden. Eigenlijk is dit iets waar Atatürk principieel op tegen was. Hij vond dat het leger zich niet moest inmengen in de politiek. In 1951 vaardigde de toenmalige Turkse premier Adnan Menderes een wet (5816) uit die beledigingen tegen Atatürk strafbaar stelde. Dit was opmerkelijk, want zijn partij de Democratische partij (Demokrat Parti, DP) was een oppositiepartij van de Republikeinse Volkspartij (CHP), de partij opgericht door Atatürk.

### Persoonlijkheidscultus

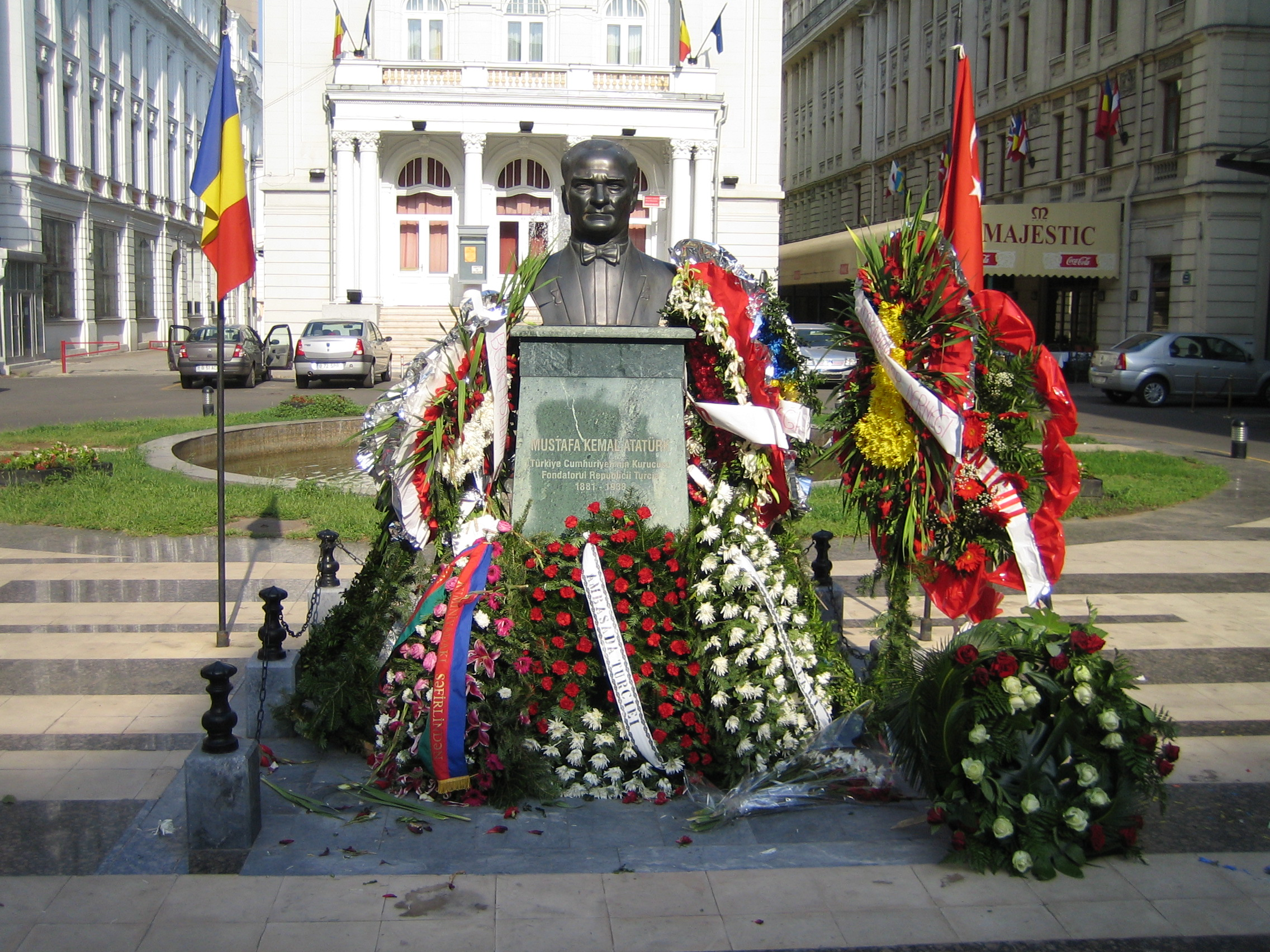
Standbeeld van Atatürk in Boekarest (Roemenië), 30 augustus 2007

In Turkije wordt Atatürk door veel Turken gezien als een volksheld. In Turkije heeft zich rondom Atatürk een persoonlijkheidscultus ontwikkeld, die al tijdens zijn presidentschap begon. Bijna in elke stad in Turkije staan standbeelden en bustes van Atatürk. Portretten van hem hangen in alle scholen, overheidsgebouwen en openbare gebouwen. Atatürks portret staat op de nationale munteenheid, de Turkse lira. Vele straat- en plaatsnamen in Turkije zijn naar hem genoemd. Ook worden vele bekende citaten van hem overal in het land geciteerd, soms levensgroot. Met name tijdens nationale feestdagen is Atatürks levensgroot portret samen met Turkse vlaggen prominent aanwezig op gebouwen in Turkije. Soms wordt zijn beeltenis ook gebruikt tijdens demonstraties als symbool voor het secularisme, de moderniteit en de eenheid van het land, wanneer de politieke islam of het separatisme in Turkije te veel de kop opsteekt.
In verschillende landen over de hele wereld zijn er straten naar Atatürk genoemd. Er staan standbeelden en gedenktekens van hem in Australië, Nieuw-Zeeland, de Verenigde Staten, Cuba, Mexico, Chili, Venezuela, Macedonië, Roemenië, Israël, Azerbeidzjan, Kazachstan en Japan. In Nederland is er een straat naar Atatürk vernoemd in Rotterdam en Utrecht, en in Amsterdam staat er het Gedenkteken Atatürk ter herinnering aan het woonoord Atatürk, een vroegere barakkenkamp voor Turkse gastarbeiders.
Elk jaar op zijn sterfdag loeien in Turkije de sirenes op zijn tijdstip van overlijden en wordt er door de Turkse regering en bevolking een minuut stilte gehouden voor Atatürk. Officieel wordt Atatürk elk jaar op 19 mei herdacht. Die dag wordt tevens het Jeugd- en sportfeest gevierd. Op die dag worden vele sportfestiviteiten georganiseerd door scholen in het land. Op belangrijke feestdagen komt de Turkse regering samen op het mausoleum van Atatürk en plaatsen een krans op zijn graf. Wanneer buitenlandse leiders een officieel bezoek aan Turkije brengen, is het de traditie, dat ze ten eerste het graf van Atatürk bezoeken, voordat ze de premier of president te spreken krijgen.
In 1981 werd de honderdste verjaardag van Atatürk geëerd door de VN en UNESCO door dat jaar uit te roepen tot het "Atatürk-jaar van de wereld". Ter ere hiervan werd in Parijs een internationaal symposium over Atatürk georganiseerd. Er werd een resolutie door de VN en UNESCO aangenomen, waarin Atatürk werd beschreven als "een uitzonderlijk hervormer op de gebieden, welke thans ook door de Unesco worden nagestreefd" en "een leider van de eerste strijd tegen het kolonialisme en imperialisme" en "een opmerkelijke promotor van het gevoel van begrip tussen volkeren en duurzame vrede tussen de naties van de wereld, die zijn hele leven werkte aan de ontwikkeling van harmonie en samenwerking tussen volkeren zonder onderscheid".

## Samenvatting van Atatürks hervormingen en beleid

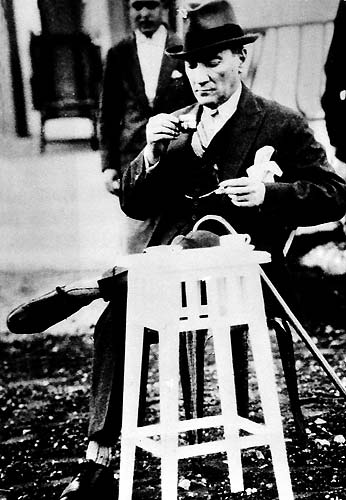
Atatürk drinkt Turkse koffie, 2 juni 1930

Let op: sommige hervormingen van Atatürk kunnen door voorstanders als positief gezien worden en door tegenstanders als negatief
- Het sultanaat werd afgeschaft en de republiek werd ingevoerd.
- De hoofdstad werd van Istanbul veranderd naar Ankara.
- De islamitische wetgeving sharia werd afgeschaft en vervangen door burgerlijke wetgeving gebaseerd op de Zwitserse wetgeving. De scheiding tussen religie en staat werd ingevoerd.
- Onderwijs werd gecentraliseerd en onder controle van de Turkse overheid geplaatst. Ook scholen van buitenlanders werden onder staatstoezicht geplaatst. Op scholen werd seculier en wetenschappelijk onderwijs de norm. Het aantal scholen in het land werd sterk uitgebreid en nieuwe leraren werden hiervoor opgeleid.
- Er werd een onderwijsmobilisatie opgestart om volwassenen geletterd te maken.
- Het Arabische schrift, waarmee het Turks eerst werd geschreven, werd veranderd naar het Latijns schrift.
- De Arabische cijfers (٣ ,٢ ,١, ...) werden veranderd naar Europese cijfers (1, 2, 3,...).
- De islamitische kalender werd vervangen door de gregoriaanse kalender.
- De Koran werd vertaald in het Turks. Dit werd uitgevoerd door de islamitische geleerde Muhammed Hamdi Yazır. Deze vertaling wordt beschouwd als een van de beste Koranvertalingen in het Turks.
- Er werd besloten om bepaalde delen van de islamitische eredienst in het Turks te maken, in het Turks te prediken (khutbah) en de azan in het Turks te reciteren. Tegenwoordig zijn er alleen predikingen in het Turks.
- Voor het eerst werden op radio's religieuze uitzendingen in de Turkse taal gemaakt.
- Turkse vrouwen kregen gelijke burgerrechten en politieke rechten. Vrouwen werden aangemoedigd om in "mannenberoepen" te werken. Vrouwen kregen stemrecht in 1930. Bij de Turkse parlementsverkiezing van 1935 werden 18 vrouwen verkozen in het parlement.
- Het dragen van moderne westerse kleren werd aangemoedigd. Voor vrouwen werd het dragen van een hoofddoek nadrukkelijk afgeraden maar niet verboden.
- Het religieuze huwelijk werd niet erkend en vervangen door het burgerlijk huwelijk, dat bij de overheid geregistreerd dienden te worden. Polygamie werd verboden.
- De Volkshuizen (Halkevleri) werden opgericht om te zorgen dat mensen zich kunnen ontwikkelen om zo de invloed van de conservatieve kringen te verminderen. Bij de Volkshuizen werden er gratis cursussen aangeboden over de onderwerpen literatuur, drama, muziek, schone kunsten, spreken en schrijven, evenals handwerk en maatwerk. Volksverhalen en volksliederen werden er onderzocht. De Volkshuizen hadden ook bibliotheken en leeszalen.
- Turks theater werd ondersteund. Voor het eerst werden Turkse opera's opgevoerd.
- De ontwikkeling van schilder- en beeldhouwkunst werd ondersteund.
- De zware belastingen die de dorpelingen moesten betalen, werden verlaagd.
- De economische voorrechten die aan buitenlanders werden gegeven, werden afgeschaft en hun productievoertuigen en spoorwegen werden genationaliseerd.
- Er werd een programma ter industrialisatie gestart om van Turkije een industrieel land te maken. Veel bedrijven en fabrieken werden hierbij opgericht, waarmee men streefde om Turkije economisch onafhankelijker te maken van het buitenland.
- De Turkse Staatsspoorwegen, de Turkse luchtvaartmaatschappij, de Algemene Directie van Mineraal Onderzoek en Exploratie (Maden Tetkik ve Arama Genel Müdürlüğü), het Hygiëne Instituut (Hıfzıssıhha Enstitüsü), de Türkkuşu, de Sümerbank, de Etibank, de Turkse Onderwijsvereniging, de Turkse Historische Vereniging, de Turkse Taalvereniging en vele andere instellingen werden opgericht.
- Alle inwoners van Turkije werden verplicht een achternaam aan te nemen en dit te registreren bij de overheid. Ottomaanse titels zoals Pasja, Effendi, Agha werden niet meer erkend en officieel afgeschaft.
- Er werd een assimilatiebeleid van Turkificatie gevoerd, waarbij werd getracht een homogene en verenigde natie te creëren. Niet-Turkse minderheden (Koerden, Arabieren, Assyriërs, Grieken, enz.) werden onder druk gezet om Turks in het openbaar te spreken, niet-Turkse toponiemen en achternamen van minderheden moesten worden gewijzigd in Turkse namen.
- De Hagia Sophia werd omgebouwd van een moskee tot een museum.

## De persoon Atatürk

### Privéleven
Het verhaal gaat, dat toen Atatürk in 1914 als militair attaché aangesteld was te Sofia in Bulgarije, hij een liefdesrelatie had met Dimitrina Kovacheva, de dochter van de Bulgaarse generaal Stiliyan Kovachev. Ze ontmoetten elkaar tijdens een gekostumeerd bal op oudejaarsavond. De twee dansten met elkaar en begonnen de volgende dagen elkaar in het geheim te ontmoeten. Tot twee keer toe vroeg hij de generaal om de hand van zijn dochter, maar die weigerde zijn verzoek steeds, omdat hij een moslim was en dan ook nog eens een officier van het Ottomaanse leger, waartegen de generaal onlangs gevochten had tijdens de Balkanoorlogen. Haastig verloofde de generaal zijn dochter Dimitrina daarna met een Bulgaarse man. Kort daarna brak de Eerste Wereldoorlog uit en werd Atatürk teruggeroepen naar Istanbul, vanwaar hij naar het front bij Gallipoli vertrok om aan de oorlog deel te nemen. Daarmee eindigde dit liefdesverhaal op een bittere manier. Atatürk zou later hierover zeggen: "Ik heb mijn jeugdigheid achtergelaten in Bulgarije". Verschillende historici twijfelen echter aan het waarheidsgehalte van dit verhaal (Kreiser, Sürreyya). Volgens hun heeft er wel een ontmoeting plaatsgevonden tussen Atatürk en Dimitrina, maar is er nooit een huwelijksaanzoek gedaan.

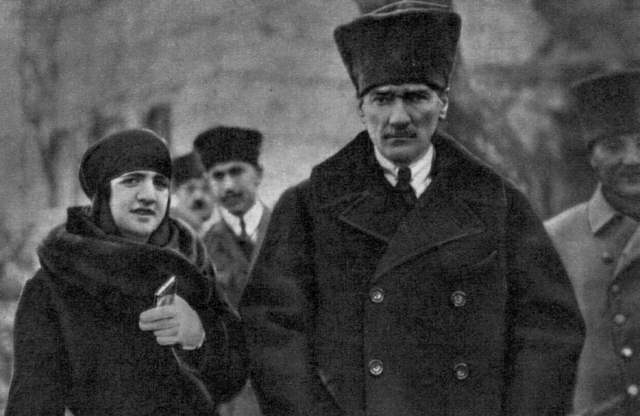
Zijn vrouw Latife en Atatürk, 3 maart 1923

Tegen het einde van de Turkse Onafhankelijkheidsoorlog leerde Atatürk Latife Uşşaki kennen tijdens zijn verblijf in het huis van haar familie in İzmir op 8 september 1922. Atatürk raakte zeer onder indruk van haar goede manieren en geschooldheid. Latife had rechten gestudeerd in Parijs en Londen. Atatürk zei tegen Latife om op hem te wachten, toen hij weer terug naar Ankara vertrok. Ook Atatürks moeder Zübeyde zou Latife nog zien. Atatürks moeder was in 1922 naar Ankara verhuisd samen haar dochter Makbule en Fikriye, het nichtje van haar tweede echtgenoot. Maar het klimaat van Ankara was niet goed voor haar en dus ging ze naar Izmir, waar ze tijdelijk als gast verbleef bij het familiehuis van Latife. Atatürks moeder zou haar goedkeuring hebben gegeven voor haar zoons huwelijk met Latife. Kort daarna overleed ze in İzmir op 15 januari 1923. Atatürk bevond zich in Eskişehir toen hij van zijn moeders dood hoorde.
Zo'n twee weken later besloot Atatürk met Latife te trouwen. Zoals de Turkse traditie het wil, vroeg stafchef Fevzi Çakmak namens Atatürk op 29 januari 1923 aan haar familie om de hand van hun dochter. Tijdens de bruiloft bedekte Latife haar gezicht niet, hoewel het in deze periode gebruikelijk was dat bruiden dat wel deden. Ze hadden geen huwelijksreis vlak na hun bruiloft, omdat de verkiezingen voor het parlement eraan kwamen. Hij ontving de vertegenwoordigers van lokale kranten de dag na zijn huwelijk. Hij bereidde zich voor op zijn openbare toespraak op 2 februari 1923 in İzmir. De rondreis door Anatolië, was een kans om het ongesluierde gezicht van zijn vrouw te laten zien als rolmodel voor moderne Turkse vrouwen. Latife verhuisde daarna naar Ankara en ging samen met Atatürk wonen in het huis in Çankaya. Zij zou hem daarna vaak vergezellen bij zijn tochten door het land. Als presidentsvrouw maakte Latife deel uit van de vrouwenemancipatiebeweging. Hun huwelijk was echter geen lang leven beschoren. Na veelvuldige ruzies scheidden de twee op 5 augustus 1925. De precieze omstandigheden die leidden tot de scheiding zijn niet bekendgemaakt. Nadien zouden zowel hij als Latife niet meer hertrouwen. Uit hun huwelijk zijn geen kinderen voortgekomen.

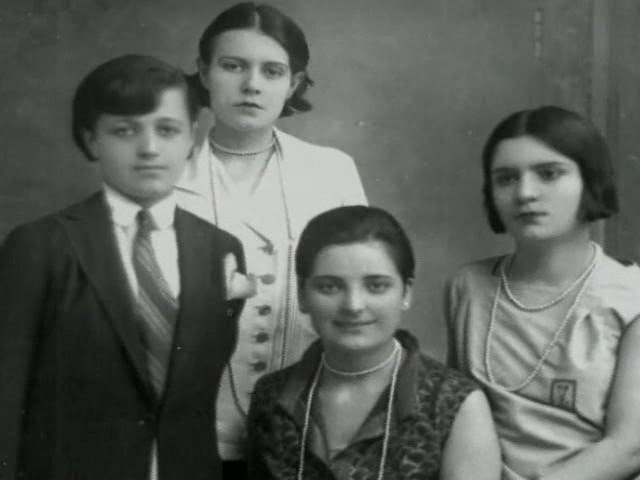
Geadopteerde dochters van Atatürk, begin jaren 1930. Van links af: Rukiye Erkin, Sabiha Gökçen, Afet İnan en Zehra Aylin

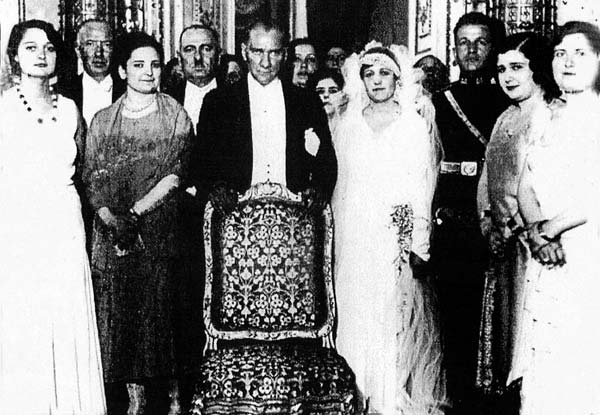
De bruiloft van Rukiye Erkin, 26 juni 1930

Atatürk adopteerde tijdens zijn leven meerdere kinderen. Hij adopteerde achtereenvolgens een zoon (Abdurrahim Tuncak) en zes dochters (Sabiha Gökçen, Afet İnan, Rukiye Erkin, Zehra Aylin, Nebile İrdelp en Ülkü Adatepe). Bovendien nam hij een jongen onder zijn bescherming: Sığırtmaç Mustafa Demir.
- Atatürk kwam Abdurrahim Tuncak tegen tijdens de Eerste Wereldoorlog in Diyarbakır. De achtjarige Abdurrahim had zijn ouders verloren tijdens de oorlog. Atatürk nam hem onder zijn hoede en bracht hem naar zijn huis in Istanbul, waar hij de zorg voor Abdurrahim toevertrouwde aan zijn moeder Zübeyde.
- Toen Atatürk en zijn vrouw Latife op 25 september 1924 op bezoek waren in de stad Amasya, ontmoeten ze daar een twaalfjarige meisje genaamd Zehra Aylin in een weeshuis. Ze adopteerden haar als hun "eerste geadopteerde dochter" en brachten haar naar de presidentiële residentie te Ankara.
- In 1925 werd Rukiye Erkin uit Konya op veertienjarige leeftijd geadopteerd. Ze had haar ouders verloren. Haar vader was als soldaat overleden tijdens de Turkse Onafhankelijkheidsoorlog. Atatürk had haar vader gekend.
- Op 22 september 1925 adopteerde Atatürk een twaalfjarig meisje genaamd Sabiha Gökçen, een wees die hem benaderde op het treinstation van Bursa. Ze vertelde hem haar wens aan een kostschool verder te leren. Atatürk besloot het meisje te adopteren en bracht haar onder in zijn presidentiële residentie te Ankara.
- Op 25 oktober 1925 ontmoette Atatürk een achttienjarig meisje, Afet İnan. Ze was de dochter van een goede vriend van de familie. Ze had haar moeder verloren en haar vader was met een andere vrouw getrouwd. Ze probeerde in İzmir de kost te verdienen door les te geven aan jonge meisjes. Ze had geen voortgezet onderwijs genoten. Atatürk ondersteunde haar voorschot op de opleidingskosten, terwijl ze zichzelf bleef onderhouden door les te geven.
- Nebile İrdelp werd in 1928 op achttienjarig leeftijd door Atatürk geadopteerd.
- De ontmoeting tussen Sığırtmaç Mustafa Demir en Atatürk vond plaats in september 1929, toen Atatürk een rit met zijn paard maakte net buiten Yalova. Omdat Atatürk verdwaald was, vroeg hij de jongen om de weg. Atatürk kwam te weten, dat de elfjarige jongen als veehoeder werkte en aan malaria leed. Na toestemming van zijn familie nam Atatürk de zorg op zich voor de medische behandeling van de jongen.
- De moeder van Ülkü Adatepe was een geadopteerde dochter van Atatürks moeder Zübeyde. Haar vader was een stationschef. Omdat haar ouders niet voor haar konden zorgen, brachten ze haar in 1933 bij Atatürk, die haar adopteerde.

Atatürk nam een Zwitserse vrouw genaamd madam Bauer in dienst om zijn adoptiekinderen te onderwijzen in Europese manieren. Atatürk bood zijn adoptiekinderen volop mogelijkheden om te studeren in het buitenland. Abdurrahim Tuncak werd elektrotechnisch ingenieur. Afet İnan werd lerares geschiedenis en later professor in de sociologie. Sabiha Gökçen werd de eerste luchtvaartpionier van Turkije en 's werelds eerste vrouwelijke gevechtspiloot. Nebile İrdelp en Rukiye Erkin trouwden nog tijdens Atatürks leven. Sığırtmaç Mustafa Demir werkte zich op tot officier in het Turks leger. Zehra Aylin kwam in 1935 te overlijden bij een ongeluk tijdens een treinreis in Frankrijk, wat Atatürk zeer verdrietig maakte. De nog jonge Ülkü Adatepe bleef tot Atatürks laatste dagen bij hem.

### Persoonlijkheid en levensstijl

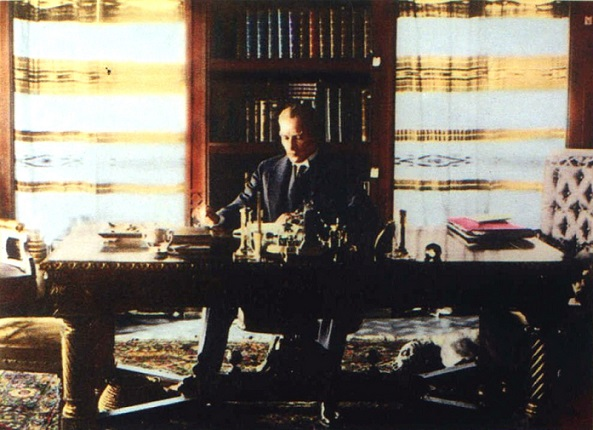
Atatürk in de bibliotheekkamer van zijn presidentiële residentie in Çankaya. Rechtsonder de tafel is een glimp van zijn hond Foks te zien, 16 juli 1929

Als militair officier werd Atatürk door zijn collega's omschreven als zeer bekwaam en hyperambitieus, maar ook als een trots en moeilijk mens, wat hem soms in conflict bracht met zijn militaire superieuren. Als president was Atatürk perfectionistisch en pragmatisch ingesteld. Met name in de jaren 20 werkte hij erg hard aan de opbouw van de Turkse republiek. In de loop van de jaren dertig begon hij zich steeds meer afzijdig te houden van het dagelijkse bestuur en liet deze over aan de premier en het parlement. Hij hield zich daarna meer bezig met specifieke hervormingsprojecten, zoals de hervorming van het schrift of de taal. Wanneer een buitenlandse leider bij hem op bezoek kwam, bestudeerde hij vooraf de historische en sociale aspecten van het land waarvan hij de leider zou gaan ontvangen. Bij veel gelegenheden wist hij zijn buitenlandse gasten te verbazen met de uitgebreide kennis die hij had over hun land. Atatürk was geobsedeerd door orde en netheid. Hij kon niet rusten zonder de scheve meubels om hem heen in zijn huis en zelfs in de huizen waar hij te gast was recht te trekken.
Als president had hij een zeer inspannende levensstijl. Lange uren hard werken, heel weinig slapen en werken aan zijn projecten en dromen waren zijn manier van leven. Atatürk hield zijn maaltijden eenvoudig, meestal gestoofde bonen met rijst (kuru fasulye ve pilav). Atatürk consumeerde vaak een halve liter raki per dag, rookte 3 pakjes sigaretten per dag en dronk 15 kopjes Turkse koffie per dag. Deze levenswijze had gaandeweg een slechte invloed op zijn gezondheid, waardoor hij snel verouderde. Het avondeten van Atatürk tijdens zijn presidentschap was een evenement op zich. Vrijwel elke avond werden aan zijn eettafel denkers, schrijvers, kunstenaars, wetenschappers, politici, diplomaten en goede vrienden uitgenodigd in zijn presidentiële residentie in Çankaya met wie hij uitgebreide discussies voerde. Onderwerpen waren zeer gevarieerd, waarbij suggesties werden gedaan, kritiek geuit en plannen werden gemaakt over de toekomst van de Turkse republiek. Deze discussies konden tot in diep in de nacht duren. Atatürk was dan ook een nachtmens. Hij ging vaak laat naar bed, waarbij hij de hele ochtend sliep en pas in de middag weer opstond om te ontbijten.

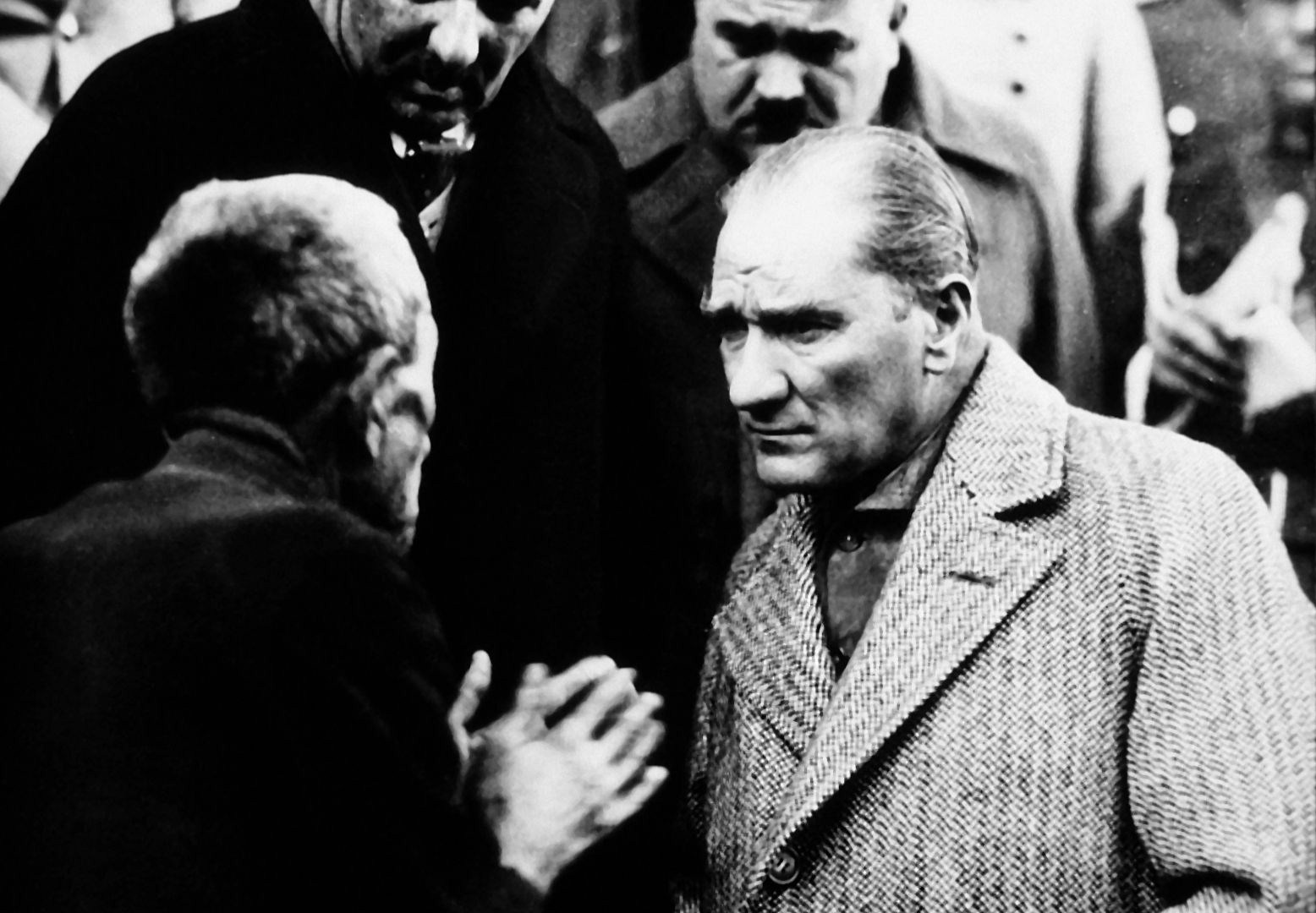
Aandachtig luistert Atatürk naar een boer, die hem zijn probleem vertelt, 21 november 1930, Tokat

Als vreemde talen kon Atatürk Frans, Duits, Perzisch, Arabisch, Grieks, Bulgaars en Russisch spreken. Met name zijn kennis over de Franse taal bleef hij perfectioneren. Na invoering van de kledingcode besteedde hij extra aandacht aan wat voor kleren hij publiekelijk droeg om zo een modern mogelijk imago te creëren. Zo droeg Atatürk soms een deukhoed, soms een Engelse bolhoed, soms een panamahoed en soms een hoge hoed.
Atatürk prefereerde het om persoonlijk contact te leggen met het volk. Vaak hield Atatürk inspectietochten door het land om zo te weten wat voor soort problemen er onder het volk leefde. Hierbij maakte hij veel gebruik van de trein om door het land te reizen. Vanaf 1935 tot 1938 bezat hij een eigen prive-treinwagon op het station van Ankara, die speciaal voor hem was ingericht. Vanaf maart 1938 bezat hij ook een groot jacht met een lengte van 136 m, genaamd de MV Savarona. Hij heeft die slechts zes weken kunnen gebruiken vanwege zijn verslechterde gezondheid.

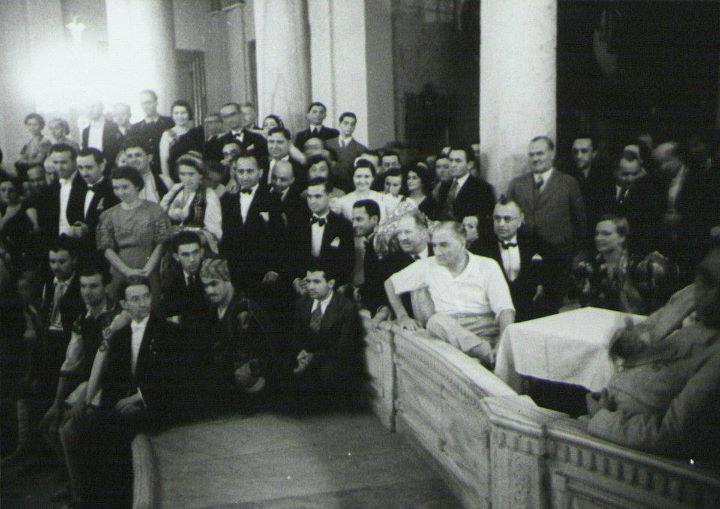
Atatürk op het festival van volksdansen uit de Balkan gehouden in het Beylerbeyi-paleis, 2-3 september 1936, Istanbul

Atatürk was een liefhebber van de natuur en hield ervan om tijd buiten door te brengen. Zo was hij vaak te vinden in zijn bosboerderij in Ankara. Zijn liefde voor de natuur was ontstaan, doordat hij zijn soldatenleven vaak in het veld doorgebracht had. Atatürk had een hond genaamd Foks en een paard genaamd Sakarya. In zijn vrije tijd hield Atatürk zich bezig met naar muziek luisteren, dansen, paardrijden. In zijn latere leven kwam daar ook roeien en zwemmen bij. Hij speelde graag backgammon en biljart. Hij was geïnteresseerd in de Zeybek volksdans, Turks olieworstelen en liederen uit de Balkan.
In 1929 liet hij zijn zomerhuis bouwen in de stad Yalova. De keuze voor Yalova was wegens het thermische kuuroord van Yalova, die hij bezocht vanwege zijn gebrekkige gezondheid en ter ontspanning. Ook in zijn zomerhuis zat hij niet stil en was hij voortdurend bezig met zijn werk. Eens verhinderde een boom door groei van de takken zijn zomerhuis in Yalova. In plaats van de boom om te zagen, liet hij zijn zomerhuis verplaatsen, zodat op die manier de boom gespaard bleef van enige schade. Om deze reden kreeg zijn zomerhuis de bijnaam Yürüyen Köşk (lopend herenhuis).
In zijn vrije tijd las Atatürk graag veel boeken. Dit deed hij al vanaf zijn jeugd. Hij las voornamelijk vakliteratuur. Onderwerpen waren breed, maar gingen meestal over politiek, geschiedenis, filosofie en andere landen. Dit maakte hem tot een zeer erudiet persoon. Atatürk geloofde in de kracht van zelfstudie. In zijn latere leven zou Atatürk zelf ook enkele boeken schrijven. Eens zei een politicus, die een hekel had aan meer lezen dan nodig was, tegen hem: "Geloof je soms, dat je door een boek te lezen naar Samsun bent kunnen gaan?" Waarop Atatürk antwoordde: "Toen ik een kind was, was ik arm. Wanneer ik twee munten kreeg, zou ik er één ervan aan een boek uitgeven. Als ik niet zo was geweest, zou ik de dingen die ik gedaan heb niet kunnen doen."
Atatürk deed tijdens zijn leven de volgende uitspraak over zichzelf:
"Er is één eigenschap die ik al sinds mijn kindertijd heb. In het huis, waar ik woonde, vond ik het nooit leuk om tijd door te brengen met mijn zus of met een vriend. Van kinds af aan ben ik altijd geprefereerd om alleen en onafhankelijk te zijn en zo heb ik altijd geleefd. Ik heb nog een eigenschap: ik heb nooit enig geduld gehad met enig advies of vermaning die mijn moeder (mijn vader stierf heel vroeg), mijn zus of een van mijn naaste verwanten op mij opdrongen, volgens hun eigen inzichten. Mensen, die bij hun familie wonen, weten dat ze nooit een tekort zullen hebben van onschuldige en oprechte waarschuwingen van links en rechts. Er zijn slechts twee manieren om hiermee om te gaan. Je negeert ze of je gehoorzaamt ze. Ik geloof dat geen van beide manieren de juiste is."

### Zijn opvattingen over religie

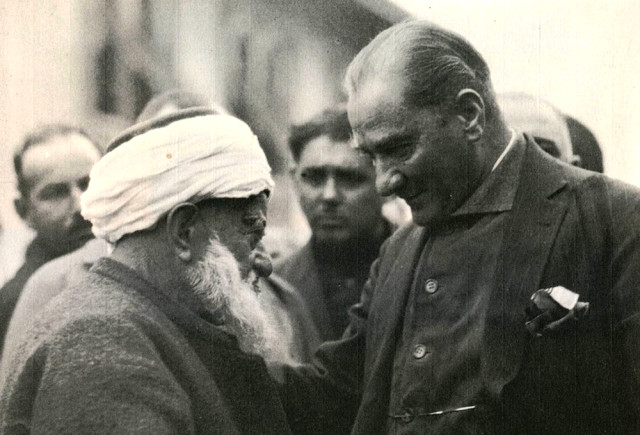
Atatürk met Abdurrahman Kamil Effendi, de islamitische moefti van Amasya, 22 november 1930. Abdurrahman steunde Atatürk al vanaf het begin van de Turkse Onafhankelijkheidsoorlog

Er bestaat een controverse over de religieuze overtuigingen van Atatürk, omdat hij soms tegenstrijdige uitspraken hierover heeft gedaan. Sommige Turkse bronnen beweren dat hij een vrome moslim was. Volgens andere bronnen was Atatürk echter een agnost, d.w.z. noch een doctrinaire deïst noch een atheïst. Sommige onderzoekers hebben benadrukt dat zijn mening over religie in de loop der tijd veranderde en dat zijn positieve opvattingen over religie in het begin van de jaren twintig beperkt waren. Bronnen wijzen erop dat Atatürk een religieuze scepticus en een vrijdenker was. In zijn jeugd onderging hij een religieuze opleiding, zij het van korte duur. Tijdens zijn militaire training kreeg hij ook lessen in de islam. Atatürk kende de Arabische taal goed genoeg om de Koran te begrijpen en te interpreteren. Atatürks religieuze kennis was aanzienlijk hoog van aard en niveau. Bij het voorbereiden van de geschiedenisboeken voor middelbare scholen tijdens zijn onderwijshervormingen schreef hij het hoofdstuk over islamitische geschiedenis zelf.
Uitspraken Atatürk over religie:
- "Religie is een schoon gevoel, die niet voor vuile spelletjes zoals de politiek gebruikt moet worden. Religie moet geleefd worden waar het thuishoort, namelijk op het toneel van een rein geweten."

- "In de republiek Turkije aanbidt iedereen God zoals hij wil. Er zal niemand iets aangedaan worden vanwege hun religieuze ideeën. De Turkse Republiek heeft geen officiële religie. Niemand in Turkije zou moeten proberen zijn ideeën te dwingen aan anderen te accepteren, dat is niet toegestaan. Nu zullen, oprechte gelovigen, mensen met een diep geloof, de noodzaak van vrijheid leren."[214]

- "Ik heb geen religie en soms wens ik alle religies op de bodem van de zee. Hij is een zwakke heerser die religie nodig heeft om zijn regering hoog te houden; het is alsof hij zijn volk in een val zou willen vangen. Mijn volk gaat de principes van democratie leren, de dictaten van de waarheid en de leringen van de wetenschap. Bijgeloof moet verdwijnen. Laat ze aanbidden zoals ze willen, ieder kan zijn eigen geweten volgen, op voorwaarde dat het de gezonde rede niet verstoort of hem dwingt te handelen tegen de vrijheid van zijn medemensen." [215]

- "We beschouwen onze principes niet als dogma's vervat in boeken, waarvan gezegd wordt dat ze uit de hemel komen. We halen onze inspiratie niet uit de hemel of uit een onzichtbare wereld, maar rechtstreeks vanuit het leven." [216]

Atatürk was echter niet tegen religie. Zijn uitspraken hierover:
- "Religie is een belangrijke instelling. Een natie zonder religie kan niet overleven. Toch is het ook erg belangrijk om op te merken dat religie een schakel is tussen God en de individuele gelovige. De bemiddeling van de vromen kan niet worden toegestaan. Degenen die religie voor hun eigen voordeel gebruiken, zijn verfoeilijk. Wij zijn tegen een dergelijke situatie en zullen dit niet toestaan. Degenen die religie op zo'n manier gebruiken, hebben ons volk jarenlang voor de gek gehouden; het is juist tegen zulke mensen dat we hebben gevochten en zullen blijven vechten. Weet dat alles wat in overeenstemming is met de rede, logica en de voordelen en behoeften van onze mensen, evenzeer in overeenstemming is met de islam. Als onze religie niet in overeenstemming was met rede en logica, zou het niet de perfecte en de uiteindelijke religie zijn."[217]

- "Religie is een gewetenskwestie. Men is altijd vrij om te handelen naar de wil van het geweten. Wij (als natie) respecteren religie. Het is niet onze bedoeling om de vrijheid van aanbidding in te perken, maar om ervoor te zorgen dat zaken van religie en die van de staat niet met elkaar verweven raken."[218]

Atatürk was voorstander van de vrijheid van godsdienst. Hij was echter tegen het gebruik van religie als politieke ideologie. Volgens hem waren religies de basis geweest van de tirannie van koningen en sultans. Hij stelde dat religie in overeenstemming dient te zijn met rede, wetenschap en logica. Het probleem was volgens Atatürk niet religie, maar de manier hoe gelovigen religie opvatten en toepasten. De enige manier om dit tegen te gaan was door het analfabetisme en de vooroordelen onder het Turkse volk aan te pakken.

## Overige vermeldenswaardigheden

### Nationale feestdagen

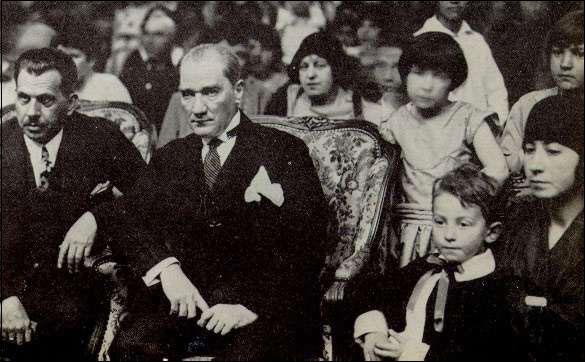
Atatürk woont het Turkse kinderfeest bij in Ankara, 23 april 1929. Van links naar rechts: Defensieminister Kâzım Özalp, Atatürk, zoon en vrouw Mevhibe van İsmet İnönü

Tijdens Atatürks presidentschap werden er een aantal nationale feestdagen ingesteld. Na de proclamatie van de republiek door Atatürk op 29 oktober 1923, werd die dag daarna ieder jaar door de Turkse regering herdacht en tot een officiële feestdag gemaakt (Turks: Cumhuriyet Bayramı). Vanaf 1926 werd ieder jaar op 30 augustus het Overwinningsfeest gevierd, waar men de overwinning van de Slag om Dumlupınar op het Griekse leger viert (Turks: Zafer Bayramı).
Om de oprichting van de Grote Nationale Assemblee van Turkije (TBMM) op 23 april 1920 tijdens de Turkse Onafhankelijkheidsoorlog te herdenken, werd deze datum door Atatürk tot een nationale feestdag uitgeroepen in 1921. In 1927 besloot Atatürk hier een nationaal kinderfeest van te maken (Turks: Ulusal Egemenlik ve Çocuk Bayramı, letterlijk: "De feestdag van nationale soevereiniteit en kinderen"). Het idee voor het kinderfeest kwam op aanbeveling van het Turkse Instituut voor Kinderbescherming. Sindsdien wordt dit feest ieder jaar op 23 april door Turkse schoolkinderen zeer uitbundig gevierd met verschillende evenementen en festiviteiten, zoals het Turkse kinderfestival.
Op 20 juni 1938 werd er bovendien voor de jeugd nog een andere feestdag ingesteld. In dat jaar riep de regering de datum 19 mei uit tot de herdenkingsdag van Atatürk en Jeugd- en Sportdag (Atatürk'ü Anma, Gençlik ve Spor Bayramı). Dit ter herdenking van de aankomstdatum van Atatürk per boot in de stad Samsun, wat in Turkije beschouwd wordt als de startdatum van de Turkse Onafhankelijkheidsoorlog. Na de dood van Atatürk werd dit feest vanaf 1939 ieder jaar uitbundig gevierd met sportactiviteiten. Tijdens zijn leven realiseerde Atatürk zich dat de toekomst van Turkije in handen lag van de jeugd (Bütün ümidim gençliktedir). De jeugd zou de komende generatie vormen. Atatürk was ervan overtuigd dat een goede gezondheid belangrijk is om succesvol te kunnen zijn. Sport was een goed middel om dit te bereiken en te behouden. Dus moedigde hij de jeugd aan om sport te beoefenen.

### Joodse wetenschappers

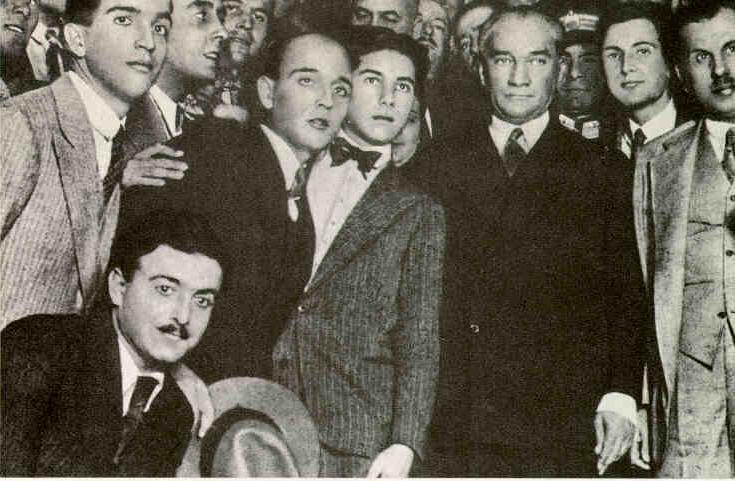
Atatürks bezoek aan de Universiteit van Istanbul, 2 juli 1933

Toen in 1933 Adolf Hitler aan de macht kwam, baarde dat de Joodse wetenschappers in Duitsland en Oostenrijk flinke zorgen, waaronder Albert Einstein, die toen professor was aan de universiteit van Berlijn. Gelijk daarna werden alle Joodse wetenschappers ontslagen van hun functie, waardoor veel Joodse wetenschappers Duitsland wilden verlaten om in andere landen werk te zoeken. Op 17 september 1933 schreef Einstein een brief naar Atatürk met het verzoek om 40 Joodse wetenschappers en doktoren op te nemen in Turkije. Einstein was op het idee van de brief gebracht door Sami Günzberg, de joodse tandarts van Atatürk, die Einstein toevallig ontmoet had bij een Joodse internationale conferentie in Parijs. Mede door bemiddeling van Sami Günzberg raakte Atatürk overtuigd van het grote potentieel van de Joodse wetenschappers voor de hervorming van het Turkse onderwijs en de opbouw van de Turkse republiek. Atatürk liet de Joodse wetenschappers samen met hun families en assistenten overkomen naar Turkije. Het totaal aantal overgekomen wetenschappers liep op tot ongeveer 300. Niet alle overgekomen wetenschappers waren echter Joods. Er zaten ook academici bij die om andere redenen verbannen waren door de nazi's. Ook Einstein overwoog om naar Turkije te gaan, maar koos dan toch voor de Verenigde Staten.
De komst van de Joodse wetenschappers betekende een flinke stijging van het wetenschappelijk niveau van het Turkse hoger onderwijs. Met hun hulp werd in Istanbul de Darülfünun (Huis der Wetenschappen) heropgericht als de Universiteit van Istanbul en in Ankara werden er een aantal faculteiten opgericht, die later de Universiteit van Ankara zouden gaan vormen. Tijdens hun verblijf in Turkije leidden Joodse wetenschappers vele Turkse academici op. Sommige wetenschappers verbleven lang in Turkije. Anderen slechts een paar jaar en emigreerden dan weer naar Israël of de Verenigde Staten. Weer anderen emigreerden terug naar Duitsland na de afloop van de Tweede Wereldoorlog.
Een aantal vermeldenswaardige academici:
jurist Ernst Eduard Hirsch (mede-opsteller van het Turkse handelsrecht), econoom Fritz Neumark (mede-opsteller van de Turkse inkomstenbelasting), econoom Alexander Rüstow (leerstoel economische geografie), econoom Wilhelm Röpke, socioloog Gerhard Kessler (leerstoel economische politiek, oprichter van de eerste vakbond van Turkije), scheikundige Fritz Arndt (werkgebied van de synthetische methodologie), scheikundige Otto Gerngross (mede-oprichter van de Turkse landbouwschool in Ankara), de getrouwde biologen Curt Kosswig en vrouw Leonore (zoölogie-afdeling in Istanbul), arts Philipp Schwartz (leerstoel pathologie in Istanbul, die hij bijna twee decennia bekleedde), fysicus Hans Reichenbach (leerstoel filosofie in Istanbul), wiskundige Richard von Mises (leerstoel toegepaste wiskunde in Istanbul), stedenbouwkundige Ernst Reuter (introduceerde planologie in Turkije), architect Bruno Taut (leerstoel architectuur), architect Clemens Holzmeister (ontwierp veel overheidsgebouwen in Ankara), componist/dirigent Paul Hindemith (mede-oprichter van het staatsconservatorium in Ankara) en componist/dirigent Eduard Zuckmayer en assyrioloog Benno Landsberger (mede-oprichter van de faculteit voor taal, geschiedenis en aardrijkskunde in Ankara).

### Turkse Historische These en de Zonnetaaltheorie

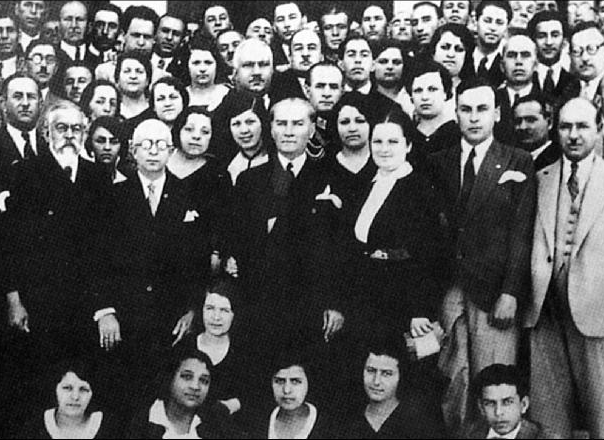
Atatürk bij de oprichting van de Turkse Historische Vereniging, 1931, Ankara

Toen Afet İnan, de adoptiedochter van Atatürk, studeerde in Frankrijk kwam zij te weten, dat volgens de westerse wetenschappelijke gemeenschap Turken behoorden tot het mongoloïde ras, dat destijds als minderwaardig werd beschouwd door de Europeanen. Bij haar terugkomst naar Turkije confronteerde ze Atatürk met dit feit. Atatürk vond integendeel dat Turken tot het kaukasisch ras behoorden. Op initiatief van Afet Inan richtte Atatürk toen de Turkse Historische Vereniging (Türk Tarih Kurumu, TTK) op in 1931. Het doel van deze historische vereniging was om tegenwicht te bieden aan dit westerse denkbeeld over Turken door de Turkse geschiedenis nader te bestuderen. Na de oprichting nam Afet İnan als historicus actief deel aan de wetenschappelijke studies van de historische vereniging. Ook Atatürk werkte mee, deed historisch onderzoek en leverde enkele belangrijke bijdragen aan de vereniging.
In 1932 produceerde de Turkse Historische Vereniging (TTK) een controversiële theorie over de oorsprong van het Turkse volk: de Turkse Historische These (Türk Tarih Tezi). De Turkse Historische These hield in dat het oorspronkelijke woongebied van de Turkse volkeren Centraal-Azië was, waar rond 10.000 voor Christus een binnenzee lag. Turkse volkeren woonden aan de oevers van de binnenzee en ontwikkelden een grote beschaving. Na enige tijd droogte deze binnenzee op en werd het gebied een woestenij. Om deze reden verspreiden de Turkse volkeren zich vanuit Centraal-Azië over andere delen van de wereld, waar ze bij andere volkeren de beschaving bijbrachten, die in die tijd als jager-verzamelaars nog in hutten en grotten leefden. Turkse volkeren zouden hiermee verantwoordelijk zijn voor het ontstaan van het tijdperk van het Neolithicum. Bij deze theorie worden bijvoorbeeld volkeren als Soemeriërs (Sümerler), Hettieten (Etiler), Babyloniërs (Babilliler) en Oude Egyptenaren (Mısırlılar) beschouwd als proto-Turken.
In 1935 kwam de theorie van Hermann Feodor Kvergić over de oorsprong van de Turkse taal onder de aandacht van Atatürk. In deze theorie beschreef Kvergić hoe hij dacht dat de proto-Turkse taal de oertaal is waaruit andere talen in de wereld zijn ontstaan. Deze theorie kwam overeen met de theorie van de Turkse Historische These. Dankbaar gebruikmakend van de theorie van Kvergiç, stelde Atatürk hieruit de Zonnetaaltheorie (Güneş-Dil Teorisi) samen. De Turkse Historische These en de Zonnetaaltheorie werden voornamelijk in de jaren '30 aangehangen en gepropageerd door de Turkse Historische Vereniging. Atatürk liet beide theorieën ook introduceren in het geschiedenisonderwijs van Turkse scholen.
Echter, reeds vanaf het begin werden beide theorieën heftig bekritiseerd als zijnde pseudowetenschap. Kritiek kwam ook van sommige panturkisten zoals Zeki Velidi Togan en Nihâl Atsız, die de theorieën te ver vonden gaan. Later bleken beide theorieën onhoudbaar. Atatürks opvolger İsmet İnönü had geen interesse om het onderzoek naar deze twee theorieën voort te zetten. In 1941 werden deze theorieën dan ook door hem verwijderd van het Turkse onderwijsprogramma. Tegenwoordig worden deze theorieën niet meer aangehangen, maar men kan wel overblijfselen ervan tegenkomen in Turkse boeken en dergelijken.

### Wiskundeboek

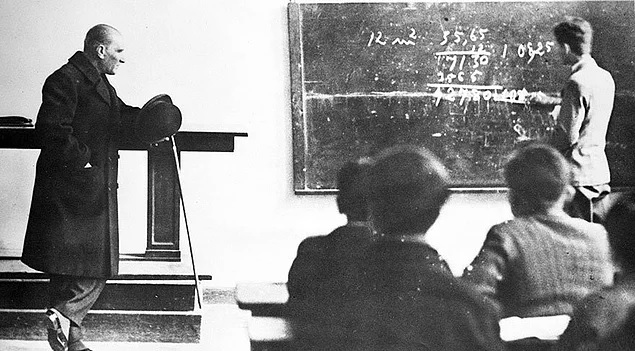
Atatürk woont een wiskundeles bij aan het İzmir Lyceum voor jongens, 1 februari 1931, İzmir

Tijdens zijn inspectietochten bij vele Turkse scholen had Atatürk gemerkt, dat studenten bij de wiskundeles moeite hadden met de uitspraak van meetkundige termen. De reden hiervoor was, omdat de namen van deze termen afkomstig waren vanuit de Arabische of Perzische taal. Atatürk concludeerde dat het onjuist was om Turkse studenten in deze onbegrijpelijke termen te blijven onderwijzen. Atatürk, die zelf tijdens zijn schooljaren zeer enthousiast was geweest over wiskunde, nam de taak op zich om dit te veranderen.
In de herfst van 1936, nadat Atatürk het derde Turkse Taalcongres (24-31 augustus 1936) in Istanbul bijgewoond had, stuurde hij taalkundige Agop Dilacar en stafchef Süreyya Anderiman naar een boekenwinkel in het district Beyoğlu met de opdracht een paar Franse meetkundeboeken uit te zoeken om vervolgens deze naar hem te brengen. Nadat ze samen met Atatürk deze Franse boeken geïnspecteerd en beoordeeld hadden, werd het algemene ontwerp van het te schrijven meetkundeboek opgetekend. Atatürk werkte daarna alleen aan dit boek in de wintermaanden van 1936-1937. In dit boek bedacht Atatürk nieuwe eenvoudigere Turkse namen voor wiskundige termen ter vervanging van de bestaande termen. Het boek kreeg de Turkse titel Geometri en de meetkunde erin was van middelbare schoolniveau.
Toen Atatürk het boek voltooid had, gaf hij het boek aan het Turkse ministerie van cultuur om het te laten publiceren. Atatürk vermeldde niet dat hij de auteur was; Er was alleen een briefje bijgevoegd met de tekst: "Het is gepubliceerd door het Ministerie van Cultuur als een gids voor degenen die meetkunde onderwijzen en degenen die boeken over dit onderwerp willen gaan schrijven". Het boek werd gepubliceerd in 1937. In een latere editie van het boek (1971) onthulde Agop Dilacar, dat Atatürk de auteur van het boek was. Heden ten dage worden de door Atatürk bedachte wiskundige benamingen nog steeds gebruikt in het Turkse onderwijs.

### Atatürk-huizen en musea

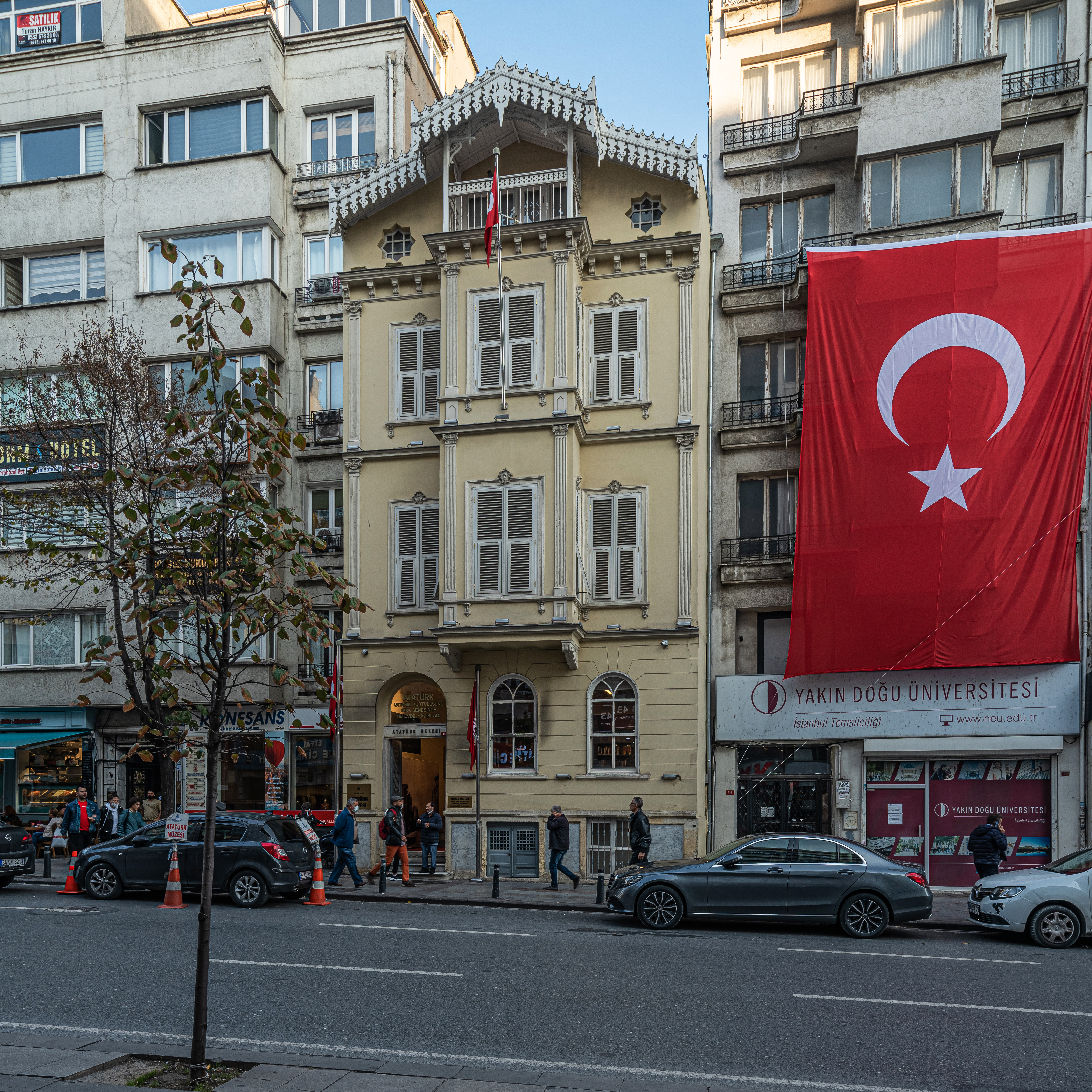
Atatürk-huis in Şişli, 3 november 2021, Istanbul

Atatürks huis in het district Şişli van Istanbul en zijn zomerhuis in Yalova bestaan nog steeds. Deze zijn ingericht als museums. Ook Atatürks geboortehuis in de stad Thessaloniki in Griekenland bestaat nog steeds en is ingericht als museum. Toen de Grieks-Turkse relaties in de jaren 30 verbeterden, besloot de gemeente Thessaloniki in 1933 als teken van goede wil het huis ter koop aan te bieden aan de Turkse regering. De definitieve aankoop door de Turkse staat werd in 1937 voltooid, waarna het huis vanaf 1953 geopend werd als museum. Pal naast het huis is een Turks consulaat gevestigd.
De Grieks-Turkse relaties zouden echter na de dood van Atatürk niet altijd even goed zijn. In de jaren 50 ontstonden problemen tussen beide landen als gevolg van het conflict tussen Grieks-Cyprioten en Turks-Cyprioten in Brits Cyprus. In 1955 vond er een bomaanslag plaats op het Turkse consulaat in Thessaloniki, waarbij ook het nabijgelegen Atatürk-huis beschadigd werd. De volgende dag bereikte het nieuws hierover Turkije en dit vormde de aanleiding voor de Turkse rellen tegen de Griekse gemeenschap van Istanbul.
Replica's van het geboortehuis van Atatürk zijn gebouwd in de plaatsen Ankara, Antalya en Taşucu. Andere musea en bezienswaardigheden van Atatürk zijn te vinden bij het Anitkabir mausoleum in Ankara en het Dolmabahçepaleis in İstanbul. Vlak bij het mausoleum bevindt zich het Atatürk en het Onafhankelijkheidsoorlogmuseum. In het Dolmabahçepaleis, dat zelf ook ingericht is als museum, is de kamer waar Atatürk in stierf vrij te bezoeken. Het oude presidentiële residentiegebouw van Atatürk in Çankaya is beperkt open ter bezichtiging.

### Luchthaven
De (voormalige) belangrijkste luchthaven Yeşilköy in Turkije werd in 1985 naar hem hernoemd: Luchthaven Istanbul Atatürk (Turks: İstanbul Atatürk Havalimanı). Luchthaven Istanbul Sabiha Gökçen, de tweede belangrijkste luchthaven gebouwd in 2009, is vernoemd naar de eerste vrouwelijke piloot van Turkije, die ook een van Atatürks geadopteerde dochters was. In 2018 werd er een nieuwe luchthaven gebouwd (Istanbul Airport) in het noorden van Istanbul, dat de functie van belangrijkste luchthaven overnam.

## Publicaties
Atatürk publiceerde enkele boeken tijdens zijn leven en hield gedurende zijn militaire loopbaan een dagboek bij. Atatürks dagboeken en militaire notities tijdens de Ottomaanse periode werden als één verzameling gepubliceerd. Een andere collectie besloeg de periode tussen 1923 en 1937 en omvat alle documenten, notities, memoranda, mededelingen (als president) in meerdere volumes, getiteld Atatürk'ün Bütün Eserleri ("Alle werken van Atatürk").
De lijst met boeken die zijn bewerkt en geschreven door Atatürk wordt hieronder weergegeven, gerangschikt op publicatiedatum:
1. Takımın Muharebe Tâlimi, 1908 - ("Team gevechtsoefeningen", vertaald vanuit het Duits)
2. Cumalı Ordugâhı – Süvâri: Bölük, Alay, Liva Tâlim ve Manevraları, 1909 - ("Cumalı kamp - Cavalerie: compagnie, regiment, Liva-training en manoeuvres")
3. Ta’biye ve Tatbîkat Seyahati, 1911 - ("Geneeskunde en Praktijkreizen")
4. Bölüğün Muharebe Tâlimi, 1912 - ("Gevechtspraktijk van de divisie", vertaald vanuit het Duits)
5. Ta’biye Mes’elesinin Halli ve Emirlerin Sûret-i Tahrîrine Dâir Nasâyih, 1916 - ("Advies betreffende de regeling van tactieken en besluitvorming van militaire orders")
6. Zâbit ve Kumandan ile Hasb-ı Hâl, 1918 - ("De communicatie tussen officier en commandant")
7. Nutuk, 1927 - ("Toespraak")
8. Vatandaş için Medeni Bilgiler, 1931 - ("Burgerlijke informatie voor de burger", voor het burgerschapsonderwijs op middelbare scholen)
9. Geometri, 1937 - ("Geometrie", voor de wiskundelessen op middelbare scholen)